# Le Cap
Cet article concerne la ville d'Afrique du Sud. Pour la presqu'île de l'île de Miquelon, voir Le Cap (Saint-Pierre-et-Miquelon).
Le Cap (en afrikaans : Kaapstad, en anglais : Cape Town, en xhosa : iKapa) est une ville d'Afrique du Sud, capitale de la colonie du Cap (1652-1910) puis de la province du Cap (1910-1994). Elle est actuellement la capitale provinciale du Cap-Occidental.
Depuis 1910, Le Cap est également la capitale parlementaire du pays aux côtés de Pretoria (capitale administrative) et de Bloemfontein (capitale judiciaire).
La ville du Cap, fondée en 1652, est considérée comme la cité-mère d'Afrique du Sud. Ville la plus australe du continent africain, elle est établie sur les rives de la baie de la Table et est surmontée par la montagne de la Table coiffée de deux pics nommés Lion's Head et Devil's Peak. La ville a été baptisée en référence au cap de Bonne-Espérance, ainsi nommé par le Royaume de Portugal, premier État européen à l'avoir découvert, et situé à plus de 47 km au sud de son centre historique.

## Géographie: de la ville à la métropole du Cap
Bordant l'océan Atlantique Sud, la ville du Cap se trouve à 665 km à l'ouest de Port Elizabeth, à 1 263 km au sud-ouest de Johannesbourg et à 1 273 km à l'ouest-sud-ouest de Durban.
Elle a été bâtie à l'origine sur les rivages méridionaux de la baie de la Table au pied de la montagne de la Table, qui se trouve elle-même au nord de la péninsule du Cap terminée par le cap de Bonne-Espérance à la pointe sud-ouest de la province du   Cap-Occidental.
Aujourd'hui, la métropole du Cap englobe tous ces territoires de la péninsule ainsi que ceux s'étendant sur la Cape Flats (la « Plaine du Cap ») vers le sud jusqu'aux pourtours de la baie False, ainsi que vers l'est jusqu'aux Hottentots-Holland (en), partie occidentale de la ceinture plissée du Cap (Cape Fold Belt).
La ville historique du Cap est le City Bowl qui a formé avec plusieurs faubourgs la City of Greater Cape Town en 1913.
La ville a incorporé plusieurs faubourgs et communes durant le XXe siècle avant de former en 2000 l'actuelle métropole du Cap dénommée City of Cape Town, composée à partir de six anciennes entités administratives.

### City Bowl

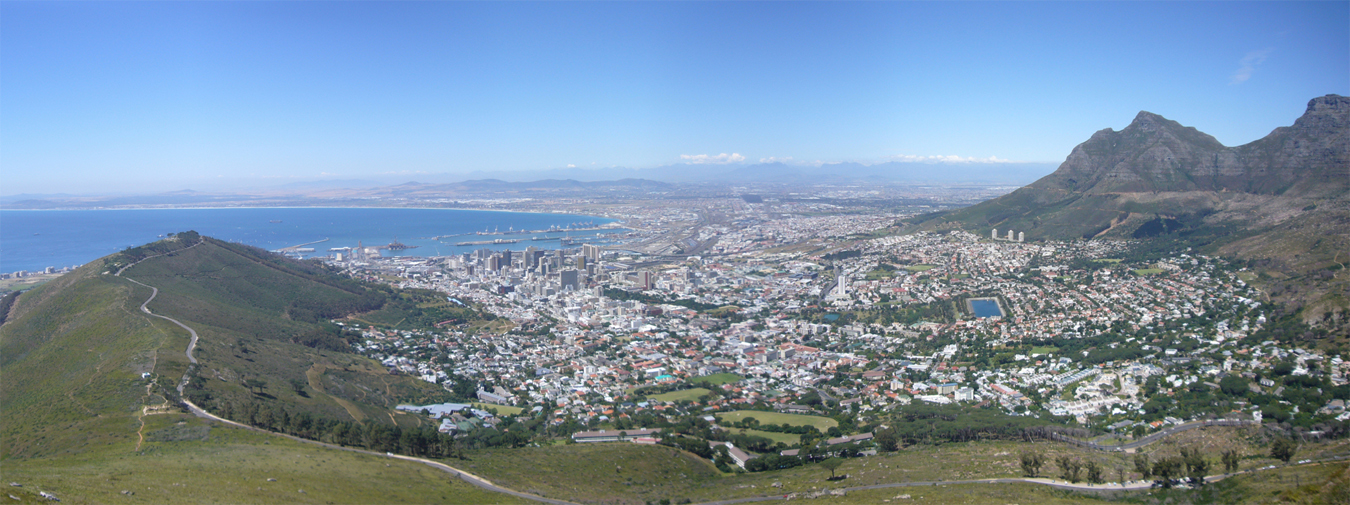
Le City Bowl.

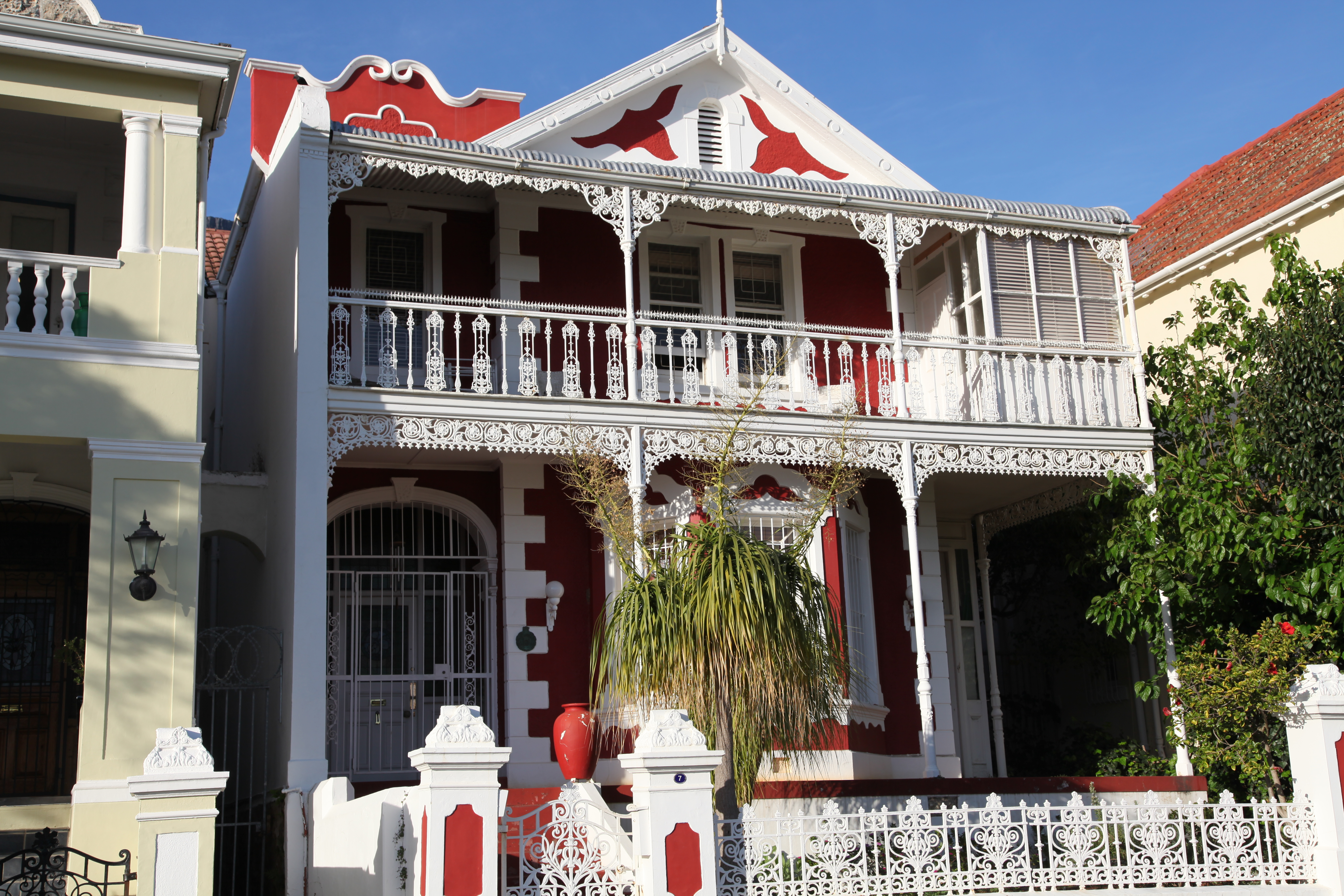
Maison coloniale sur Belvedere Avenue, quartier de Oranjezicht.

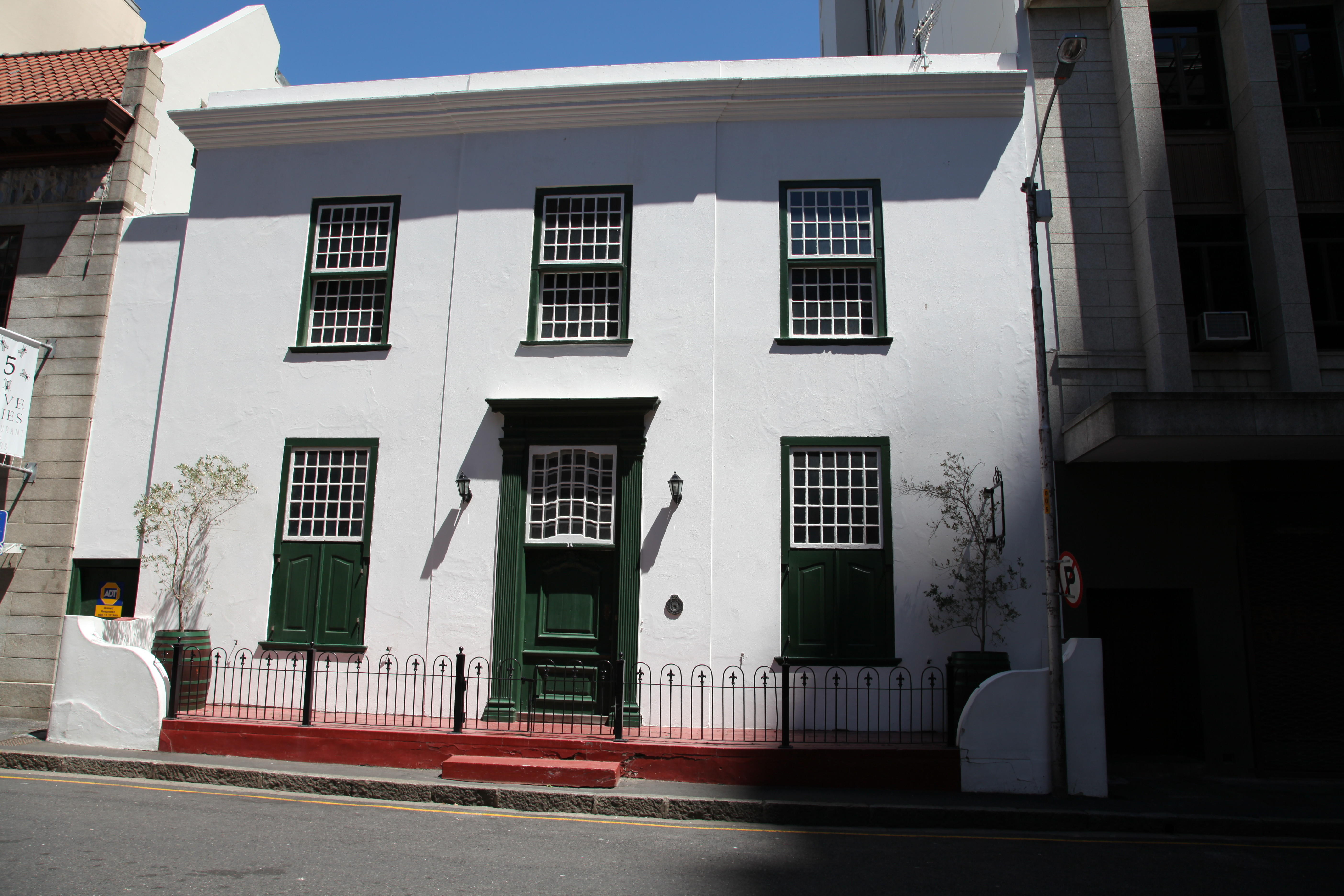
Ancienne maison néerlandaise du Cap au 14 Keerom Street, City Bowl.

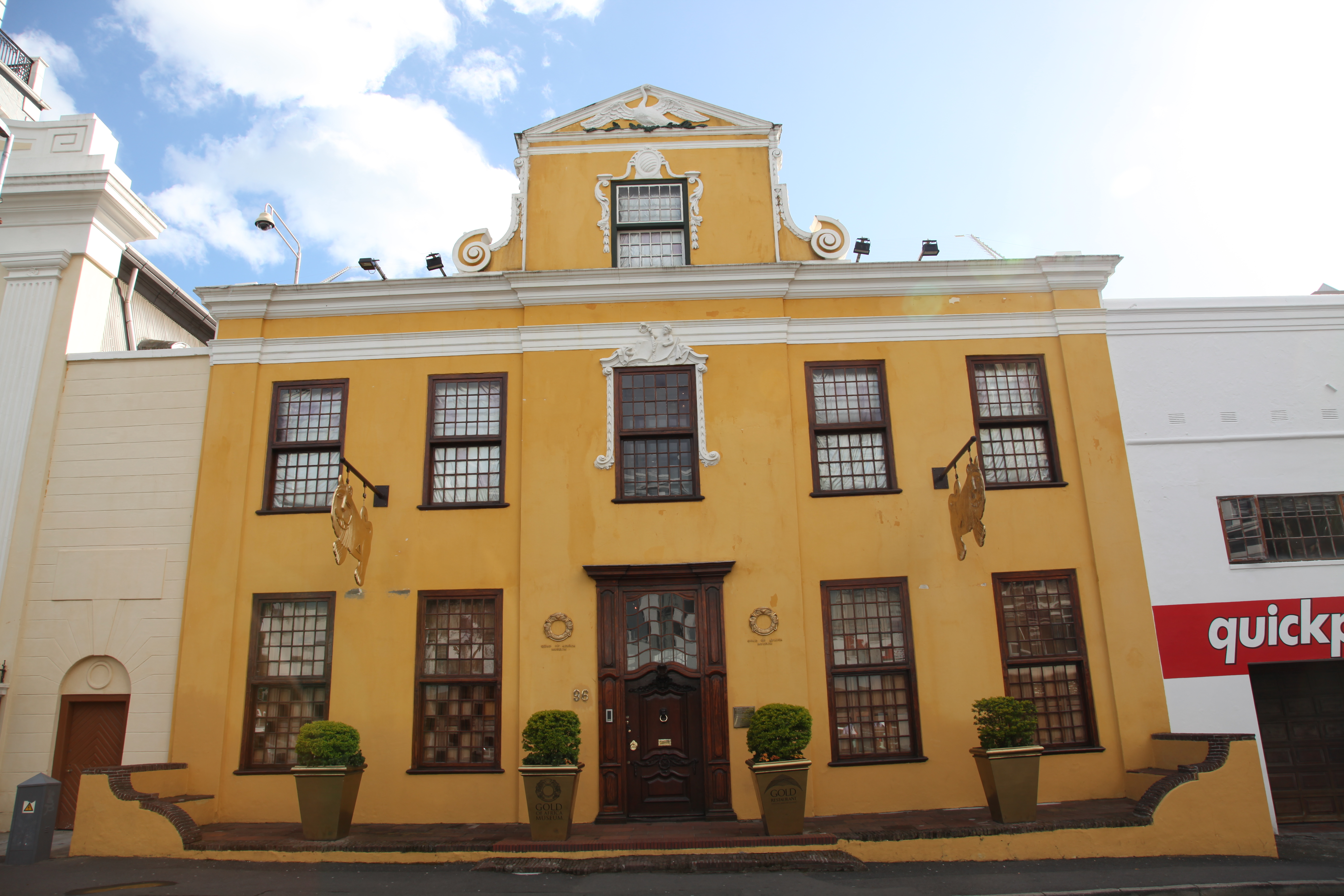
Martin Melck House (1782), Strand Street, City Bowl.

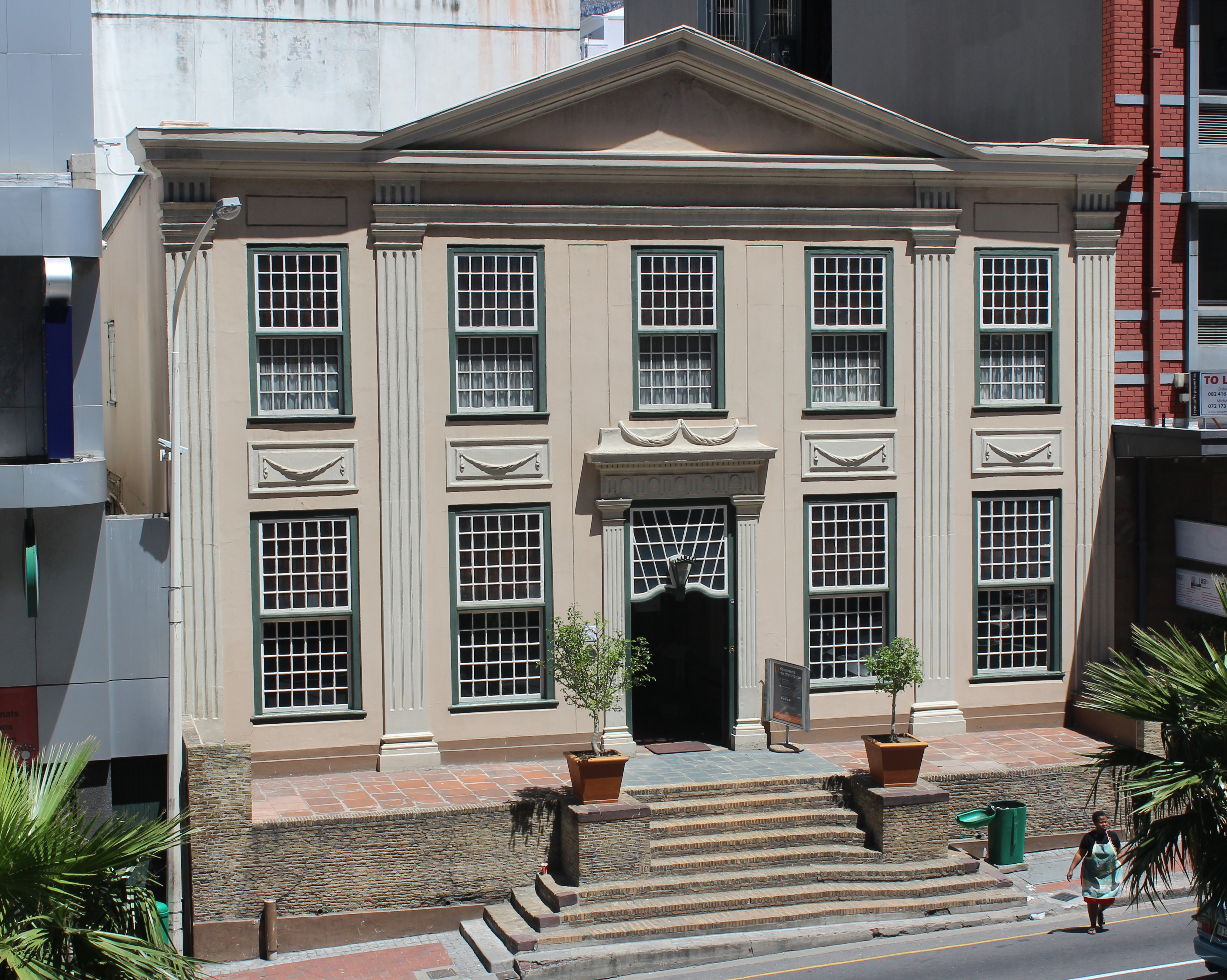
Koopmans-de Wet House, ancienne résidence privée datant de 1701.

Le City Bowl est un amphithéâtre naturel situé entre la baie de la Table, les montagnes de Signal Hill, de Lion's Head et de Devil's Peak. C'est le centre historique de la ville du Cap. Organisé autour du quartier des jardins (Company's Garden, le parlement) et du quartier d'affaires (Cape Town City Center), on y trouve le port de la ville du Cap, le Victoria & Alfred Waterfront, le Fort de Bonne-Espérance et les quartiers résidentiels de Bo-Kaap, De Waterkant, Higgovale, Oranjezicht, Salt River, Schotsche Kloof, Tamboerskloof, University Estate, Vredehoek, Walmer Estate, Woodstock et Zonnebloem (ex-district Six).

### Banlieue sud et atlantique
En 1913, la ville du Cap a absorbé les communes et stations balnéaires situées au sud-ouest, sur la côte atlantique : Bantry Bay, Camps Bay, Clifton, Fresnaye, Green Point, Mouille Point, Sea Point et Three Anchor Bay. Hout Bay et Llandudno ont rejoint la métropole en 2000.
Les faubourgs de la banlieue sud-est du Cap sont principalement des quartiers résidentiels intégrées dans la ville du Cap dès 1913 ou durant le XXe siècle : Rondebosch, Claremont, Plumstead, Mowbray, Observatory, Ottery, Pinelands, Wynberg, Newlands, Bergvliet, Constantia et Bishopscourt.

### Banlieue nord
Les quartiers et faubourgs de la banlieue nord du Cap sont habités par une population majoritairement de langue afrikaans. Ce sont les quartiers et faubourgs de Bellville, Bothasig, Brooklyn, Burgundy Estate, Durbanville, Edgemead, Elsie's River, Factreton, Goodwood, Monte Vista, Panorama, Parow, Richwood, Thornton, Table View et Welgemoed. À l’exception de Kensington et Maitland, intégrées à la ville du Cap, la plupart de ces quartiers sont rattachés à la municipalité métropolitaine.

### Côte Ouest (West Coast)
Les faubourgs de la côte ouest, situées au-delà des banlieues nord sur la côte atlantique, comprennent Bloubergstrand, Milnerton, Tableview, West Beach, Atlantis, Melkbosstrand, Big Bay, Sunset Beach, Sunningdale et Parklands.

### Banlieue est
Cette zone comprend les faubourgs de Fairdale, Brackenfell, Kraaifontein, Kuils River, Blue Downs, Belhar et Protea Hoogte.

### Sud de la Péninsule
La péninsule du Cap, plus rurale mais en voie d'urbanisation, fait partie intégrante de la métropole du Cap depuis 2000 (à l'exception de Kalk Bay intégrée à la ville du Cap en 1913). On y trouve plusieurs stations balnéaires réputées et des ports de pêche comme Hout Bay, Muizenberg, Noordhoek, Fish Hoek, Kommetjie, Scarborough, Simon's Town, St James, Sun Valley et Steenberg.

### Helderberg
Ce faubourg de l'est de la péninsule comprend les cités balnéaires de Somerset West, Strand et Gordons Bay.

### Cape Flats
Les Cape Flats sont une bande de terrains plats situés au sud-est du quartier central des affaires du Cap. Les Cape Flats sont l'un des héritages de la période d'apartheid et plus particulièrement du Group Areas Act. Les populations qui y résident sont quasi exclusivement les populations d'origine non-européenne. C'est une zone particulièrement dense, comprenant des bidonvilles, où vivent les populations les plus défavorisées du Cap. On y trouve notamment le quartier coloured à la fois résidentiel, industriel et commercial d'Athlone, le township coloured de Mitchell's Plain et le township informel de Khayelitsha pour les populations noires.

## Démographie
À la sortie de la période d'apartheid, Le Cap est une agglomération principalement métis (50 %) comprenant une minorité blanche (27 %) et une minorité noire (23 %). Une importante communauté d'expatriés sont également présent, principalement originaire des régions francophones et anglaises.
La population du Cap augmente de 36 % entre 1996 et 2001. La part de la population noire dans le total des résidents connaît durant cette période un accroissement exceptionnel de 89,4 % contre 24 % chacune chez les populations blanches et coloured (métis). Cet accroissement démographique est notamment dû à une vague migratoire interne à l'Afrique du Sud provenant majoritairement de populations originaires du Cap-Oriental (44 %). L'une des causes principales de cette émigration interne vers le Cap est la fin des politiques d'apartheid qui visaient notamment à limiter les déplacements migratoires vers Le Cap et à confiner les populations noires dans des bantoustans.
Lors du recensement de 2001, l'agglomération de la municipalité du Cap compte 2 893 249 habitants dont 48,1 % de Coloureds, 31,7 % de Noirs africains, 18,8 % de Blancs et 1,4 % d'Asiatiques. La population du Cap se compose de 52 % de femmes et 51,8 % d'individus de moins de 25 ans. Depuis 1996, année du précédent recensement national, la population noire a augmenté de 42,3 %, celle des Coloured de 12,3 %, celles des Asiatiques de 9,6 %, tandis que la population blanche a diminué de 0,2 %.
En 2007, l'agglomération de la municipalité du Cap compte environ 3 497 000 habitants (433 688 habitants pour la seule ville du Cap) dont 44 % de Coloureds, 35 % de Noirs et 19,3 % de Blancs. En 2011, l'agglomération de la municipalité du Cap compte 3 740 026 habitants dont 42,4 % de Coloured, 38,6 % de Noirs et 15,7 % de Blancs.

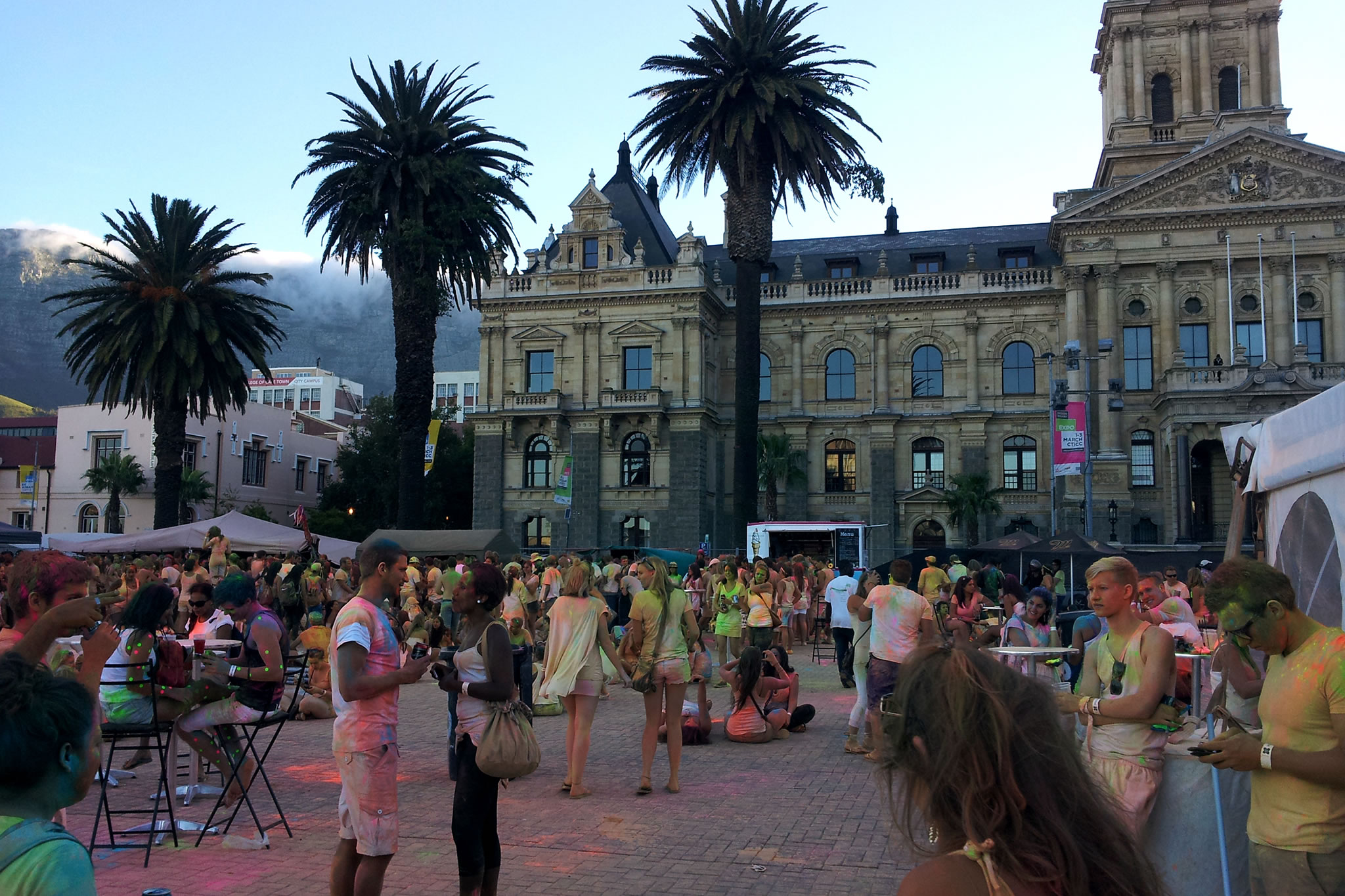
La célébration de Holi.

La langue maternelle des résidents du Cap est l'anglais (51 %) suivie de l'afrikaans (43,72 %). Au niveau de l'agglomération, la langue maternelle dominante des résidents est l'afrikaans (41,4 %) suivi de l'anglais (27,9 %) et du xhosa (28,7 %), en très nette augmentation depuis les dernières vagues migratoires.
Environ 69 % de la population est âgée de entre 15 et 64 ans contre 5,5 % âgé de plus de 65 ans. L'âge moyen des résidents est de 28 ans (26 ans chez les Noirs et 39 ans chez les Blancs en 2007).
Le taux de chômage est de 23,8 % en 2011 contre 24,5 % en 2007. Environ 34,54 % de ces chômeurs sont des Noirs (39,7 % en 2007) contre 23 % de Coloureds (21,8 %  en 2007) et 4,71 % de Blancs (4,4 % en 2007). Il y a aussi 34,7 % de personnes qui ne sont pas actives économiquement, sans être classées parmi les personnes au chômage.
Les chrétiens représentent 77 % des habitants contre 10 % de musulmans (les Malais du Cap) en 2007.
En 2006, la municipalité du Cap admet une pénurie de 260 000 logements alors que la région accueille chaque année environ 48 000 immigrants, venus de provinces plus pauvres. Cette immigration galopante bouleverse les équilibres démographiques. Le plus grand township d'Afrique du Sud, le quartier de Khayelitsha, se trouve dans la banlieue du Cap.
La langue maternelle des résidents du Cap, au niveau de l'agglomération, est l'afrikaans (34,9 %) suivi du xhosa (29,2 %) et de l'anglais (27,8 %).

### Répartition de la population par quartiers de la ville du Cap (2011)

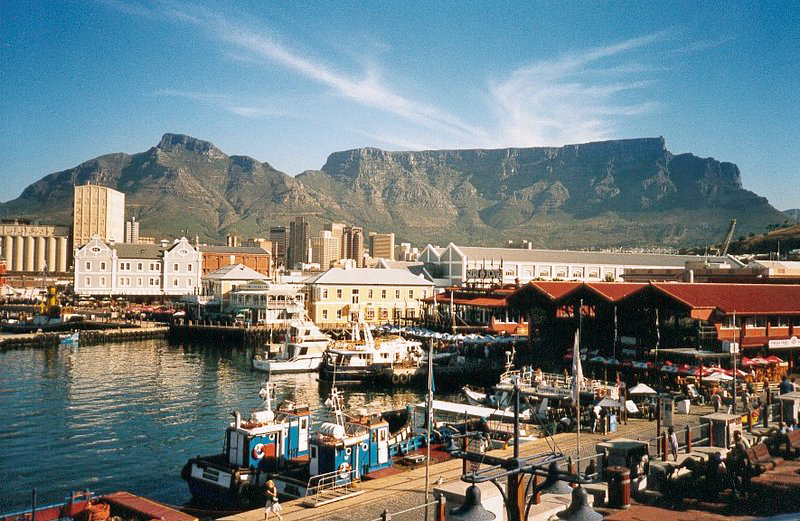
Le Cap et la Montagne de la Table vue depuis le Waterfront.

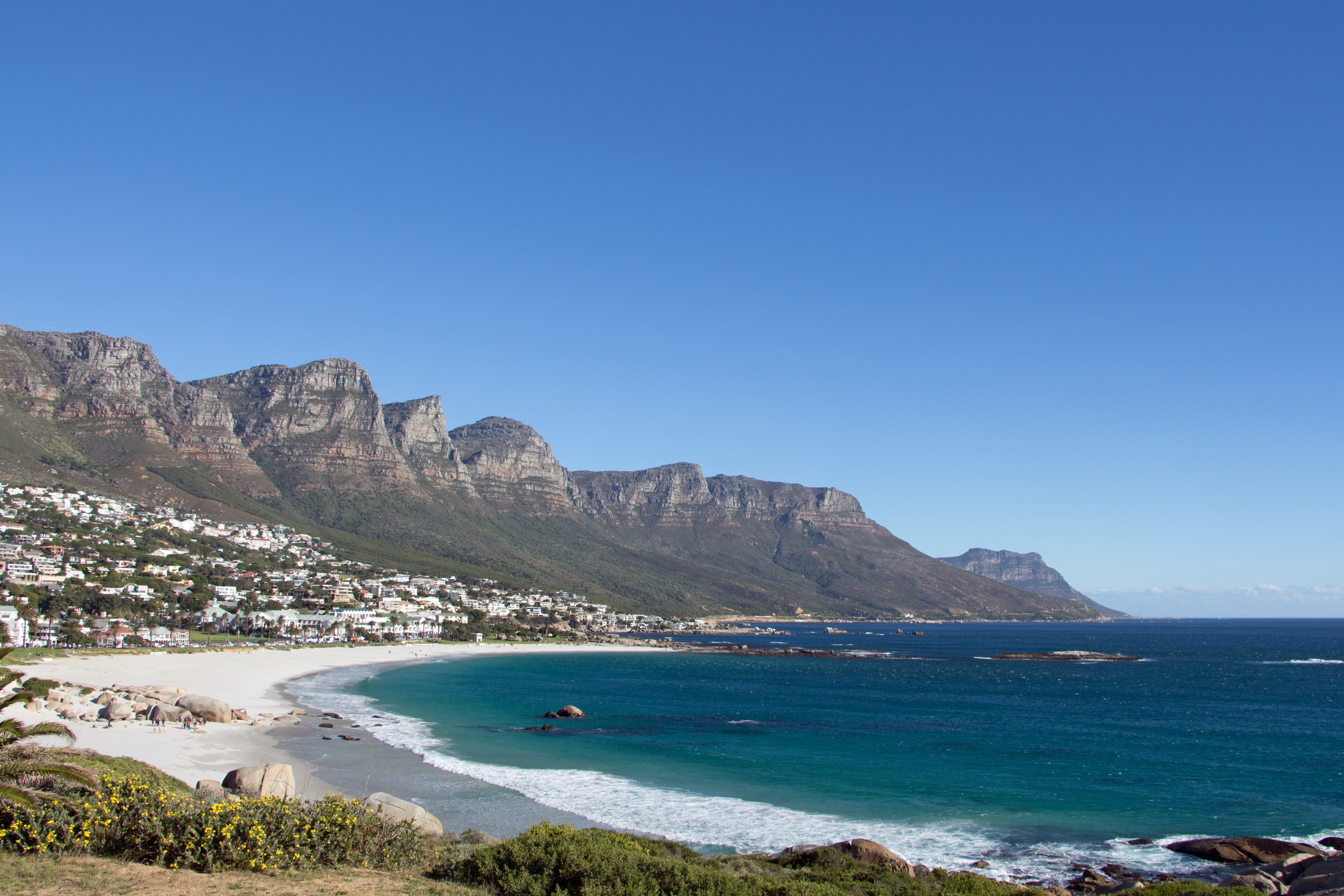
Camps Bay.

Carte générale du City Bowl, le centre ville du Cap.

Carte détaillé du quartier historique du Cap.

Lors du recensement de 2011, les populations des principales zones urbaines de la ville du Cap étaient les suivantes :
| Quartiers                               | Population urbaine 2011 |
| --------------------------------------- | ----------------------- |
| Airlie                                  | 0 312                   |
| Alphen                                  | 0 754                   |
| Bakoven                                 | 0 2 209                 |
| Bantry Bay                              | 0 820                   |
| Barbarossa                              | 00 927                  |
| Belle Constantia                        | 00 898                  |
| Bel Ombre                               | 00 1 045                |
| Bergvliet                               | 00 4 428                |
| Bishopscourt                            | 00 1 603                |
| Buckingham                              | 00 361                  |
| Cafda Village                           | 00 9 964                |
| Camps Bay                               | 00 2 773                |
| Cape Peninsula National Park            | 00 1 299                |
| Cape Town CBD                           | 00 5 286                |
| Cecilia State Forest                    | 00 5                    |
| Claremont                               | 00 17 198               |
| Clifton                                 | 00 507                  |
| Coniston Park                           | 00 1 833                |
| Constantia                              | 00 909                  |
| Constantia Heights                      | 00 763                  |
| Constantia Vale                         | 00 149                  |
| Constantia Village                      | 00 73                   |
| Crawford                                | 00 3 969                |
| Dennendal                               | 00 878                  |
| Deurdrif                                | 00 1 381                |
| Devil's Peak Estate                     | 00 1 859                |
| De Waterkant                            | 00 361                  |
| Diep River                              | 00 2 515                |
| Dreyersdal                              | 00 2 130                |
| Eagles Nest                             | 00 18                   |
| Eden Klein                              | 00 270                  |
| Edward                                  | 00 148                  |
| Elfindale                               | 00 2 577                |
| Fairways                                | 00 2 952                |
| Ferness                                 | 00 2 561                |
| Fir Grove                               | 00 837                  |
| Foreshore                               | 00 268                  |
| Forest GladeTokai                       | 00 217                  |
| Frere Estate                            | 00 1 081                |
| Fresnaye                                | 00 2 011                |
| Gardens                                 | 00 7 960                |
| Glen Alpine                             | 00 50                   |
| Glen Valley                             | 00 250                  |
| Glen View                               | 00 689                  |
| Graylands                               | 00 150                  |
| Green Point                             | 00 5 362                |
| Heathfield                              | 00 4 649                |
| Hout Bay                                | 00 17 900               |
| Hope of Constantia                      | 00 125                  |
| Huis-In-Bos                             | 00 357                  |
| Kalk Bay                                | 00 700                  |
| Kenilworth                              | 00 10 872               |
| Kensington                              | 00 12 551               |
| Kirstenbosch National Botanical Gardens | 00 24                   |
| Kirstenhof                              | 00 4 515                |
| Lansdowne                               | 00 5 853                |
| Lavender Hill                           | 00 25 897               |
| Maitland                                | 00 9 782                |
| Maitland Garden Village                 | 00 1 834                |
| Meadowridge                             | 00 2 519                |
| Mouille Point                           | 00 1 714                |
| Mowbray                                 | 00 9 782                |
| Ndabeni                                 | 00 1 014                |
| Nerissa Estate                          | 00 371                  |
| Newlands                                | 00 5 100                |
| Newlands Forest                         | 00 16                   |
| Nova Constantia                         | 00 448                  |
| Observatory                             | 00 9 207                |
| Oranjezicht                             | 00 3 580                |
| Ottery                                  | 00 5 089                |
| Ottery East                             | 00 2 874                |
| Otyhouse Estate                         | 00 37                   |
| Oude Molen Village                      | 00 530                  |
| Pinati                                  | 00 5 122                |
| Pinelands                               | 00 14 198               |
| Plumstead                               | 00 20 178               |
| Pollsmoor                               | 00 2 161                |
| Porter Reform Estate                    | 00 563                  |
| Retreat                                 | 00 25 745               |
| Romp Vallei                             | 00 6 352                |
| Rondebosch                              | 00 14 591               |
| Rondebosch East                         | 00 4 633                |
| Rosebank                                | 00 4 963                |
| Royal Cape                              | 00 656                  |
| Rust-En-Vrede                           | 00 488                  |
| Salt River                              | 00 6 577                |
| Schotsche Kloof (dont Bo-Kaap)          | 00 3 203                |
| Sea Point                               | 00 13 332               |
| Seawinds                                | 00 6 700                |
| Sheraton Park                           | 00 3 711                |
| Signal Hill Nature Reserve              | 00 11                   |
| Sillery                                 | 00 213                  |
| Silverhurst                             | 00 1 222                |
| Southfield                              | 00 7 106                |
| Steenberg                               | 00 4 168                |
| Steenberg Estate                        | 00 796                  |
| Sunlands                                | 00 1 540                |
| Sweet Valley                            | 00 331                  |
| Table Bay Harbour                       | 00 431                  |
| Table Mountain Nature Reserve           | 00 58                   |
| Tamboerskloof                           | 00 2 984                |
| The Vines(Constatia)                    | 00 674                  |
| Three Anchor Bay                        | 00 2 225                |
| Tokai                                   | 00 2 568                |
| Turf Hall                               | 00 848                  |
| Turf Hall Estate                        | 00 3 933                |
| University Estate                       | 00 987                  |
| Université du Cap                       | 00 471                  |
| Victoria & Alfred Waterfront            | 00 1 570                |
| Vredehoek                               | 00 3 556                |
| Walmer Estate                           | 00 2 325                |
| Westlake 1                              | 00 6 501                |
| Wetton                                  | 00 3 300                |
| Windermere                              | 00 11 610               |
| Witteboomen                             | 00 440                  |
| Woodstock                               | 00 9 345                |
| Wynberg                                 | 00 14 472               |
| Yorkshire Estate                        | 00 3 056                |
| Youngsfield                             | 00 231                  |
| Zonnebloem                              | 00 5 122                |
| Total Ville                             | 00 433 688              |

## Climat
Le climat y est de type méditerranéen. Les hivers (à savoir les étés de l'hémisphère nord) sont doux et humides, et les étés (en hiver dans l'hémisphère nord) sont chauds et secs. L'ensoleillement est important, les pluies courtes mais violentes.
Après trois ans de sécheresse, Le Cap s'était préparé début 2018 à voir ses réserves en eau potable épuisées vers le mois d'août bien qu'elle ait réduit de moitié sa consommation de 1,1 milliard en 2016 à environ 586 millions de litres d'eau par jour. Mais les pluies revenues ont permis la hausse du niveau des barrages et le « jour zéro » est évité pour 2018.
| Mois                              | jan.  | fév.  | mars  | avril | mai   | juin | jui.  | août  | sep. | oct. | nov. | déc.  | année   |
| --------------------------------- | ----- | ----- | ----- | ----- | ----- | ---- | ----- | ----- | ---- | ---- | ---- | ----- | ------- |
| Température minimale moyenne (°C) | 15,7  | 15,6  | 14,2  | 11,9  | 9,4   | 7,8  | 7     | 7,5   | 8,7  | 10,6 | 13,2 | 14,9  | 11,4    |
| Température maximale moyenne (°C) | 26,1  | 26,5  | 25,4  | 23    | 20,3  | 18,1 | 17,5  | 17,8  | 19,2 | 21,3 | 23,5 | 24,9  | 22      |
| Ensoleillement (h)                | 337,9 | 299,9 | 291,4 | 234   | 204,6 | 174  | 192,2 | 210,8 | 225  | 279  | 309  | 334,8 | 3 092,2 |
| Précipitations (mm)               | 15    | 17    | 20    | 41    | 69    | 93   | 82    | 77    | 40   | 30   | 14   | 17    | 515     |

## Faune et flore

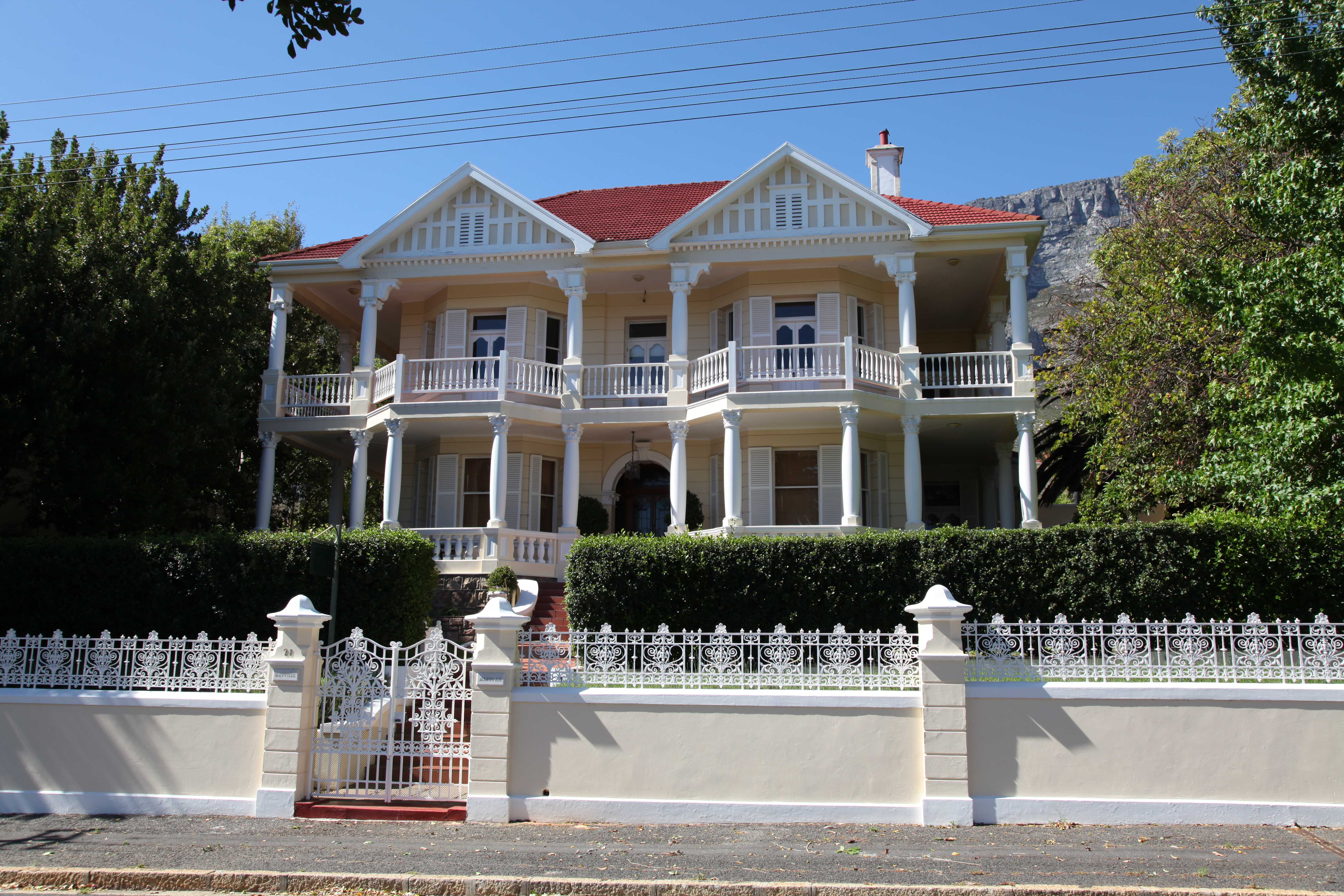
Villa Mayville (1900) sur Belvedere Avenue, Oranjezicht, Le Cap.

La région est connue pour son maquis unique, le Fynbos (buisson fin, en afrikaans), une formation végétale abritant des Protea et qui ne pousse nulle part ailleurs sur la planète. Ces plantes sont adaptées à leur environnement aride et elles ont évolué en une flore sèche.
Au large du Cap, il existe une baie prénommée"False Bay" qui abrite une importante colonie d'otaries à fourrures d'Afrique du Sud (environ 60 000 individus) , cet important rassemblement constitue un lieu privilégié pour observer le grand requin blanc.
La ville compte près de 2 500 espèces de plantes indigènes, soit autant que la Nouvelle-Zélande.

## Histoire

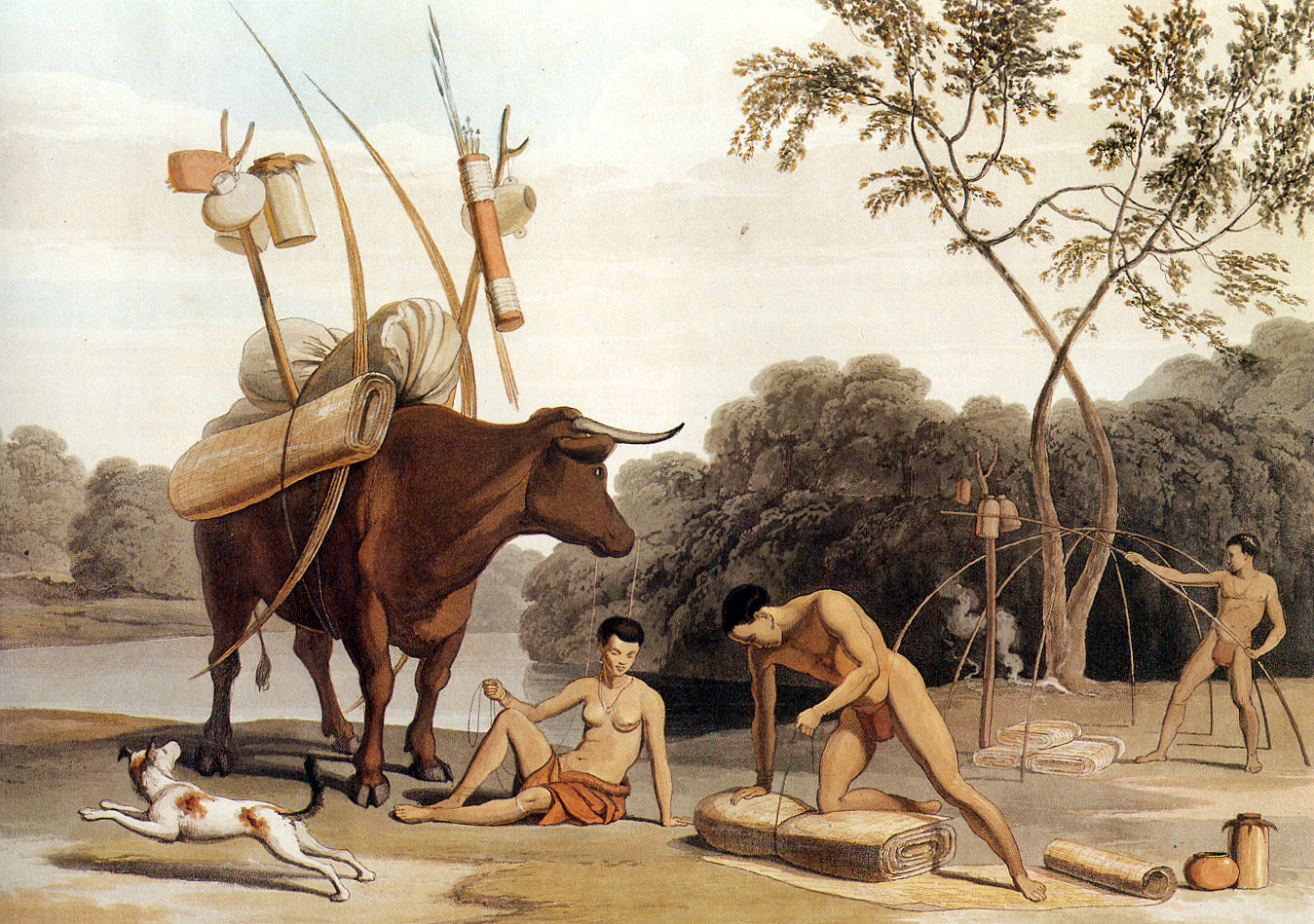
Le peuple des Khoïkhoïs, éleveurs d'ovins et de bovins.

### Le Cap de la Préhistoire et des Khoisan
Les recherches archéologiques attestent de la présence d'êtres humains au Cap il y a de cela 750 000 ans même si les plus anciens ossements humains trouvés dans la région du Cap appartiennent à un Homo Sapiens vivant il y a 80 000 ans. Dans les grottes de la péninsule du Cap, les restes humains mis au jour sont vieux de 75 000 à 50 000 ans tandis que les plus anciennes peintures rupestres des grottes situées à Fish Hoek sont vieilles de 28 000 ans. Les communautés qui vivent alors au Cap sont constitués de petits groupes de nomades, principalement des chasseurs-cueilleurs. Ils sont confrontés, il y a 2 000 ans, à l'arrivée de groupes de chasseurs-cueilleurs, originaires de l'actuel Botswana et tournés vers le pastoralisme et l'élevage de mouton. Cette distinction entre les deux groupes aborigènes, génétiquement similaires dont le langage est caractérisé par des clics, donnent naissance aux San (chasseur cueilleur) et aux Khoïkhoïs (les éleveurs d'ovins et de bovins), par la suite désignés sous le terme de Khoïsan (ou Hottentot).

### La découverte du Cap par les Européens

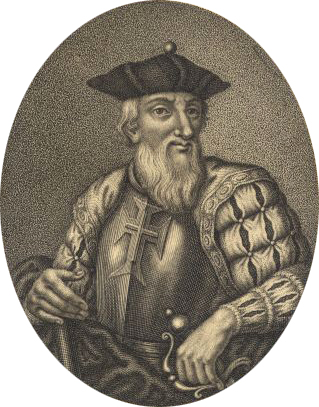
Vasco de Gama.

Les premiers Européens à découvrir le site de la future ville du Cap ont été des navigateurs portugais. Bartolomeu Dias accoste dans la région du Cap en 1488, après avoir longé le Sud-Ouest de la côte africaine, et atteint le cap des Aiguilles via la haute mer. Le premier à franchir concrètement le cap de Bonne-Espérance est Vasco de Gama en 1497 alors qu'il était à la recherche d'une route pour le mener en Asie. Le nom qu'il donne au cap est à l'époque celui de « cap des Tempêtes » car les courants y sont très forts. Le roi du Portugal le rebaptise cap de Bonne-Espérance car il y voit une nouvelle route vers l'Asie et ses épices. La montagne de la Table est pour sa part baptisée Taboa da caba en 1503 par l'amiral portugais et explorateur, Antonio da Saldanha, le premier Européen à accoster dans la baie de la Table et à grimper sur la montagne. Pour ceux qui y résident, les peuples  Khoïsan, cette montagne est la Hoerikwaggo.

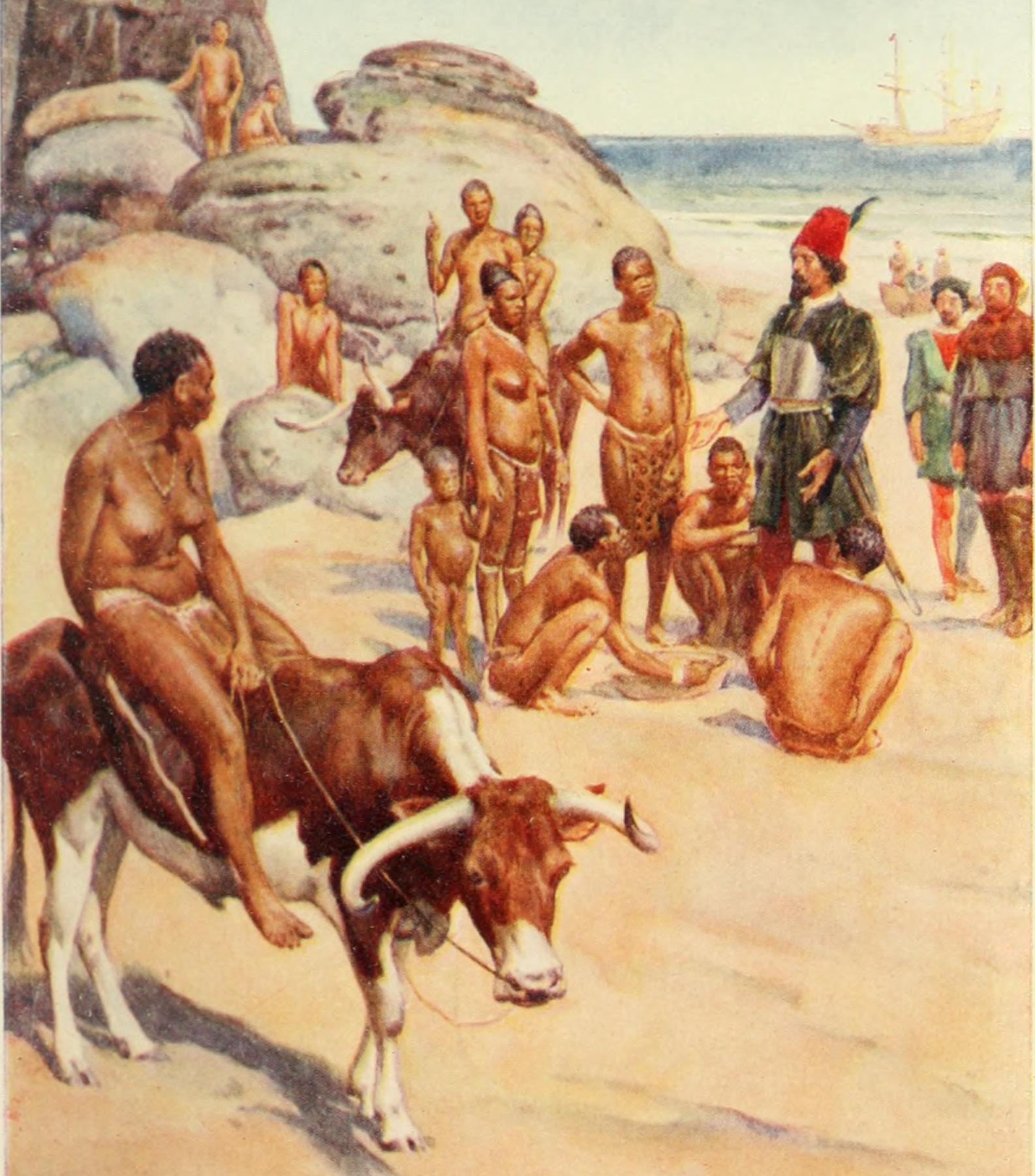
Rencontre entre Hottentots et Portugais.

La zone est l'objet de contacts réguliers entre Khoi et Européens durant tout le XVe siècle et le début du XVIe siècle. Le contournement de l'Afrique requiert pas moins de six mois par bateau et chaque voyage est marqué par la mort de nombreux marins, faute de produits frais. Or, le cap de Bonne-Espérance est situé à mi-chemin du voyage entre l'Europe et l'Inde. La baie de la Table dominée par le massif du même nom duquel descendent plusieurs cours d'eau, apparait alors comme une zone propice pour le ravitaillement et le commerce avec les quelques populations locales. Mais les contacts avec les populations khoïsan débouchent parfois sur des incompréhensions et ont des issues sanglantes. Tentant de commercer et d'échanger avec eux, Antonio da Saldanha est ainsi sérieusement blessé lors d'une embuscade dressée par ses interlocuteurs.
En 1510, le Portugais Francisco de Almeida est massacré avec une soixantaine de ses hommes au cours d'une expédition punitive menée contre les Khoïsan. Durant la seconde partie du XVIe siècle, les Néerlandais, qui ont supplanté les Portugais sur les voies commerciales menant vers l'Asie, tentent à leur tour d'établir des contacts avec les khoi. Mais en 1598, 13 marins néerlandais sont tués par des Khoi au cours d'une dispute. Dans les années 1620, d'autres tentatives ont lieu pour commercer avec les Khoi jusqu'en 1632 et la mort de 32 marins néerlandais, victimes des Khoi.
En 1644, le Mauritius Eylant, un navire de la Compagnie néerlandaise des Indes orientales (VOC), s'échoue sur les rochers de Mouille Point immobilisant les 250 hommes d'équipage sur les rives de la baie de la Table pendant quatre mois. En 1648, le Nieuwe Haarlem, un autre navire de la VOC, s'échoue à son tour au pied de la montagne de la Table. Les rescapés y survivent durant un an autour d'un fort de fortune qu'ils baptisent Sand Fort of the Cape of Good Hope, se nourrissant de produits de la terre, avant d'être rembarqués vers l'Europe par un navire de passage. Dans son rapport à la VOC, le commandant du Nieuwe Haarlem suggère d'y établir une station de ravitaillement car le climat y est méditerranéen et le sol fertile.

### Fondation de la cité-mère d'Afrique du Sud

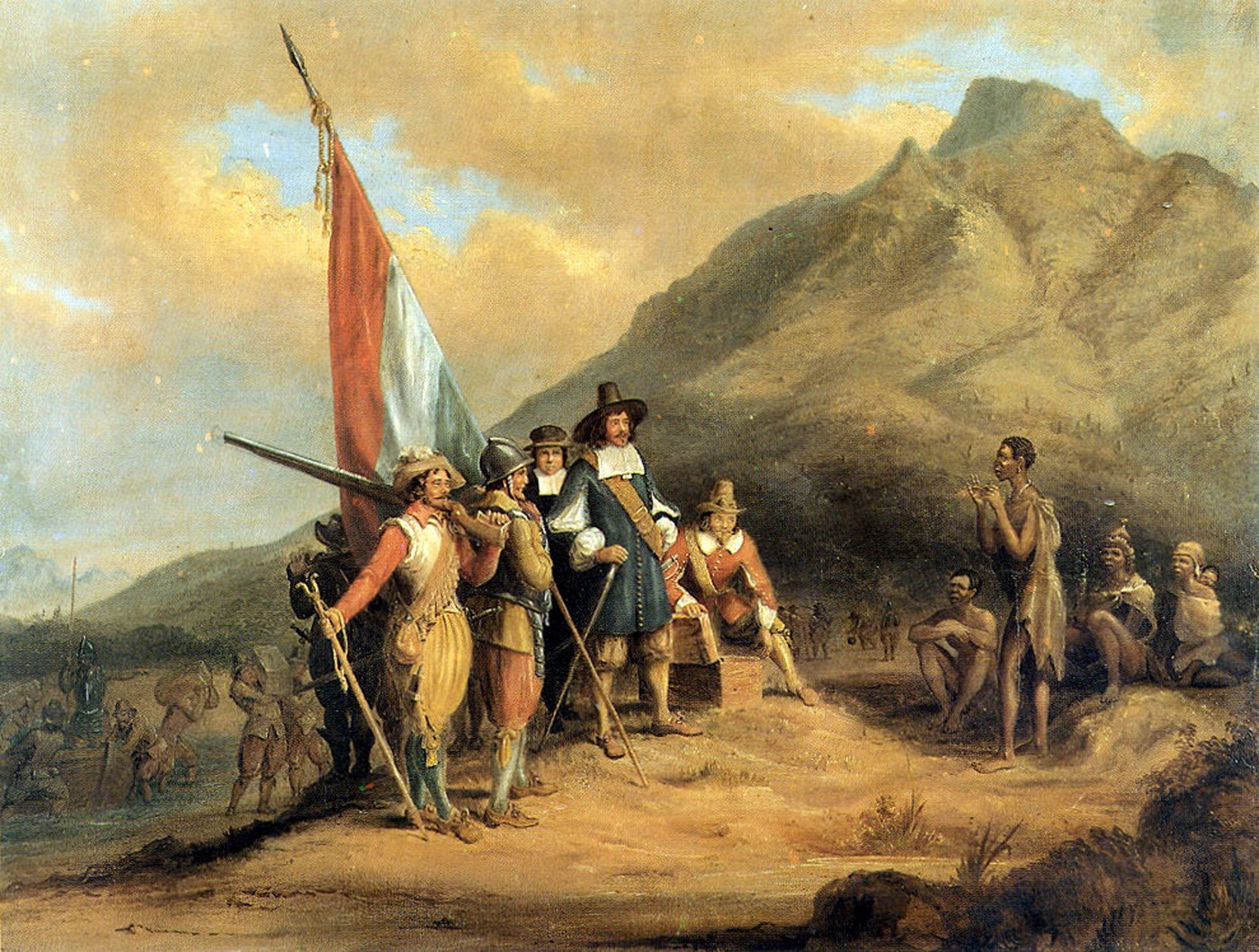
L'arrivée de Jan van Riebeeck au Cap en 1652.

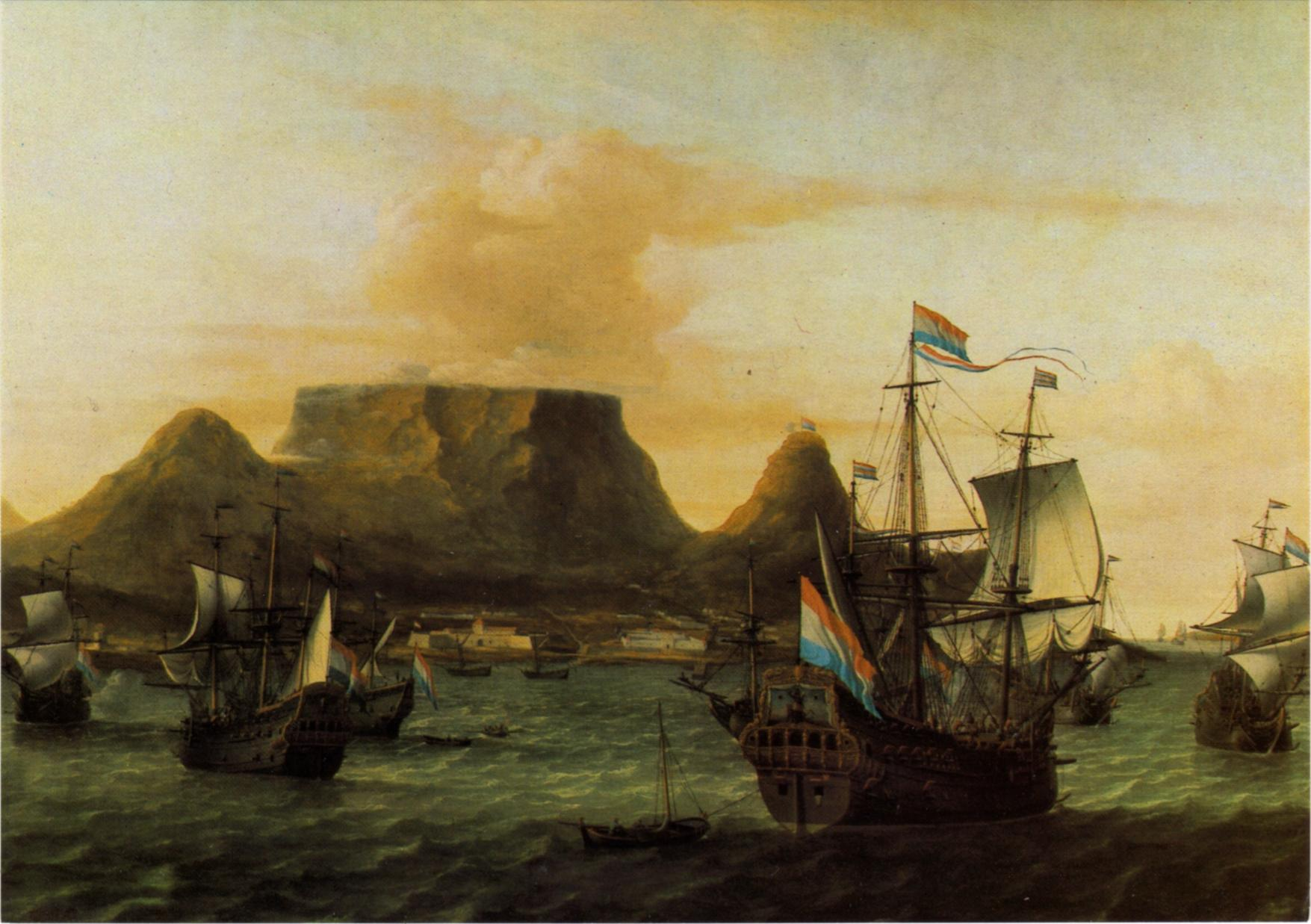
Le Cap, la montagne de la Table et Lion's Head en 1683 par le peintre Aernout Smit (1641-1710).

Le 6 avril 1652, une flottille de trois navires (le Drommedaris, le Reijger, le Goede Hoope), commandée par le capitaine Jan van Riebeeck pour le compte de la VOC, débarque dans la baie de la Table. Destinée à être la Taverne de l'Océan, la station de ravitaillement qu'il doit fonder sur le site que les Khois désignent sous l'appellation de Camissa, doit servir à réapprovisionner les bateaux naviguant sur l'itinéraire commercial vers l'Indonésie, à soigner les équipages atteints de scorbut et à permettre la réparation des navires endommagés. La situation a été choisie pour sa baie abritée qui forme un port naturel et qui protège les bateaux contre le vent dominant du sud-est.
Van Riebeeck arrive dans la baie avec 82 hommes et huit femmes, dont son épouse Maria de la Quellerie. Les trois navires qu'il commande sont rejoints par deux autres navires, le Walvis et l'Oliphant. En tout, la flottille a perdu quelque 130 personnes au cours du voyage les menant depuis les Pays-Bas. Arrivé avec du bois de construction, des outils, des graines à planter et des fusils, Jan van Riebeeck fait construire un fort sur la rive gauche de la Salt river et aménage des jardins potagers et des vergers. De l'eau fraîche est acheminée de la montagne via des canaux pour permettre l'irrigation. Quand Van Riebeeck arrive au Cap, entre 4 000 et 8 000 Khoïsans (Khoï et San), répartis en clans, vivent dans la péninsule. Aucun Noir de type bantou ne réside à moins de 1 000 km vers l'est. Des relations commerciales s'établissent avec les nouveaux arrivés, les Khoi acceptant de troquer du bétail (des moutons et des bovins) contre du fer, du cuivre, de la verroterie, du tabac et de l'alcool. Il n'y a pas de notion de propriété privée de la terre dans la société khoi, peuple semi-nomade où chaque clan suit son propre circuit migratoire. Les Khoi s'attendent notamment à ce que les Hollandais ne soient que de passage comme les Européens l'ont toujours été par le passé.
Si le 3 juin 1652 nait au Cap le premier enfant blanc d'Afrique du Sud, les premiers temps au Cap sont difficiles pour les Bataves, 19 d'entre eux ne passant pas le premier hiver.
Les relations se détériorent entre Khoi et Européens assez rapidement notamment après que les Khoi découvrent que les hommes de la VOC ont créé des jardins entourés d'épineux sur leur route migratoire. Les Européens comptent pour leur part sur les éleveurs Khoi pour leur fournir de la viande mais ceux-ci, par crainte de voir leur statut interne politique diminué et menacé, finissent par refuser de vendre du bétail aux Européens. Les Hollandais ne comprennent pas ce refus qu'ils prennent pour un affront. Pour Van Riebeeck, aucune relation de confiance ne peut être établie avec les Khoi qu'il perçoit comme des gens brutaux. Ne pouvant plus compter sur la viande bovine des Khoi pour nourrir ses hommes, il encourage l'élevage de moutons sur l'île de Robben, située en face du Cap, et la chasse aux phoques, à la baleine et aux antilopes.

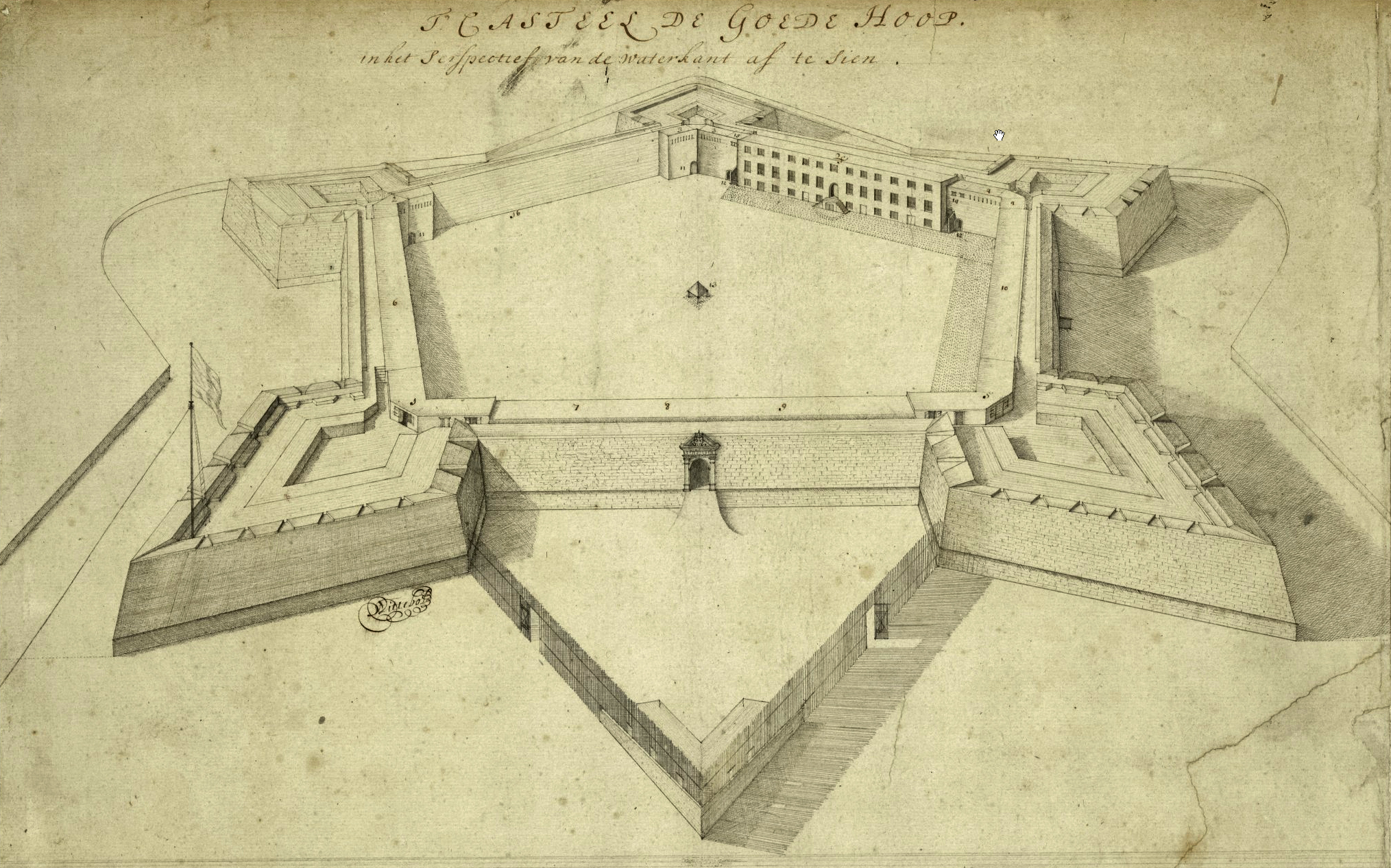
Plan du château de Bonne-Espérance (1680).

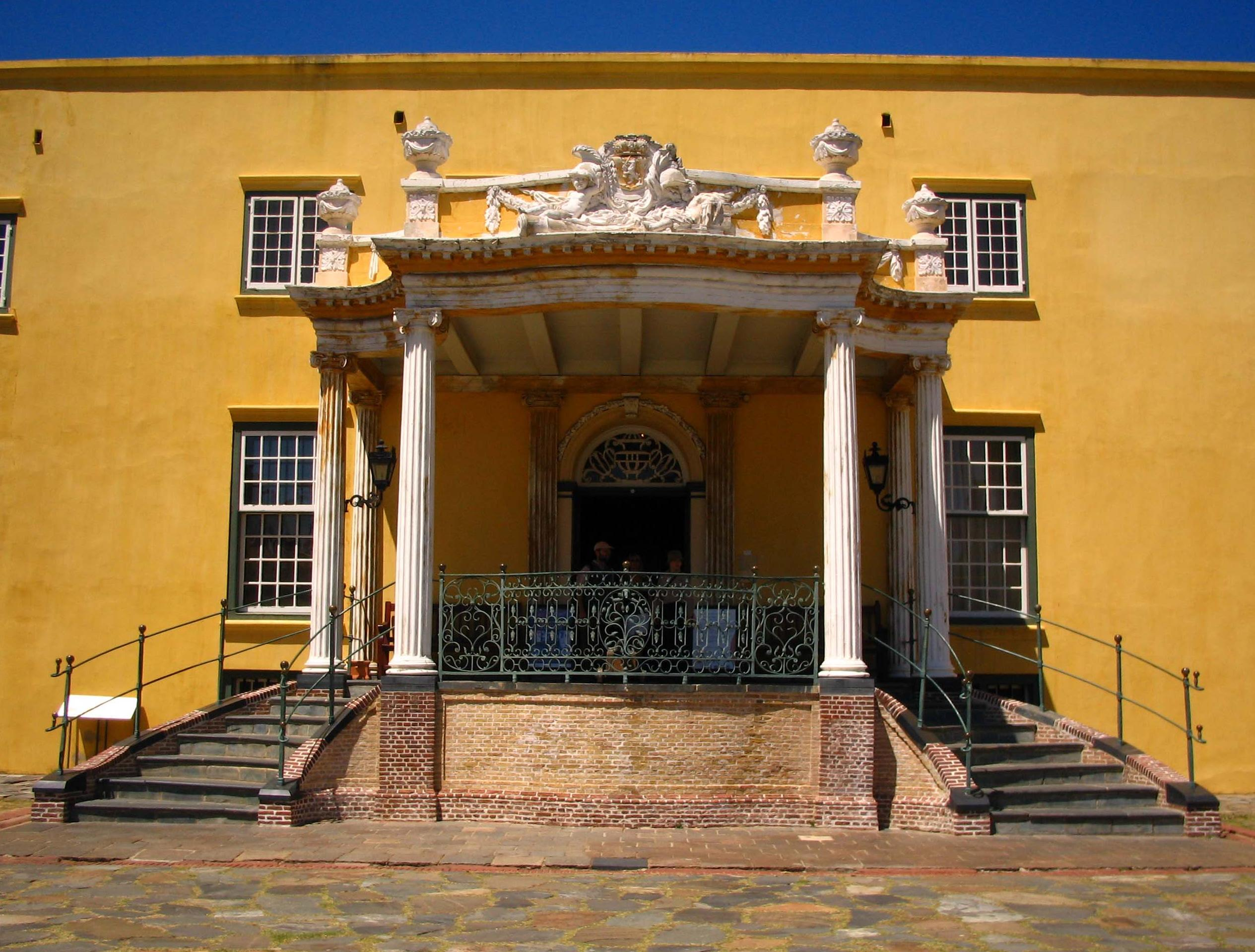
Le Kat Balcony du fort.

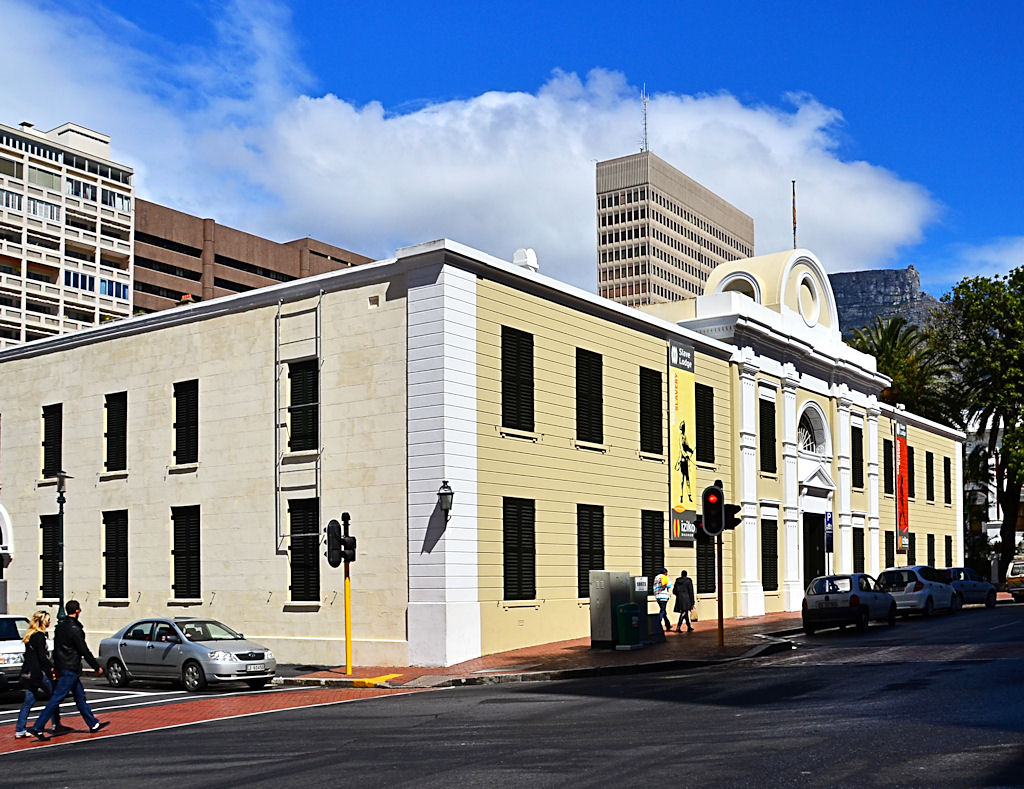
Old Slave Lodge, l'ancienne maison aux esclaves (1679) est devenue le musée d'histoire et de la culture.

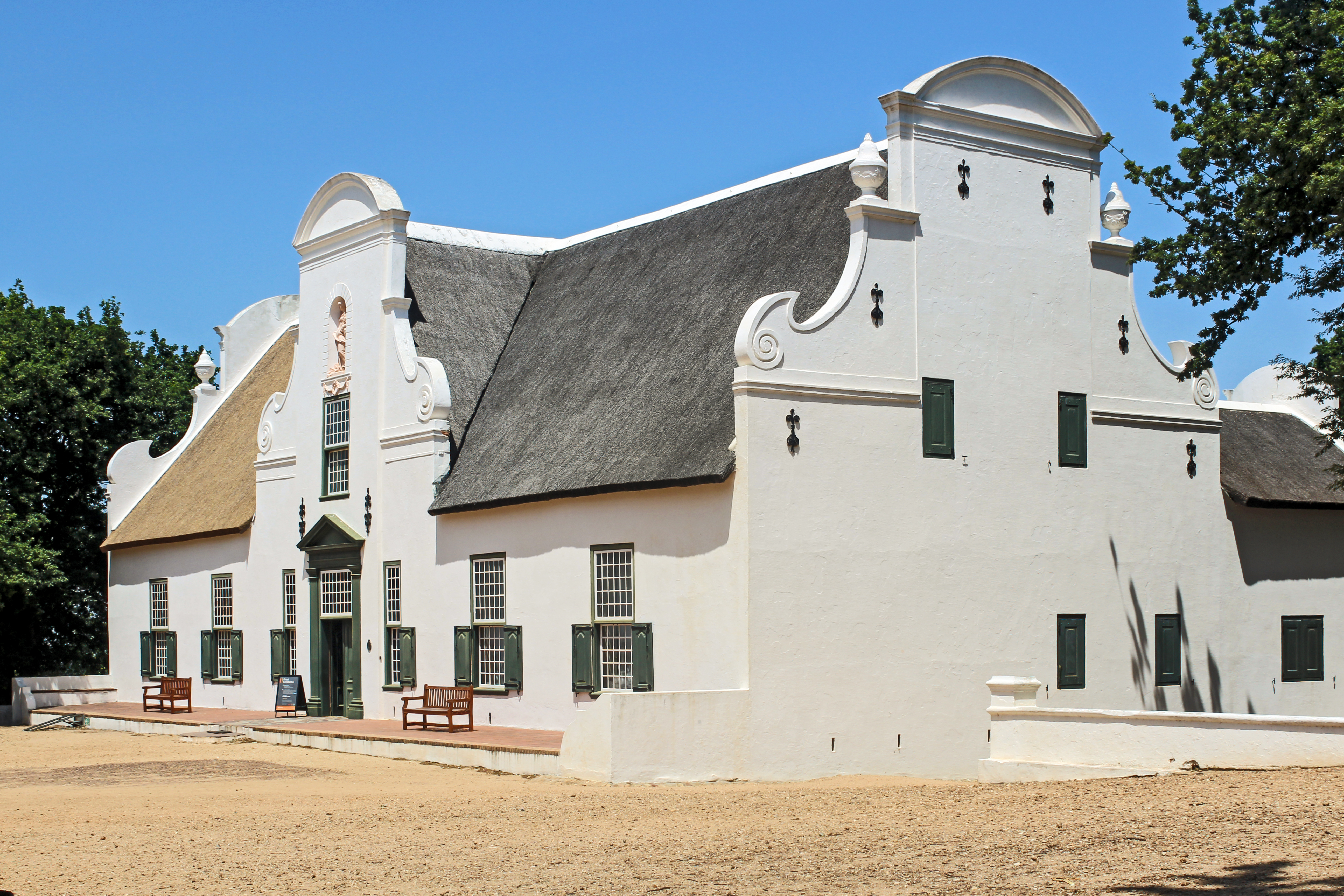
Groot Constantia (1685),
domaine de Simon van der Stel.

Van Riebeeck est déterminé à établir une station de ravitaillement rapidement opérationnelle. Il a besoin de main d'œuvre pour terminer la construction du fort, celle de la jetée, pour cultiver les jardins et développer les infrastructures. Cependant les Khoe refusent de travailler pour lui et les marins sont réticents à ce genre d'activité. Par conséquent, il demande à la VOC de lui envoyer des esclaves. En 1654, des Asiatiques originaires de la colonie néerlandaise de Batavia sont déportés au Cap. De religion musulmane, ils forment une nouvelle communauté, celle des Malais du Cap. Le premier navire rempli d'esclaves noirs arrive du Dahomey suivi de navires transportant des esclaves originaires d'Angola.
En 1657, des autorisations d'établissement et d'exploitations sont délivrées par la VOC à quelques-uns de ses salariés qui deviennent les premiers citoyens libres du Cap (free burghers) qui établissent des fermes le long de la rivière Liesbeek où de premières cultures expérimentales prometteuses ont été réalisées. Pour travailler sur ces fermes, des esclaves, originaires de Java et de Madagascar, sont amenés au Cap. Ainsi en 1658, sur 162 résidents répertoriés, la station de ravitaillement compte 82 citoyens libres et fonctionnaires (blancs) et 80 esclaves mais le taux de mortalité important de ces derniers oblige à maintenir un trafic important. Au total, soixante mille esclaves sont déportés au Cap entre 1658 et 1807, le plus gros contingent étant originaire de Sulawesi en Indonésie.
Si la VOC a exigé dans sa lettre de mission à Van Riebeeck de ne pas construire de ville mais seulement un comptoir commercial, un pensionnat, quatre tavernes, des maisons d'artisans et quatre rues existent au Cap en 1657 en plus du fort en bois et du jardin, le tout désigné comme étant Kaapstad ou De Kaap (Cape Town) par les marins ce qui alarme la Compagnie.
L'année 1658 est marquée par le premier conflit notable entre les résidents de la zone européenne du Cap et les indigènes: en cause le droit d'accès aux terres et aux pâturages dont les Khoi sont privés par l'expansion territoriale des Européens. Ce premier conflit se conclut par la victoire des Européens, mieux organisés et mieux armés. Van Riebeeck est déterminé à assurer la sécurité dans la péninsule et en 1660, fait construire des miradors et planter une haie d'amandes sauvages pour délimiter et séparer la zone européenne (2 430 ha soit 6 000 acres) des territoires où vivent les Khoi. Cette zone enclavée comprend également Saldanha Bay et les îles de Dassen Island et de Robben.
Quand Van Riebeeck quitte le Cap en 1662 pour repartir vers les Indes orientales, l'embryon de colonie du Cap compte 134 salariés de la Compagnie des Indes orientales, 35 colons libres, 15 femmes, 22 enfants et 180 esclaves.
La société du Cap est alors déjà très hiérarchisée, diverse, multi-ethnique et stratifiée. À la suite de fortes pluies, le fort en bois de Van Riebeeck manque de disparaître en 1663. Les administrateurs de la VOC exigent alors que soit construit un bâtiment en pierre. Les travaux de la première fortification permanente européenne en Afrique du Sud commencent en 1666 et s'achèvent en 1679, remplaçant le fort en bois de Van Riebeeck. Appelé à devenir le centre du gouvernement de la VOC, la résidence du gouverneur, celle des hauts fonctionnaires, abritant des bureaux, une boulangerie et la garnison, c'est aujourd'hui le plus ancien bâtiment d'Afrique du Sud.
Plusieurs conflits éclatent encore entre Européens et Khoi, notamment en 1673 et 1677. Les clans Khoi sont cependant divisés et incapables de protéger leur bétail lorsqu'ils sont attaqués. Sans troupeaux, les chefs de clan se retrouvent privés de leur autorité entrainant rapidement la désintégration des structures sociales khoïsan, la dispersion des familles et finalement la disparition des Khoi de la péninsule. Si beaucoup quittent la région du Cap pour aller vers le nord, d'autres se mettent au service des fermiers néerlandais (les Boers), souvent en tant que berger.
En 1679, quand Simon van der Stel est nommé commandeur du Cap, la station compte 289 résidents européens dont 142 citoyens libres ainsi que 191 esclaves. Simon van der Stel a des plans ambitieux pour développer économiquement toute la région. Dès son arrivée, il fait envoyer des géologues pour prospecter les terres fertiles de la région et arpente lui-même les pentes des montagnes au-delà du Cape Flats. Durant l'une de ses randonnées dans la région, il repère sur les rives de la rivière Eerste des terrains propices pour des exploitations agricoles et décide d'y faire construire un second foyer colonial. Ainsi nait le village de Stellenbosch tandis que dans la banlieue du Cap, Simon van der Stel se fait aménager un grand domaine agricole qu'il baptise Groot Constantia et sur lequel il tente de développer la viticulture.
En 1685, les résidents permanents d'origine européenne du Cap sont essentiellement des fermiers, des artisans ou des manutentionnaires. Leur éducation est sommaire. Ils sont rejoints en 1688 par 238 huguenots français, fuyant les persécutions religieuses en France, auxquels Simon van der Stel octroie des terres à Olifantshoek, une vallée verdoyante riche en alluvion, rebaptisée Franschhoek, pour y développer la culture de la vigne à la demande de Simon van der Stel. Ces nouveaux arrivants sont cultivés et vont marquer très fortement de leur empreinte la culture blanche sud-africaine.
À cette époque, le domaine régi par l'administration du Cap s'étend de Muizenberg sur l'océan Indien aux montagnes de Steenberg et de Wynberg. Simon van der Stel fait explorer toute la péninsule ce qui lui permet de repérer un port naturel dans la baie False qu'il baptise baie de Simon, appelée à devenir un port de secours pour les bateaux de la VOC.

### La capitale de la colonie du Cap

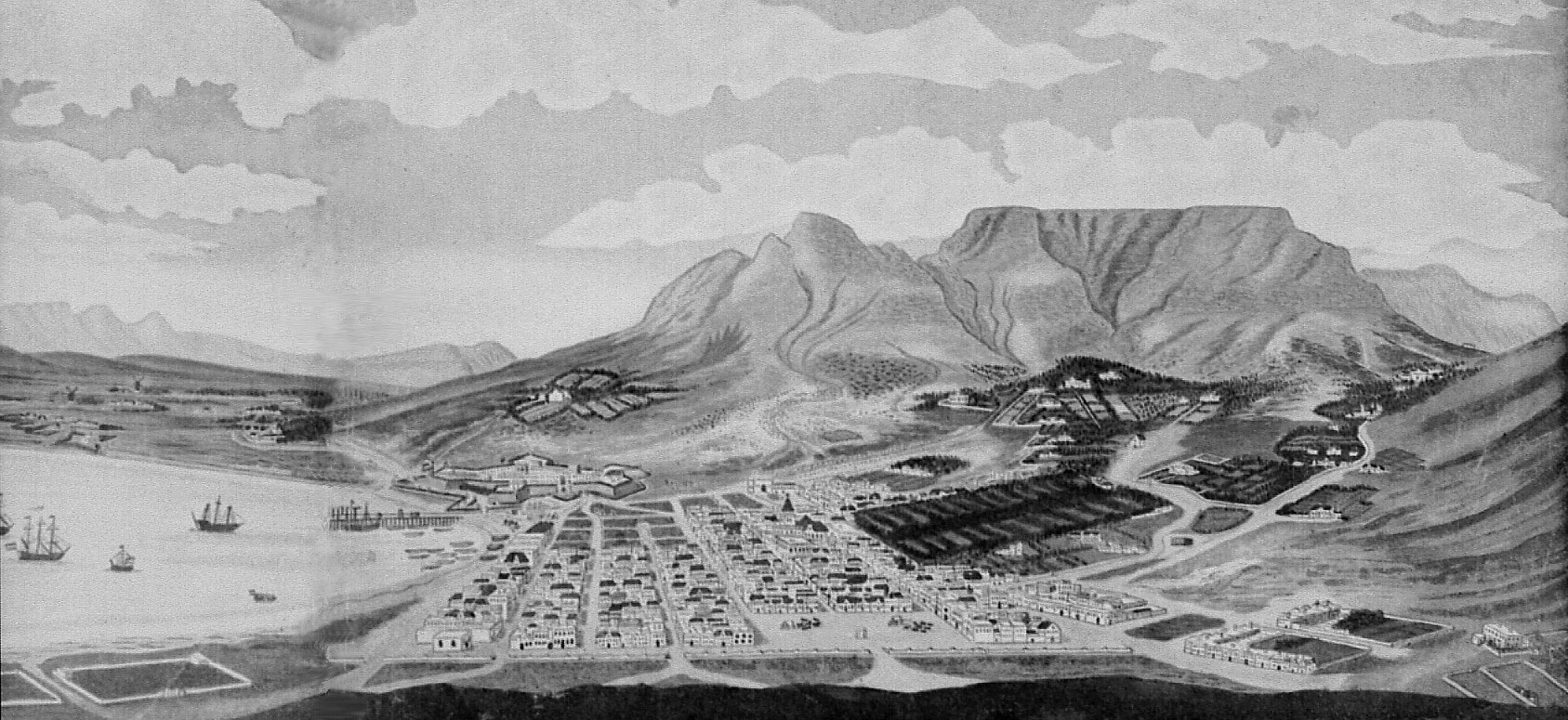
Aquarelle représentant Le Cap vers 1775.

En 1691, Le Cap devient officiellement une colonie de 1 400 personnes soit 1 000 citoyens blancs ou fonctionnaires de la VOC et 400 esclaves. En 1693, la première route est aménagée, via le col de Constantia, reliant la cité-mère à Hout Bay. En 1697, un hôpital pouvant accueillir 225 patients, notamment les marins de passage au Cap, est construit. En 1699, le nouveau gouverneur, Willem Adriaan van der Stel fils de Simon, entreprend de monopoliser les contrats commerciaux provoquant un début de révolte dans la population des citoyens libres et les premières revendications nationalistes. Ainsi, le jeune Hendrik Bibault refuse publiquement d'obéir aux injonctions d'un juge arguant du fait qu'il n'était plus Néerlandais mais Africain (Afrikaner).

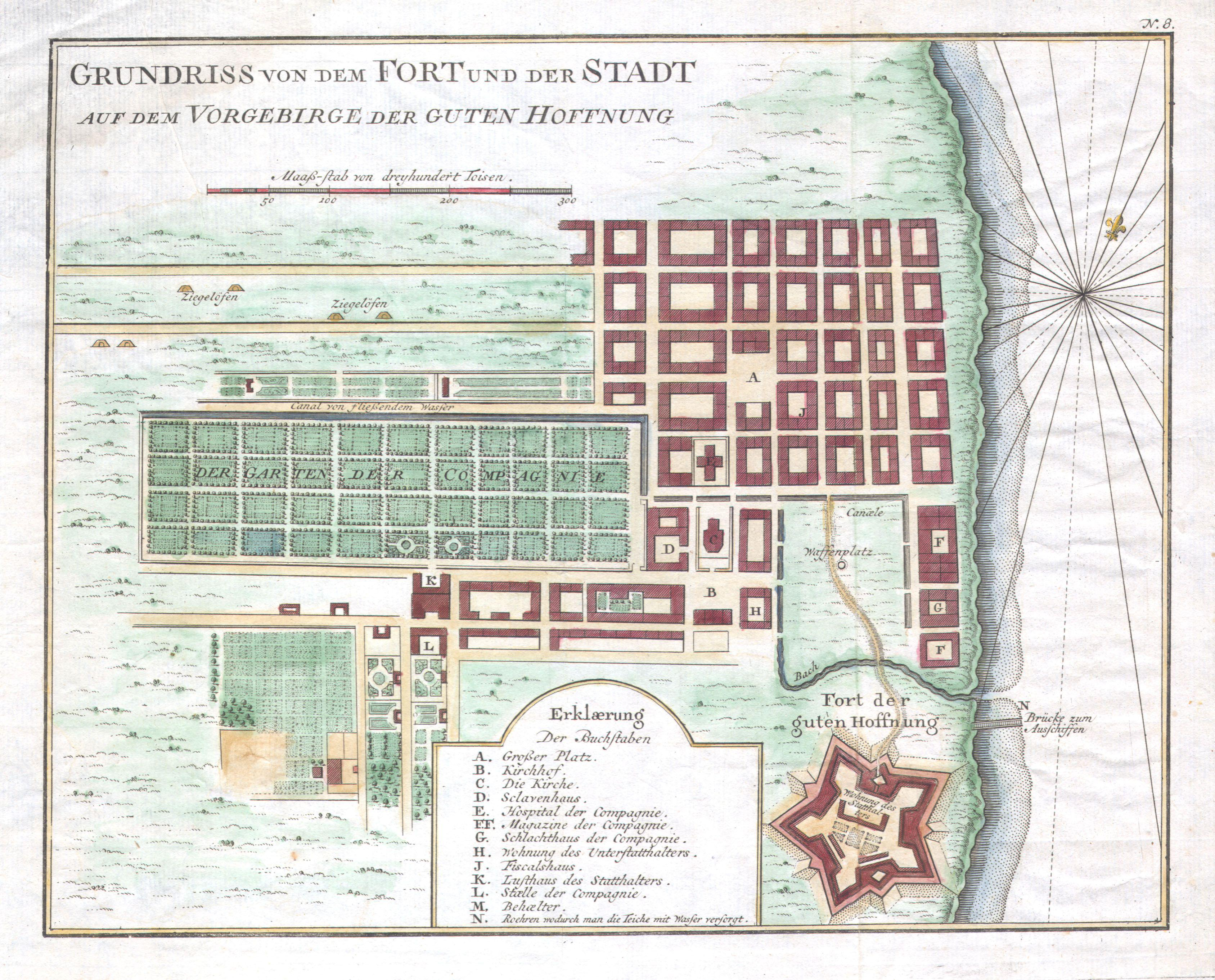
Carte du Cap en 1750.

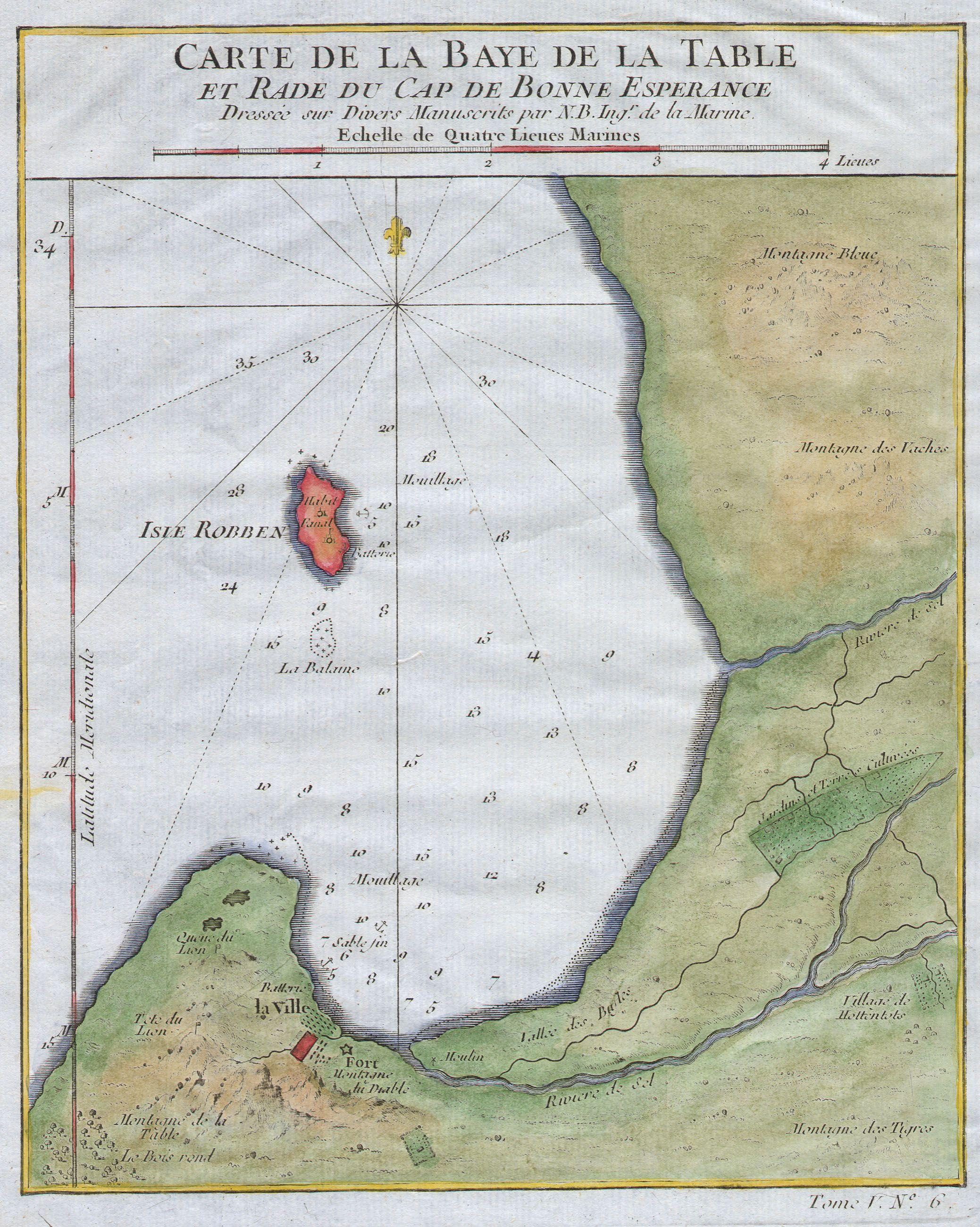
Carte de la baie de la Table (1763).

La ville du Cap s'étend durant tout le XVIIIe siècle. Durant l'administration de Maurice de Chavonnes (1714-1724), des avant-postes doivent être érigés à plusieurs kilomètres de la ville, à des points stratégiques à Tulbagh, Klapmuts, Groenekloof et à Saldanha Baai pour sécuriser la zone européenne de toute invasion khoi alors que les agriculteurs néerlandais s'aventurent dans des zones de plus en plus éloignées du port, créant de grandes fermes d'élevage dans les monts Hottentots-Holland ou plus au nord dans le Swartland. Ces trekboers, qui s'éloignent de plus en plus du Cap, finissent par entrer en conflit avec des tribus Khoi qui sont progressivement décimées (notamment par les maladies telle la variole), forcées à travailler pour les fermiers ou bien réduits à s'enfuir vers le nord. De vastes étendues foncières sont mises en culture et des forêts plantées tandis que les animaux sauvages de la péninsule tels que les éléphants, les antilopes, les buffles, les hippopotames et les lions disparaissent progressivement, victimes de la chasse et de l'expansion urbaine. De nouvelles villes sont aussi créées telles Swellendam (1745), du nom de Henry Swellengrebel, premier gouverneur colonial né au Cap, et Graaff-Reinet (1786).
Le Cap est cependant la capitale d'une colonie pour laquelle la métropole n'a aucune ambition territoriale ou civilisatrice. Il n'y pratiquement pas d'écoles primaires, aucun établissement d'instruction secondaire, aucune mission et peu d'églises. La politique locale et les nominations aux fonctions administratives sont strictement contrôlées par le gouverneur. Il n'y a par ailleurs aucun journal et aucune imprimerie. Pour protéger et faire valoir son contrôle, la VOC dispose d'une milice locale et d'une garnison de soldats, principalement d'origine allemande. Le château est pour sa part le symbole de cette domination tandis que les entrepôts affirment le droit exclusif pour la seule VOC de commercer avec les navires
Les contrevenants à la réglementation de la VOC peuvent être envoyés dans la prison aménagée sur Robben Island, être condamnés à effectuer des travaux forcés, voire dans les pires des cas, être condamnés à mort par un magistrat salarié de la VOC. La loi est aussi discriminatoire et un traitement particulier et très sévère est appliqué pour les esclaves désobéissants. En dépit de cette réglementation stricte, notamment en matière commerciale, Le Cap est réputé être un carrefour des océans chez les marins et les navigateurs, une ville où dans les commerces on peut trouver du tabac, du coton, des vins, du riz, du thé, des soieries, notamment du tissu en chintz et ce, du fait d'une tolérance admise par les administrateurs locaux de la VOC.
Au XVIIIe siècle, Le Cap est en elle-même décrite par les voyageurs comme une ville «jolie» et «soignée» avec ses rues droites tirées au cordeau, sa rue principale (Heerengracht), sa grande place (Grand Parade), son château, ses tavernes, ses ateliers, ses maisons d'hôtes, son canal bordé d'arbres et ses jardins. Les maisons d'habitations sont situés à l'écart. L'architecture de ces maisons prend un style distinctif spécifique au Cap (le style Cape Dutch), mettant l'accent sur l'origine hollandaise de ses habitants agrémentées d'influences asiatiques. Les murs sont blanchis à la chaux, les volets peints en vert et les toits recouverts de chaume. On compte plus de mille maisons de ce genre dès le milieu du XVIIIe siècle.
Le Cap est une ville et un port très cosmopolite surnommé la Taverne des mers. Les employés de la VOC qui s'installent au Cap, avec leurs épouses et leurs enfants, ou qui y transitent sont originaires en grande partie de l'Europe du Nord (Scandinavie, Russie, Angleterre, France, Suisse, pays alémaniques et Pays-Bas). On y trouve également de nombreux marins indiens, javanais ou chinois. Chaque année, en moyenne, 70 navires jettent l'ancre dans la baie de la Table pour y rester amarrés en général près d'un mois. C'est le long du rivage que sont situés les entrepôts et les chantiers navals. Le Cap étant le seul port en eau profonde d'Afrique du Sud, la VOC contrôle ainsi tout le commerce extérieur de la colonie.
C'est aussi durant les années 1750, depuis Le Cap, que l'astronome français Nicolas-Louis de Lacaille fait construire un observatoire astronomique et réalise la première carte de l'hémisphère sud.

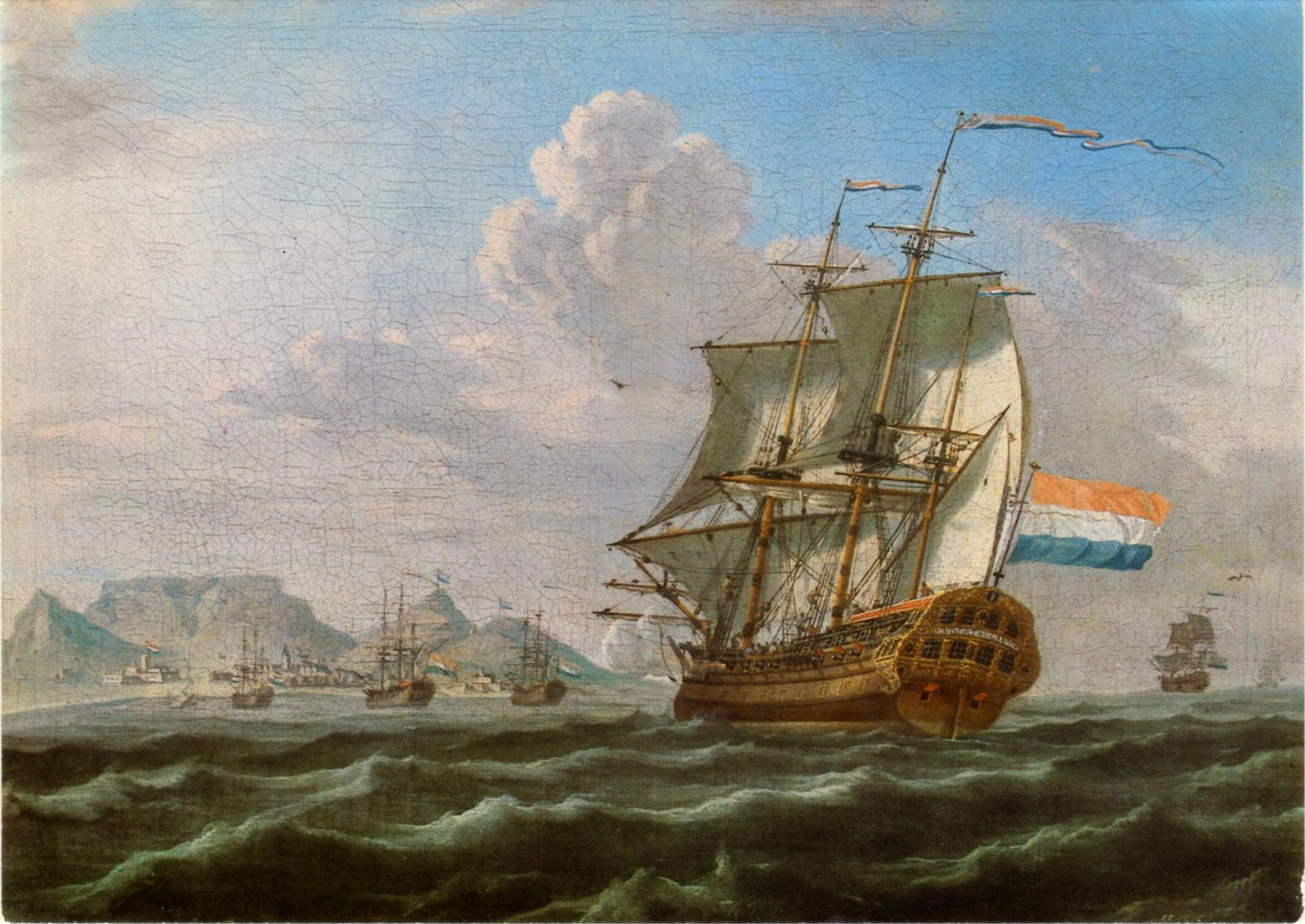
Le Noord-Nieuwland en vue de la baie de la Table.

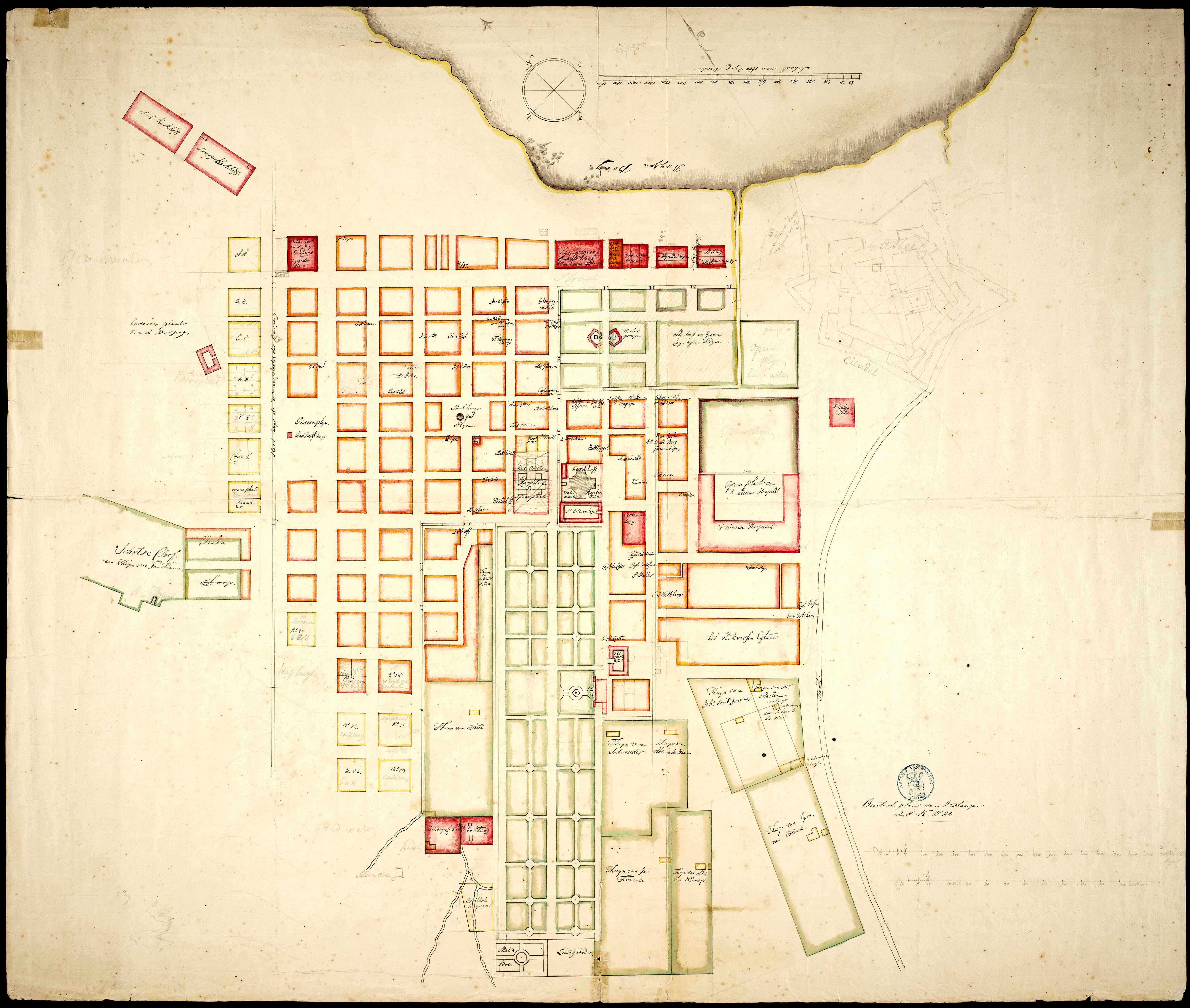
Carte du Cap en 1785.

Au XVIIIe siècle, la société du Cap est socialement très hiérarchisée avec au sommet les hauts fonctionnaires de la VOC, à un niveau nettement inférieur, les soldats de la compagnie et tout en bas les esclaves. Les règles appliquées visent à inculquer un sentiment de subordination dans la population locale envers l'administration du gouverneur. Ainsi, par exemple, nul ne peut se marier sans autorisation de la VOC tandis qu'à l'église, des bancs sont réservés aux fonctionnaires selon un principe hiérarchique strict. Un code vestimentaire est également appliqué réservant aux seuls hauts fonctionnaires le droit de porter du velours et aux fonctionnaires subalternes le droit de porter des chaussures à boucle d'argent ou d'or. En bas de l'échelle sociale, les esclaves ne peuvent pour leur part porter de chaussures. Ces esclaves sont majoritairement originaires de d'Afrique de l'est, de l'ouest, d'Afrique australe, de Madagascar mais on en trouve originaires de l'île Maurice, de Ceylan, d'Inde, de Malaisie ou encore d'Indonésie. En 1708, Le Cap ne compte que 1 700 citoyens libres pour quelques centaines de fonctionnaires de la VOC, 1 250 esclaves et quelques milliers de métis et Malais.
La vie politique est pour sa part extrêmement embryonnaire dans cette société. En 1778 émerge un mouvement des patriotes du Cap (Kaap Patrioten), influencé par les idéaux de la révolution américaine et favorable à l'établissement d'une république. Ce mouvement réclame surtout des droits politiques et la liberté économique.
Le Cap se distingue enfin par une population croissante de métis, issus de relations entre des femmes esclaves ou des femmes khoe avec des marins européens ou des propriétaires d'esclaves. Dans les premières années de la colonie du Cap, du fait qu'il y a peu de femmes blanches disponibles, les mariages entre Européens et esclaves affranchis ou femmes originaires d'Asie sont même autorisés car c'est l'ordre économique qui est au centre des préoccupations de la VOC et non un quelconque ordre racial. Le gouverneur Simon van der Stel est lui-même métissé. Des esclaves âgés peuvent même parvenir à s'élever socialement et à obtenir un statut comparable à celui des soldats grâce à l'octroi de privilèges accordés par la VOC à ceux qui occupent des postes à responsabilités. Une petite minorité de « Noirs libres » coexiste d'ailleurs avec les autres groupes de population. Ce sont souvent des esclaves affranchis originaires d'Afrique ou d'Asie ou des non-européens installés au Cap (des Chinois). Ils vivent souvent de la pêche ou de l'artisanat et jouissent du même statut que les citoyens libres d'origine franco-néerlandaise. Ces « Noirs libres », les esclaves, les bourgeois et les marins peuvent alors se mélanger et se fréquenter dans les tavernes, boire ensemble, danser et jouer à des jeux. Cependant, progressivement, par l'octroi de privilèges et l'attribution de postes, la VOC finit par établir des catégories de populations bénéficiant d'avantages discriminatoires. La petite minorité de «noirs libres» finit ainsi par elle aussi faire l'objet de discriminations dès la fin du XVIIIe siècle avec l'obligation qui lui est faite de posséder un passeport intérieur (pass) comme les esclaves.
À la fin du XVIIIe siècle, l'importance stratégique du Cap sur la route des Indes est une donnée incontestée pour les Européens. Ainsi, dans le cadre de l'alliance franco-hollandaise, des troupes de l'armée française stationnent au Cap de 1781 à 1784 afin de prévenir une invasion britannique. Des mercenaires français, payés par la VOC y demeurent par la suite. Les Français établissent dans ce cadre un nouveau réseau maritime de défense tandis que des marchands français font du Cap leur tête de pont pour le commerce dans l'océan Indien et la source de ravitaillement pour les colonies françaises de l'île Bourbon et de l'Isle de France. L'influence française se fait aussi remarquer dans l'architecture avec la venue de l'ingénieur militaire Louis-Michel Thibault qui travaille avec le sculpteur allemand Anton Anreith sur des aménagements comme le perron surmonté d'une marquise du château du Cap et des améliorations substantielles pour plusieurs édifices tels que la Slave Lodge, la Groote Kerk, l'église luthérienne et la maison Koopmans de Wet. Cependant, la VOC est en déclin, concurrencée par la British East India Company qui a brisé son monopole sur l'Indonésie et sur la route menant à la Chine. Elle cesse de verser des dividendes à ses actionnaires en 1782 alors que le nombre de ses employés au Cap dépasse les 3 000 individus et que les sommes à verser pour payer les mercenaires et défendre la colonie augmentent sans cesse. La corruption finit de paralyser l'administration alors que grondent les revendications autonomistes des Trekboers dont la majorité vit en dehors de la ville. Ainsi, dans les années 1780, sur les 11 000 à 12 000 citoyens libres du Cap, seulement 3 000 résidents dans la cité-mère d'Afrique du Sud, y formant néanmoins la majorité de la population blanche permanente (4 300).
Au crépuscule de l'administration néerlandaise du Cap, une nouvelle population indigène, stratifiée en classes différentes, multiculturelle, mal éduquée et majoritairement pauvre, coupée de ses origines européennes, s'est développée à la pointe sud de l'Afrique. C'est alors une société fondée sur le travail pas cher et l'esclavage. Cette société compte également de nombreux Asiatiques et des Métis dont les statuts varient encore en fonction de leur apport économique. Quant aux populations khoisan, elles ont été poussées hors de la péninsule vers les déserts du Karoo et de Namib. L'un des héritages inattendus de cette première partie de l'histoire coloniale du Cap est l'émergence d'une nouvelle langue, l'afrikaans, un néerlandais modifié par des mots empruntés à plusieurs langues distinctes (les langues khoïsan, l'arabe ou le malais). Le Cap est pour sa part un port très actif et stratégique au moment où les Britanniques viennent prendre possession de la cité mère d'Afrique du Sud.

### Le Cap sous domination britannique

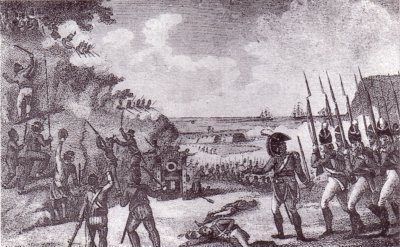
La bataille de Blaauwberg au Cap.

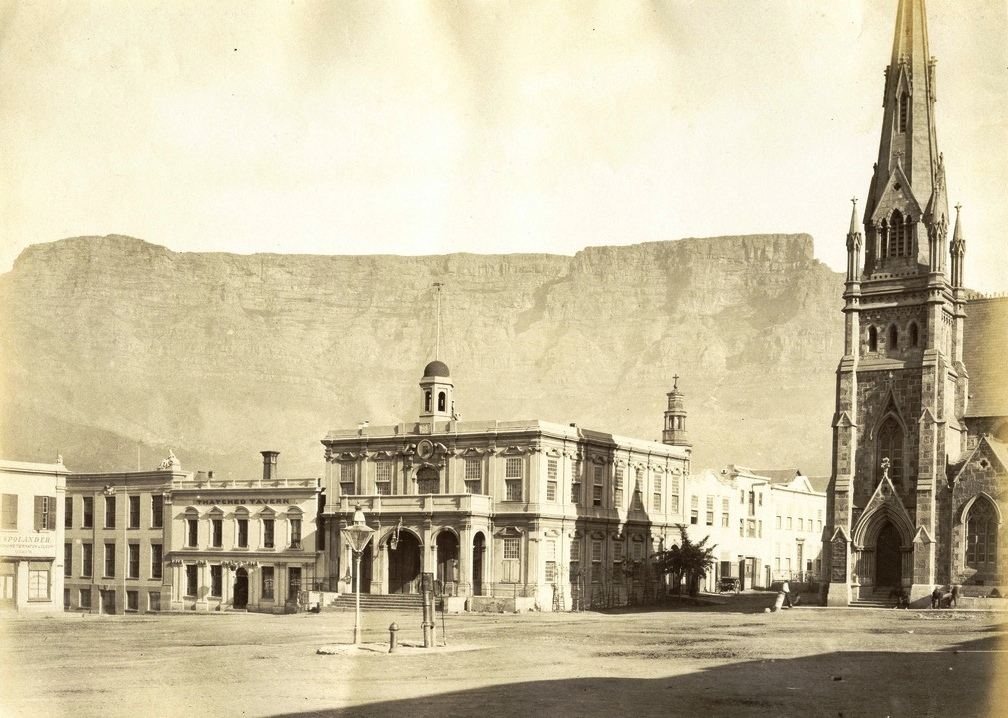
Greenmarket Square et l'hôtel de ville en 1876.

La première incursion des Britanniques au Cap a lieu en juillet 1795. À la suite de l'invasion des Pays-Bas par l'armée révolutionnaire française, une force britannique sous le commandement de James Henry Craig est envoyée au Cap afin de protéger la colonie hollandaise contre les Français. L'escadron accoste à Simon's Town dont les fortifications ont été négligées. Après quelques escarmouches, les forces de défense du Cap se rendent aux Britanniques qui occupent la colonie.
Le Cap compte alors 14 021 habitants dont 4 357 de souche européenne, la colonie du Cap comptant dans son ensemble 16 839 esclaves et environ 16 000 résidents d'origine européenne.
L'occupation britannique prend fin en 1803 quand Le Cap est rétrocédé à la République batave (Paix d'Amiens). Mais à la suite du retour des hostilités en Europe, les Britanniques sont amenés à réengager les hostilités. À la suite de la bataille de Blaauwberg, le 8 janvier 1806, Le Cap passe à nouveau sous le contrôle des Britanniques. L'occupation d'abord temporaire devient définitive en 1814 (Congrès de Vienne).
Dans les premières années de l'occupation britannique, l'administration ancienne garde ses prérogatives, notamment commerciales tandis que le système juridique de droit romano-hollandais est maintenu. En 1820, il n'y a que 757 Britanniques qui soient répertoriés comme résidents permanents de la colonie du Cap pour un total de 25 000 sujets libres, 30 000 esclaves et une vingtaine de milliers de Khoïsan. Progressivement, l'anglais commence à remplacer le néerlandais comme langue administrative alors que la British East India Company (BEIC) s'implante au Cap. Les commerçants et les marchands du Cap prospèrent rapidement grâce au vaste réseau commercial de niveau mondial constitué autour de l'Empire britannique. Le Cap exporte notamment des fruits, du blé, du vin et de la laine et importe du café, des chevaux, du bois et du charbon. Des commerçants britanniques s'installent d'ailleurs au Cap, avec le soutien actif d'une société londonienne, la Cape of Good Hope Trading Society, et forment rapidement une classe aisée, stimulant les échanges mettant un terme définitif aux anciennes pratiques monopolistiques de la VOC. Ces marchands deviennent ainsi, dès les années 1820, l'épine dorsale d'une nouvelle et puissante classe moyenne du Cap. Moins nombreux que les Néerlandais, ils sont plus actifs et énergiques et s'investissent dans la modernisation et le développement des infrastructures portuaires du Cap et obtiennent l'assouplissement des contrôles afin de permettre la création de banques privées (1837). Fer de lance d'idées sociales progressistes, ils apportent un vent de libéralisme anglo-saxon sur Le Cap caractérisé en 1824 par la publication du premier journal local, le South African Commercial Advertiser, lequel lutte pour l'émancipation des esclaves, la libéralisation du commerce, le développement des infrastructures, le développement des soins de santé, l'alphabétisation des populations ou encore l'autonomie gouvernementale. Il s'agit in fine, par l'action d'une société civile dynamique, de transformer une localité rurale néerlandaise en véritable capitale coloniale digne de l'Empire britannique.
En 1836, l'abolition de l'esclavage dans la colonie du Cap accélère la transformation économique et sociale de la Cité. Une société nouvelle, plus complexe, commence alors à prendre forme. Les rémunérations versées pour l'émancipation des esclaves contribuent à l'élargissement d'une nouvelle classe moyenne urbaine et à la croissance du salariat. Les Britanniques introduisent à cette époque le terme de Coloured (couleur) pour désigner les non-Européens dans leur ensemble mais distinguent les Malais du Cap (au nombre de 6 000 en 1840)  pour se référer spécifiquement aux musulmans lesquels se voient attribuer au Cap un quartier spécifique appelé Bo-Kaap. Socialement, il n'y a pas d'emplois réservés et toutes les professions sont mixtes, surtout entre blancs et métis, comme le sont les quartiers d'habitations, plus particulièrement ceux de la classe ouvrière. Les mariages inter-raciaux (métis et blancs principalement) sont également légaux. En l'absence de restrictions sur la construction (introduites qu'en 1861), de nombreuses maisons à bon marché, séparés par des ruelles étroites et sans le moindre confort élémentaire (sans évacuation des eaux usées), sont construites pour les anciens esclaves et les plus pauvres, notamment dans le district 6.
Tandis que se tiennent les premières élections au conseil législatif du Cap (1836), les sociétés par actions se multiplient tandis que le nombre d'entreprises privées augmente et que de plus en plus de résidents accèdent à la propriété de biens immobiliers ou de terrains. En 1845 est fondée la première compagnie d'assurance d'Afrique du Sud, la Mutual Life.
Quand la municipalité du Cap est créée en 1840, la ville ne compte que 20 000 habitants dont 10 560 blancs. Elle intègre alors les faubourgs de Green Point et de Sea Point. La municipalité est divisée en six districts et en 1867, compte trois conseillers par districts. Le mode d'élection des conseillers est non racial mais basé sur une franchise : il suffit d'avoir des revenus et d'être propriétaire au Cap pour être électeur.

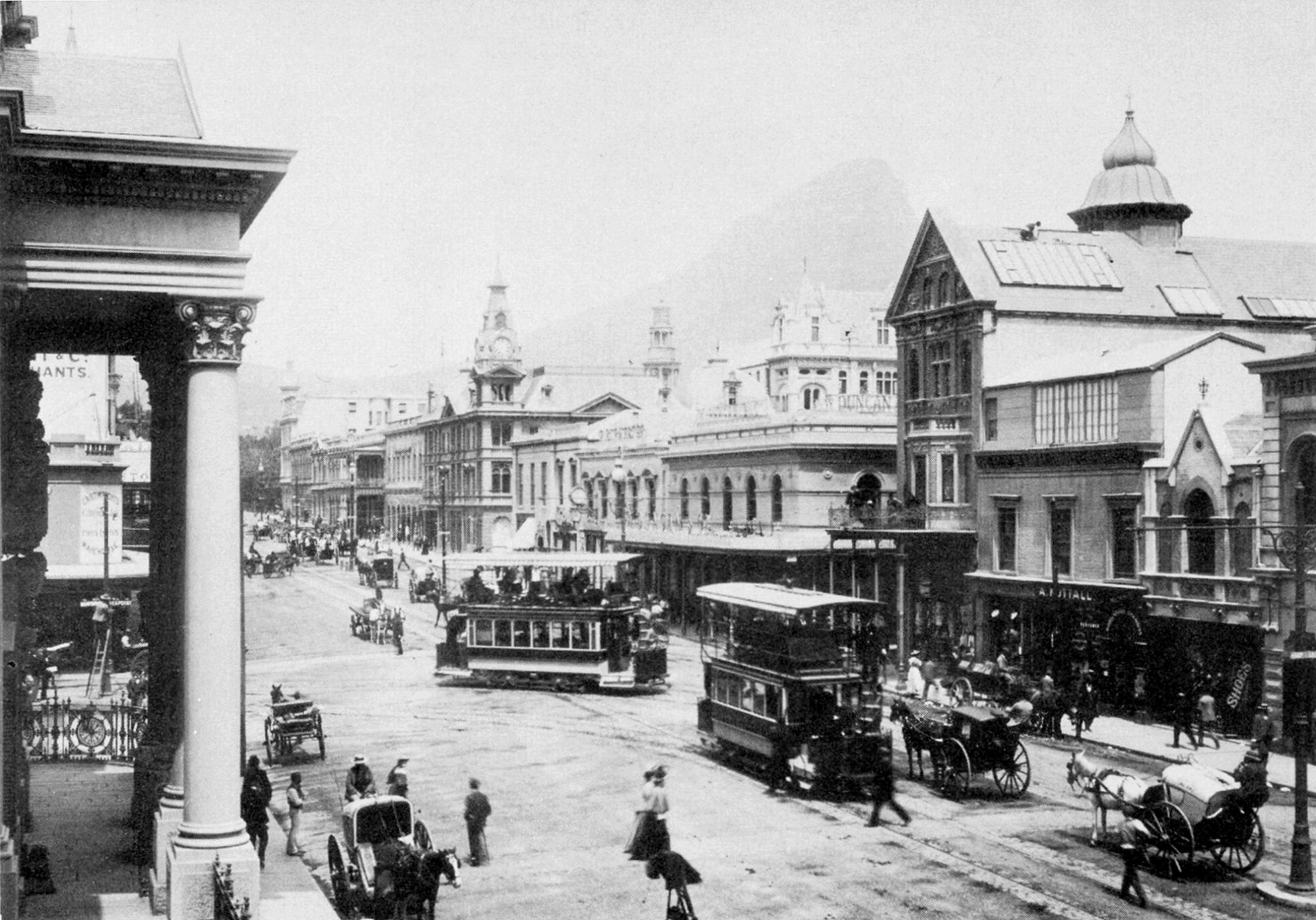
Tramways sur Adderley Street vers 1900.

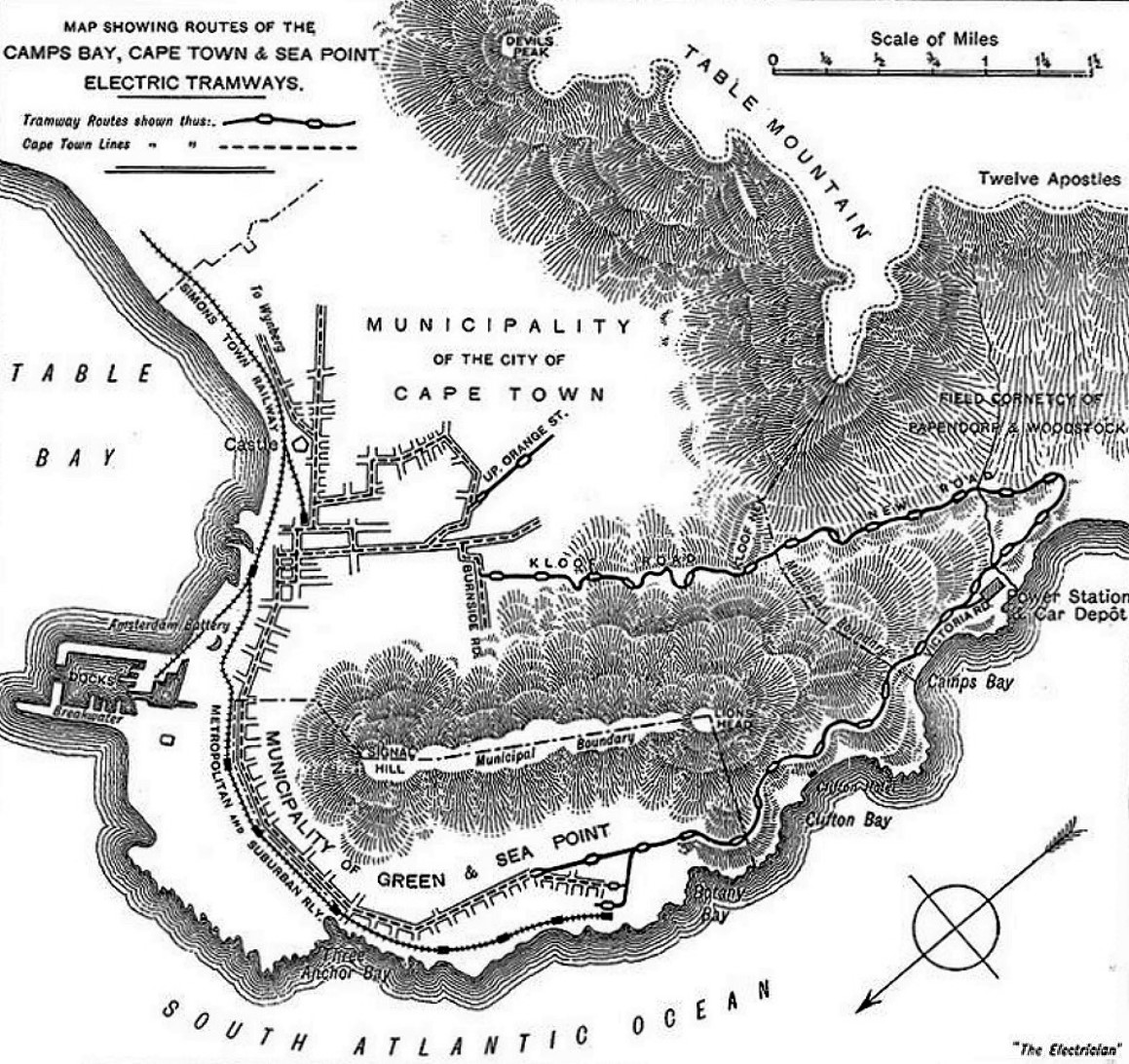
Carte de la ligne de tram entre Camps Bay, Le Cap et Sea Point (1906).

En 1849, la proposition britannique d'établir au Cap une colonie pénitentiaire est fortement contestée par la population qui stoppe l'initiative. Une partie de la rue Heerengracht, axe central du Cap, est rebaptisée Adderley Street en l'honneur du député britannique qui avait soutenu la protestation des habitants du Cap.
En 1859 débute la construction du premier chemin de fer reliant Le Cap à Stellenbosch, Paarl et Wellington. En 1860, Le Cap compte cinq banques locales et plusieurs institutions d'assurance.
De 1860 à 1870 ont lieu les travaux de construction des docks de la baie de la Table (Alfred Dock). À la suite de la découverte de diamants dans l'arrière pays en 1867, le bassin du port Alfred constitue à partir des années 1870 le point d'entrée d'un trafic sans précédent d'hommes et de fournitures qui se rendent dans les champs diamantifères de Kimberley. D'importants sommes et capitaux sont investis en peu d'années par les banques et les entreprises londoniennes permettant à l'économie du Cap de quintupler en cinq ans, marquée par une augmentation spectaculaire du nombre de sociétés par actions.
En 1863, le premier tramway à cheval entre en service et relie Adderley Street et Somerset Road jusqu'à Green Point.
En 1867, le parlement de la Colonie délègue à la municipalité toutes les compétences nécessaires pour gérer pleinement la ville. L'assemblée municipale se compose dorénavant de 18 conseillers municipaux et d'un président de l'assemblée municipale (avec le titre de maire) élue par ses pairs (Cape Town Municipality Amendment Act).
En 1879, une nouvelle ligne de tramway est établie entre Green Point et Sea Point puis plus tard prolongée vers le quartier des jardins et vers la banlieue sud. L'année suivante, Le Cap est relié à l'Europe par le télégraphe.
En 1881, des municipalités séparées sont créées dans la banlieue du Cap (Woodstock, Rondebosch, Claremont, Newlands, Wynberg et Kalk Bay). Les infrastructures de la ville se modernisent (routes, tramway électrifié, développement de réseaux d'approvisionnement en eau et d'assainissement). La ville et la municipalité s'agrandissent à mesure que lui sont rattachés les nouveaux quartiers de sa zone urbaine.

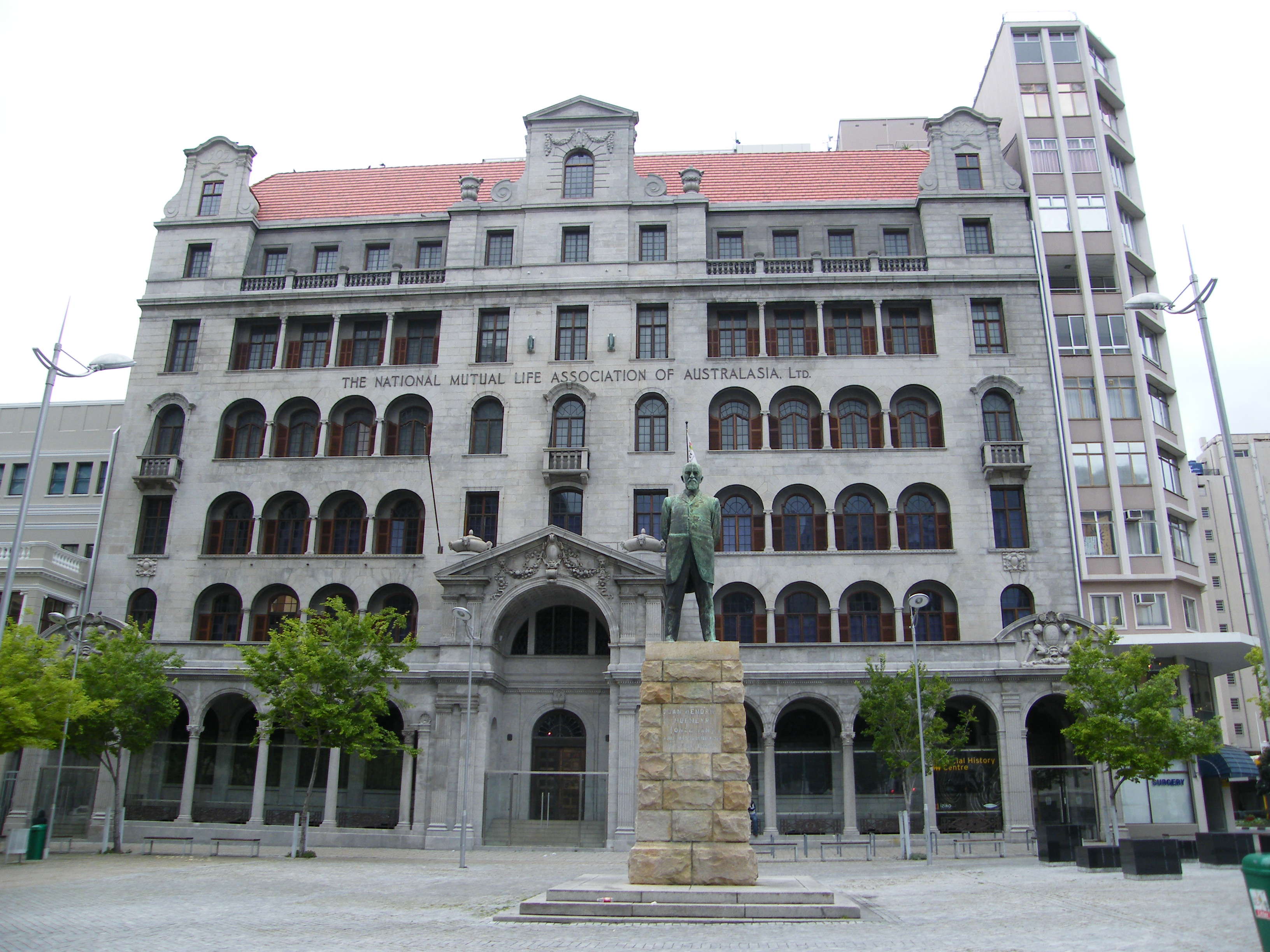
Statue de Jan Hendrik Hofmeyr, chef de l'Afrikaner Bond, sur church square.

En 1882, le néerlandais est admis comme langue officielle de l'administration au côté de l'anglais.
En 1884 sont inaugurés les bâtiments du parlement de la colonie du Cap.
En 1887, Victoria Road relie Hout Bay par une route à péage. Trois ans plus tard débute le pavement des rues du Cap.
En 1894, la municipalité autorise la concession de transport public à un opérateur de tramway électrique (Metropolitan Tramways Company). L'année suivante, les lampadaires de la ville sont électrifiés puis en 1896 le premier tramway électrique entre en service reliant Adderley Street à Mowbray Hill.
En 1899, Green Point Common est transformé en camp militaire (seconde guerre des Boers).
En 1901, la ligne de tramway relie Camps Bay à Sea Point puis est encore étendue les années suivantes.
En 1905, Le Cap est déclarée capitale législative pour l'ensemble des colonies sud-africaines.

### Le Grand Cap, capitale législative d'Afrique du Sud

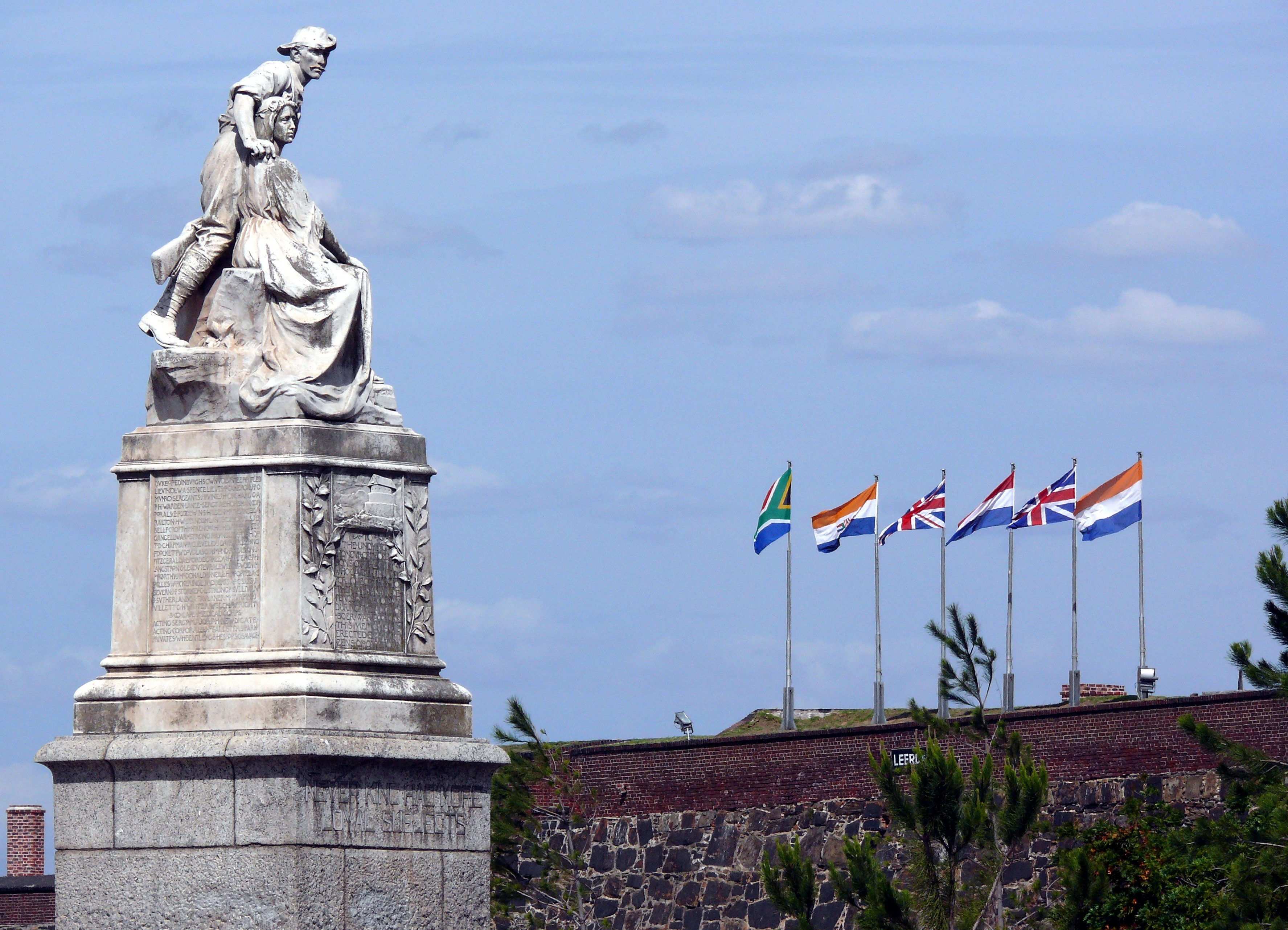
Le Volunteer War Memorial sur Grand Parade.

En 1910, la ville du Cap devient la capitale législative de la toute jeune Union sud-africaine. Le bâtiment du Parlement, construit pour l'administration de la colonie du Cap, devient alors le nouveau parlement de l'Union tandis que Pretoria prend le statut de capitale administrative. L'activité économique du port décroit et est dépassée par celui de Durban. Le Cap se dote d'un nouvel et massif hôtel de ville de style renaissance italienne (Cape Town City Hall sur Darling Street).
En 1913, la municipalité du Cap s'agrandit et devient la City of Greater Cape Town comprenant le centre historique du Cap (City Bowl) amalgamé avec les banlieues de Green Point, Sea Point, Woodstock, Maitland, Mowbray, Rondebosch, Claremont et Kalk Bay. En 1927, Wynberg est annexé à la ville.

### Le Cap de la ségrégation puis de l'apartheid

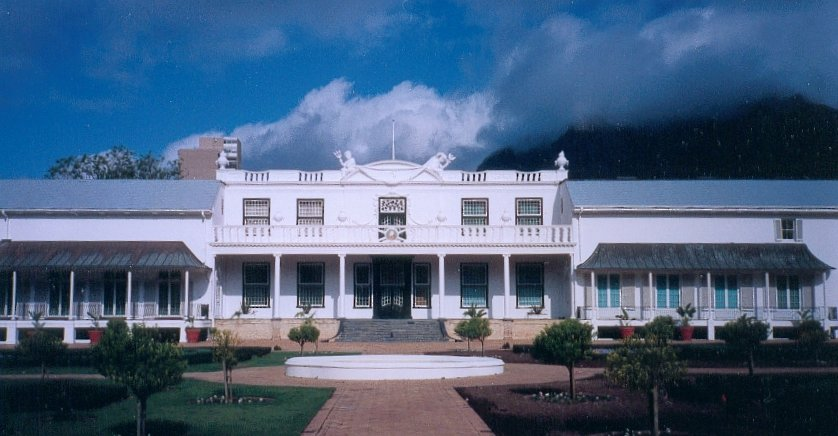
Résidence présidentielle De Tuynhuis au Cap.

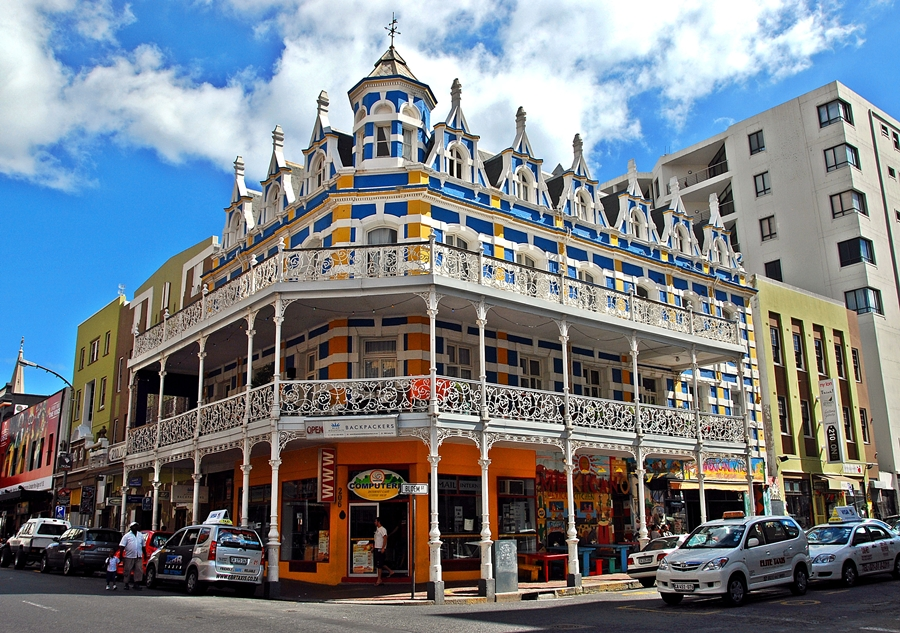
Le Blue Lodge Hôtel (1900) sur Long Street.

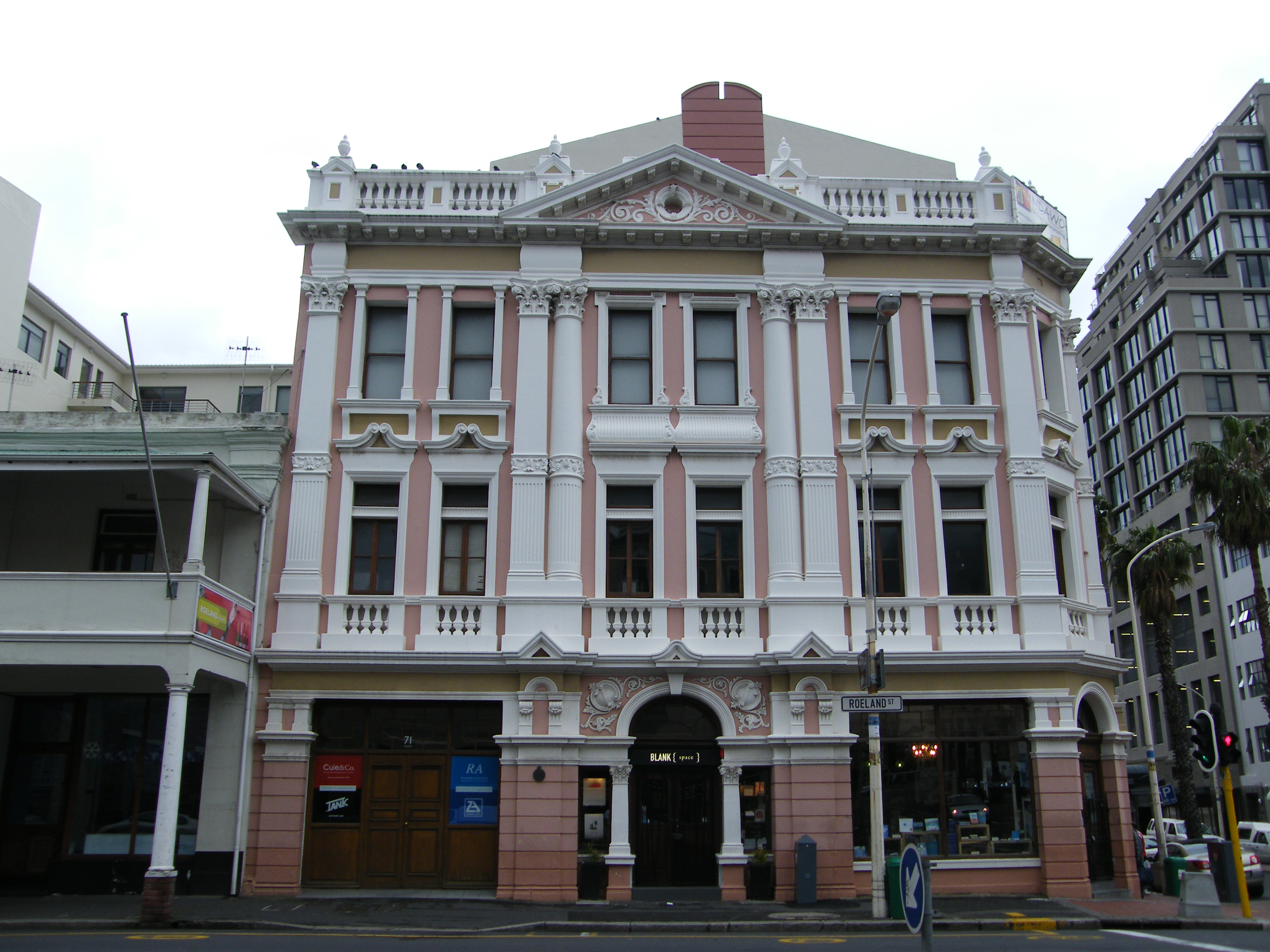
Immeuble sur Roeland Street.

Si les premiers Africains noirs résidant au Cap ont été les esclaves importés de Madagascar, du Mozambique ou d’Afrique orientale, par la Compagnie des Indes Orientales, les premières populations bantoues, originaires d'Afrique du Sud, ne s'installent au Cap qu'au XIXe siècle et sont des réfugiés du Mfecane. Plusieurs petites vagues migratoires suivront au cours des décennies suivantes. Quand ces populations n'habitent pas en zone rurale, ils résident dans des quartiers généralement non ségrégués, notamment au centre-ville. Aucun règlement ne les oblige à résider ou à ne pas résider dans tel quartier déterminé.
À partir de 1879 et plus encore à la suite d'une épidémie de variole puis d'une épidémie de peste qui ravage la ville du Cap à la fin du XIXe siècle, les quartiers où les Noirs sont nombreux sont perçus par la population blanche et métis comme étant la source des infections. Les discours victoriens sur la santé et la salubrité urbaine, soutenus notamment par le clean party, amalgament dans un même thème les populations dites non civilisées, l’hygiène et la propreté. La solution alors apportée est celle de la ségrégation des populations. Dans un premier temps, les taudis sont rasés et les populations expulsées, notamment à Woodstock.

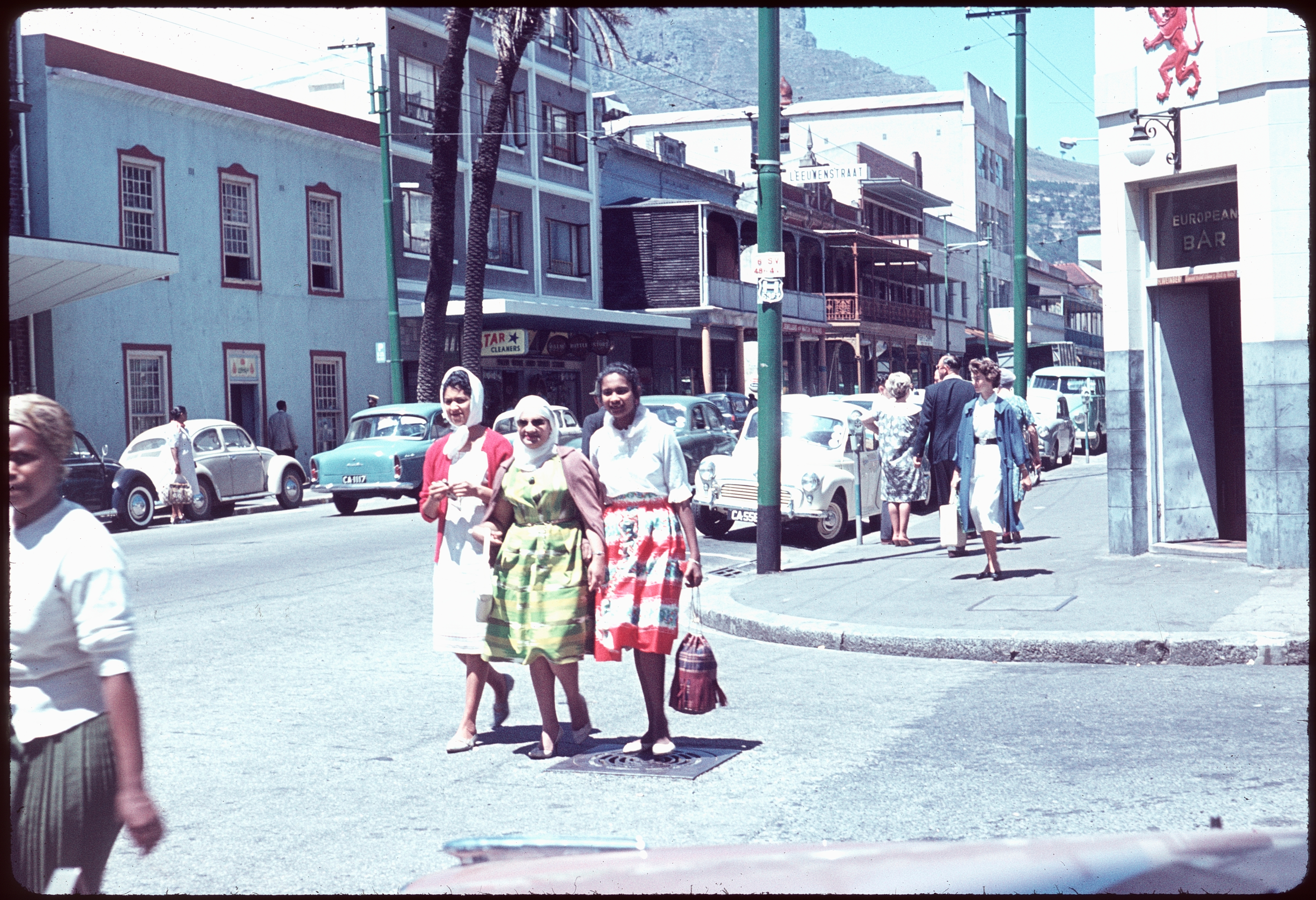
Le Cap en 1962, angle de Long street et de Leeuwen street

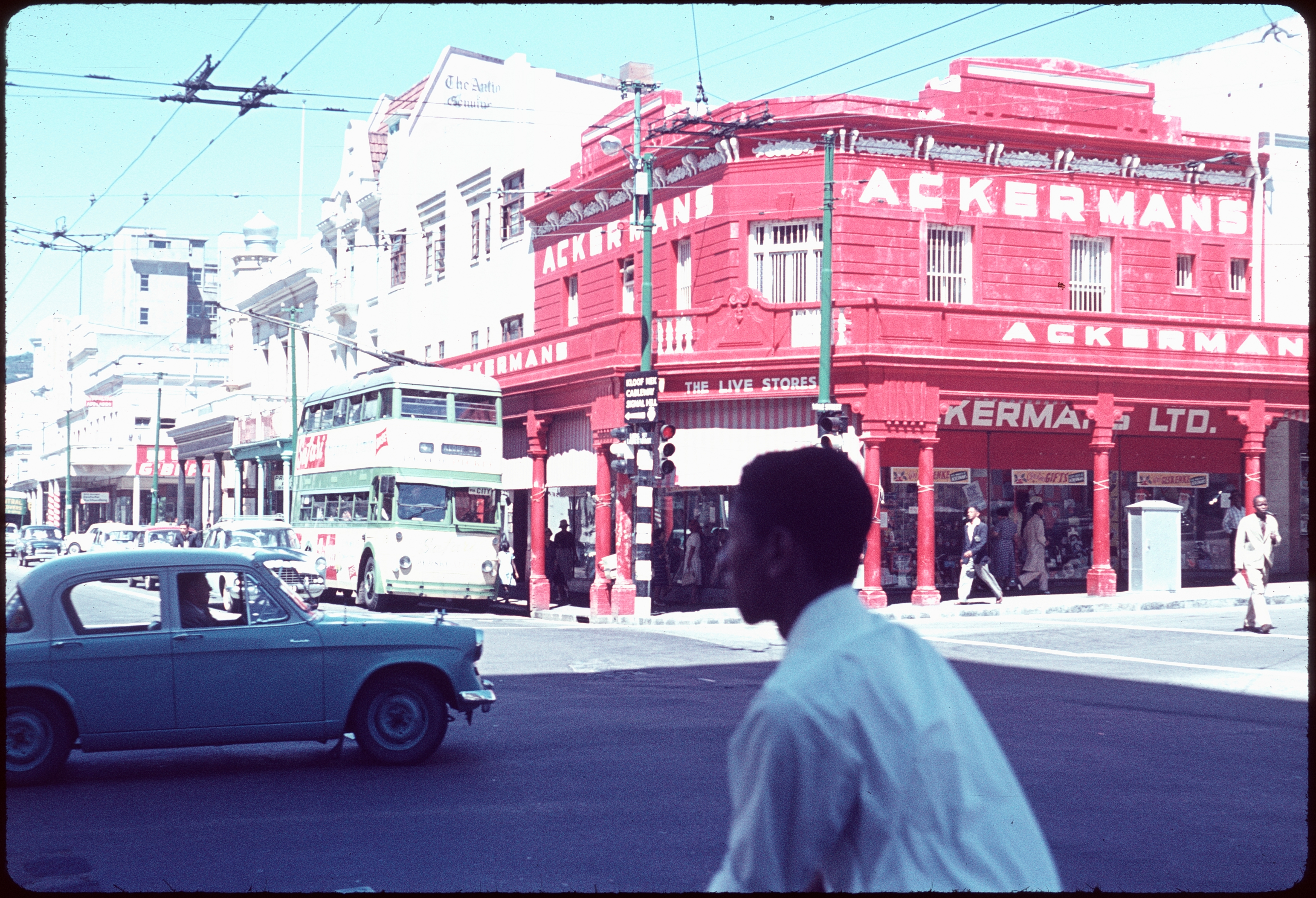
Le Cap en 1962, angle de Wale street et de Long street

En 1901, un arrêté municipal de la ville du Cap attribue pour la première fois à la population noire du Cap un quartier exclusif obligatoire à titre de résidence : Ndabeni. À cette époque, Le Cap et les municipalités voisines de Woodstock, Maitland, Mowbray et Sea Point ne comptent que 10 000 habitants bantouphone. Cette population va connaitre une importante croissance démographique ininterrompue. En 1927, le premier township du Cap est construit à Langa pour pallier le manque de logements à Ndabeni, lequel est finalement démoli en 1936.
En 1948, la victoire du parti national aux élections générales sud-africaines amène à la mise en place de l'apartheid en Afrique Sud, c'est-à-dire à une politique impliquant notamment une ségrégation raciale institutionnelle et systématique dans tous les lieux publics. La nouvelle législation implique notamment la distinction de tous les Sud-Africains entre différentes catégories raciales. Au Cap, où de nombreux résidents sont issus de lignées inter-raciales, la politique vise surtout à séparer les Blancs et les Métis d'un côté des Noirs de l'autre côté et à accorder aux deux premiers groupes des avantages distincts par rapport au troisième groupe de population. Par application du Group Areas Act, les faubourgs de la ville sont zonés selon la race, les Blancs étant la catégorie la plus privilégiée en termes d'espace et de service public.
À partir de 1976, les lois d'apartheid ne sont plus strictement appliquées au Cap dans les activités sportives et dans les lieux de loisirs. Les hôtels, les restaurants et les théâtres sont déségrégués et ouverts à tous. En 1977, le service de bus abandonne à son tour mais discrètement sa réglementation ségrégationniste, évitant de trop éveiller l'attention du gouvernement pro-apartheid de John Vorster. Peu de temps après, la ville du Cap ouvre les plages qui relèvent de sa juridiction à toute la population sans distinction de race. Cependant, il n'y a aucun impact réel ou visible laissant perdurer une ségrégation de fait. Par ailleurs, la séparation raciale des lieux de résidence et des lieux de scolarisation se maintient durant toutes les années 1980. Lors des élections de septembre 1989, toutes les circonscriptions du Cap (city bowl, banlieues sud et atlantique) sont remportées par le parti démocratique à l'exception notable de la banlieue nord, ancrée au parti national.

### Le Cap dans l'Afrique du Sud post-apartheid

La municipalité du Cap établie en 2000.

En 1995, la réforme des gouvernements locaux abroge toutes les anciennes structures municipales qui s'étaient constituées depuis 1910 et met en place des structures municipales de transition. Le Cap est ainsi dirigé jusqu'en juin 1996 par un conseil de transition (City of Cape Town Transitional Council). En 1996, l'aire métropolitaine du Cap est placée sous l'autorité d'un conseil métropolitain (le Cape Metropolitan Council) et est divisée en 6 sous-structures municipales :
- la municipalité de la ville du Cap (City of Cape Town Municipality ) qui succède à l'ancienne City of Greater Cape Town avec le City Bowl (De Waterkant, Foreshore, Gardens, Higgovale, Oranjezicht, Salt River, Schotsche Kloof, Tamboerskloof, University Estate, Vredehoek, Walmer Estate, Woodstock, Zonnebloem), les banlieues de Camps Bay, Clifton, Fresnaye, Green Point, Sea Point, Mouille Point, Maitland, Mowbray, Rondebosch, Claremont, Pinelands, Athlone et les townships de Langa, Nyanga, Philippi, Gugulethu et Mitchell's Plain.
- la Municipalité du sud de la péninsule (South Peninsula Municipality) : Hout Bay, Llandudno, Bergvliet, Wynberg, Constantia, Fish Hoek, Kommetjie, Noordhoek, Simonstown, Muizenberg et les townships d'Ocean View, de Grassy Park ou de Masiphumelele.
- la municipalité de Blaauwberg (Blaauwberg Municipality) : Milnerton, Mamre, Alantis, Pella, Melkbosstrand et Bloubergstrand.
- la municipalité de la ville de Tygerberg (City of Tygerberg Municipality) : Bellville, Bothasig, Durbanville, Fisantekraal, Goodwood, Parow, Delft, Elsie's River, Khayelitsha et Mfuleni.
- la municipalité de Oostenberg (Oostenberg Municipality ) : Kraaifontein, Brackenfell, Kuils River, Blue Downs, Blackheath et Eerste River.
- la municipalité d'Helderberg (Helderberg Municipality) : les cités balnéaires de Somerset West, Strand et Gordons Bay ainsi que le village de Macassar et le township de Nomzamo.

En 2000, toutes ces sous-structures municipales sont fusionnées avec le Cape Metropolitan Council pour former la nouvelle municipalité de la ville du Cap (City of Cape Town) administrant toute la zone métropolitaine du Cap.
Le Cap ne connait pas par ailleurs de grands bouleversements sociaux à la suite de la fin de la domination blanche. La criminalité qui se développe n'atteint pas les proportions des autres grandes villes du pays. La politique du gouvernement d'union nationale vise à permettre une mixité raciale rapide dans les établissements scolaires publics et les hôpitaux anciennement réservés aux Blancs mais elle échoue à permettre une telle évolution dans les établissements privés. Les Blancs les plus pauvres sont cependant parfois contraints de déménager vers des quartiers plus abordables, souvent anciennement classés métis (Ottery ou Rondebosch East) tandis que les coloureds, quand ils en ont les moyens ou la possibilité, emménagent dans les quartiers dont leurs parents avaient été déplacés de force sous l'apartheid (Kenilworth, Mowbray, Sea Point, Wynberg, Woodstock. Les Noirs les plus aisés tentent aussi de se faire une place dans les anciens quartiers blancs tels que Thornton alors que dans le quartier universitaire de Rondebosch et à Claremont, ce sont les étudiants qui contribuent à créer de la diversité raciale. Dans les Cape Flats, la fin du contrôle migratoire contribue à un accroissement démographique sans précédent de la population noire, en particulier xhosa, dans la péninsule du Cap.
Pourtant, la ville du Cap, de réputation libérale et progressiste durant le XXe siècle, est parfois désignée au début du XXIe siècle comme « le dernier bastion » des Blancs sud-africains, notamment parce que les habitants noirs, dont certains se perçoivent comme des citoyens de seconde classe, y sont minoritaires et qu'ils continuent à se sentir victimes de discriminations dans les restaurants ou les boîtes de nuit et à ne pas se rendre sur les plages qui leur étaient autrefois interdites comme celles de Camps Bay, fréquentées essentiellement par les Blancs. Seule grande métropole du pays dirigée par l'Alliance démocratique, ses édiles sont notamment accusés par l'ANC de maintenir la géographie raciale issue de la période d'apartheid : les Blancs au centre-ville et dans les banlieues proches à flanc de montagne et les autres principalement dans les Cape Flats. Le président Jacob Zuma parle ainsi d'« apartheid extrême » pour désigner le système social du Cap. Pour les dirigeants de l'Alliance démocratique et notamment pour la maire (coloured) du Cap, Patricia de Lille, traiter le Cap de ville raciste n'est qu'une stratégie de l'ANC pour stigmatiser la seule métropole que le parti au pouvoir à Pretoria ne contrôle pas,,.
Une étude de l'organisme mexicain Conseil Citoyen pour la Sécurité Publique et la Justice Pénale a classé Le Cap comme la huitième ville la plus dangereuse au monde en 2019, et même comme la ville non-américaine la plus dangereuse au monde (les 7 villes les plus dangereuses cette année-là étant toutes américaines dont 6 mexicaines), avec 68.28 homicides pour 100 000 habitants, c'est-à-dire le huitième taux d'homicide pour une ville le plus élevé au monde et le plus haut d'Afrique relevé cette année-là. De plus, avec 3065 meurtres, c'est la ville qui a connu le plus d'homicides au monde en valeur absolue en 2019.

## Administration

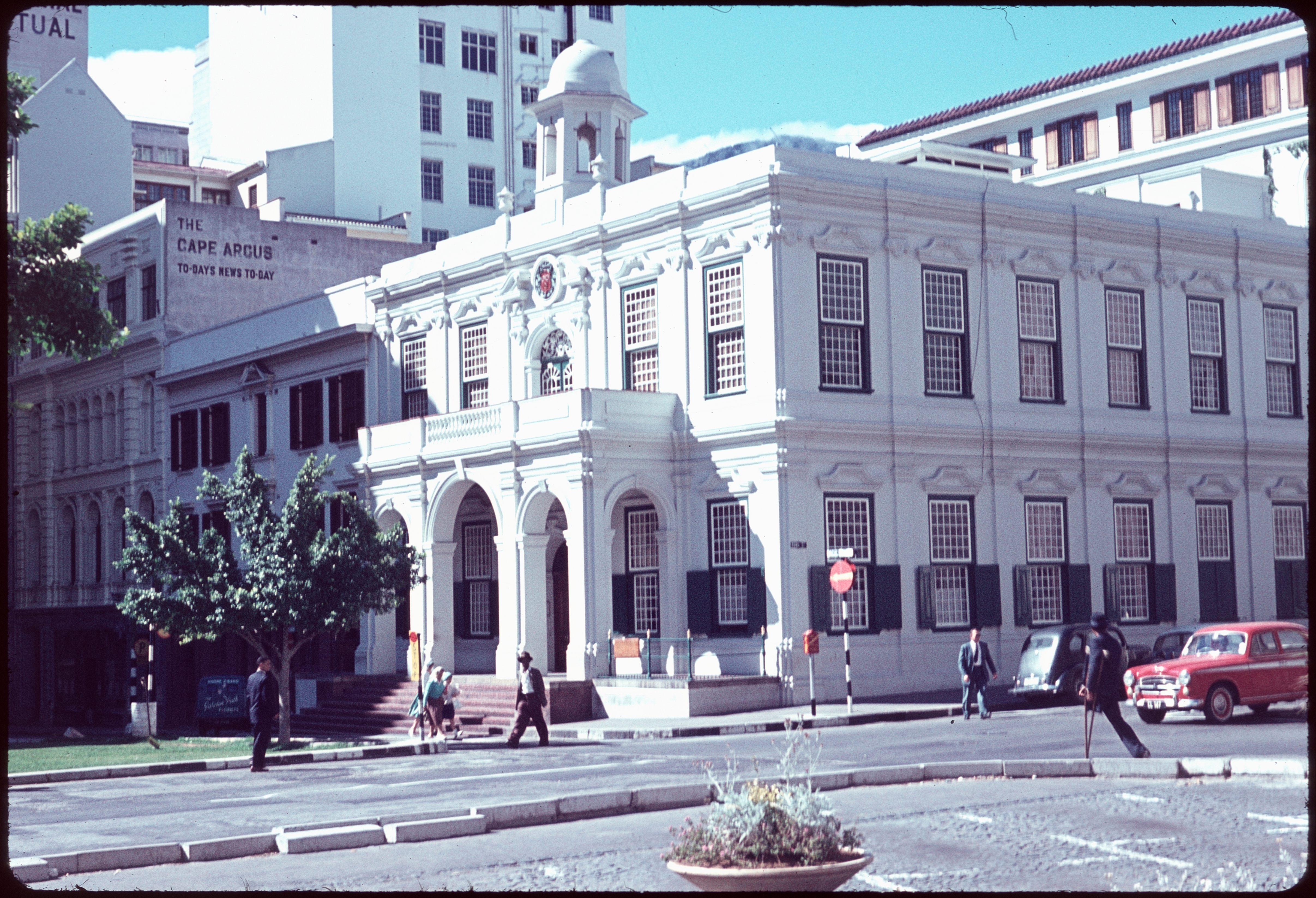
Old Town House en 1962.

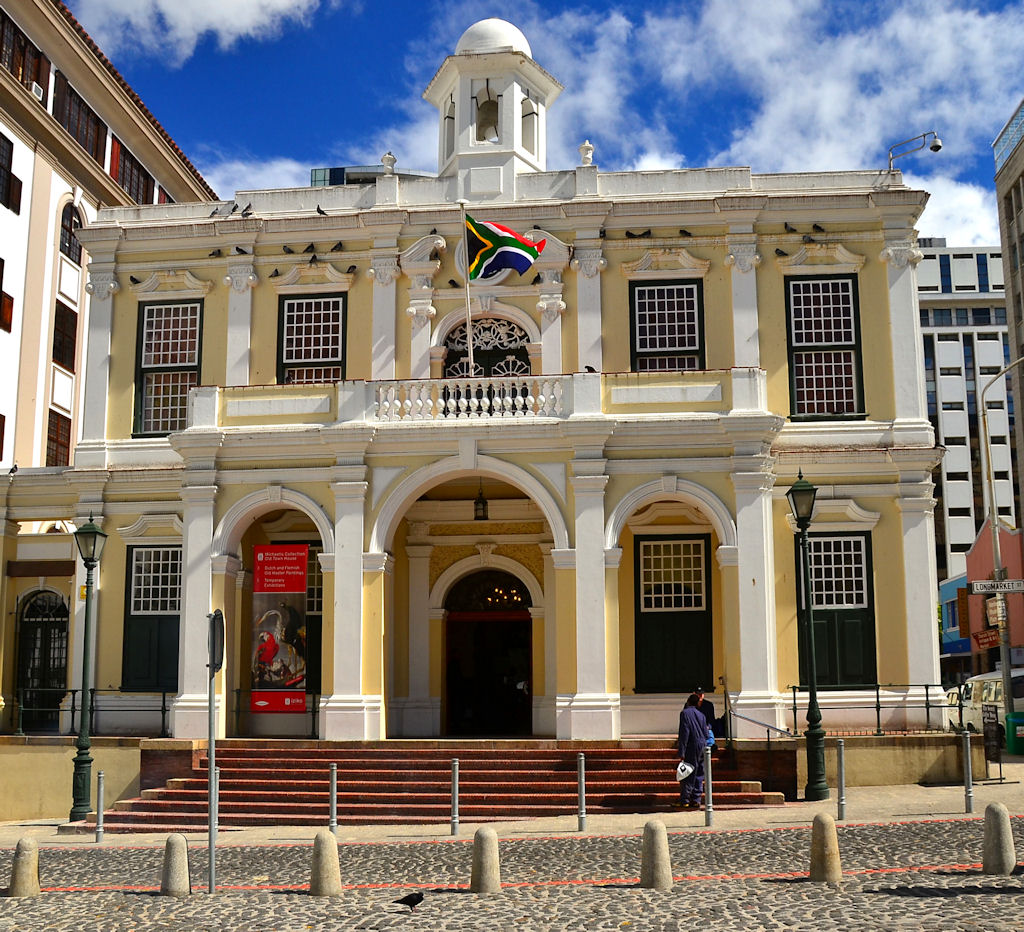
Old Town House en 2012.

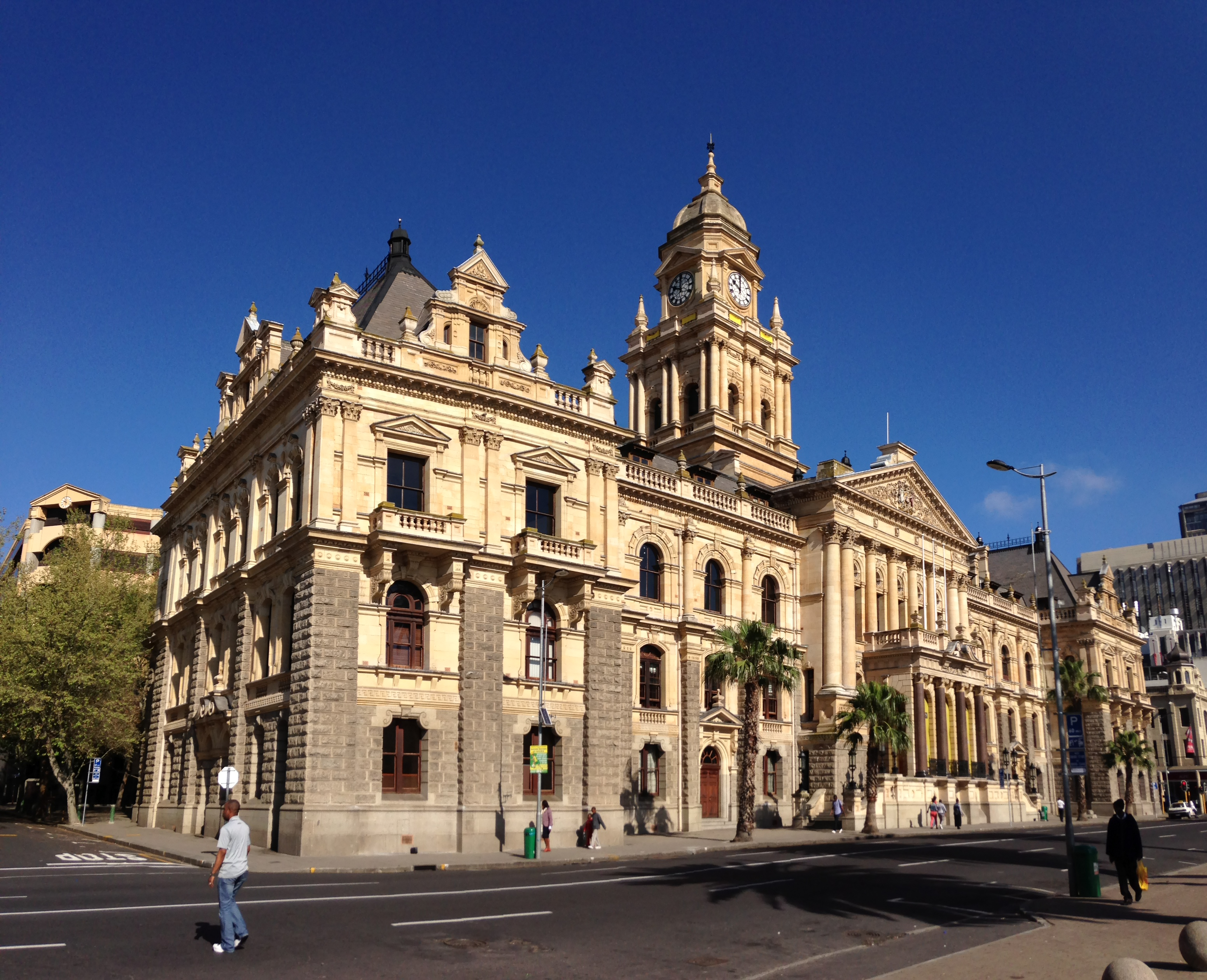
Hôtel de ville du Cap (1910).

Carte électorale des élections municipales de 2011 : en bleu les circonscriptions dominées par l'Alliance démocratique et en vert celles dominées par le Congrès national africain.

La ville est politiquement libérale durant les années d'apartheid. Nelson Mandela fut emprisonné sur une île près du Cap, Robben Island, avant d'être transféré dans une prison près de Paarl.
Frank van der Velde, maire du Cap de septembre 1991 à septembre 1993 sous les couleurs du parti démocratique, rejoint l'ANC dès le 4 juin 1994, soit à peine plus d'un mois après les premières élections multiraciales du 27 avril 1994. Peuplée majoritairement de blancs anglophones et de métis de langue afrikaans, la ville devint néanmoins un bastion de l'opposition depuis ces élections.
Aux élections municipales de décembre 2000, Peter Marais, candidat de la toute nouvelle Alliance démocratique (DA), est élu maire de la toute nouvelle municipalité du Cap, créée sur les fondements de plusieurs anciennes entités municipales locales dont celle de la ville du Grand Cap. Impliqué dans un scandale politique, il est indirectement responsable de la crise fin 2001 qui aboutit à la scission de la DA et au rapprochement du Nouveau Parti national avec l'ANC. Marais est alors remplacé par Gerald Morkel (DA) qui doit peu après, laisser la place à Nomaindia Mfeketo (en), une élue de l'ANC, à la suite de la redistribution des sièges au sein de l'assemblée municipale.
Aux élections municipales du 1er mars 2006, avec 37,91 % des suffrages et 81 sièges, l'ANC est battue par l'Alliance démocratique (41,85 % et 90 sièges). C'est la seule défaite d'importance de l'ANC à des élections qui ont vu son score national augmenter de dix points.
Néanmoins, avec la majorité relative de 90 sièges sur 210, l'Alliance démocratique est tributaire des petits partis notamment des démocrates indépendants (10,5 % et 23 sièges) menés par Patricia de Lille et du parti chrétien démocrate africain (3,22 % et sept sièges). Le reste de l'assemblée se répartit entre le parti musulman africain (trois sièges), le Mouvement démocratique uni (deux sièges), le Front de la liberté (un siège), le Congrès panafricain d'Azanie (un siège), le Front indépendant uni (un siège) et le pari universel (un siège).
Le 15 mars 2006, Helen Zille (DA) est élue maire du Cap par 106 voix contre 103 à Nomaindia Mfeketo (ANC). Elle devient alors la seule femme blanche à diriger une des six plus grandes métropoles d'Afrique du Sud. Elle reçoit le soutien des élus du Parti chrétien démocrate africain (ACDP), du Front de la liberté (FF+), de l'UDM, du parti des musulmans, du Front démocratique uni et du parti universel. Andrew Arnolds (ACDP) est élu premier adjoint alors que Derrick Smith (FF+) est élu porte-parole de la municipalité. Un an plus tard, les démocrates indépendants rejoignent à leur tour la majorité municipale avant de fusionner avec la DA.
Lors des élections municipales de mai 2011, l'Alliance démocratique remporte la municipalité du Cap avec 61,09 % des suffrages (135 sièges) contre 33,03 % à l'ANC (73 sièges). Elle s'impose de nouveau largement lors des élections municipales de 2016 et reconduit Patricia de Lille à la mairie pour un second mandat, finalement écourté en 2018. Le maire actuel est Dan Plato (DA).

## Tourisme

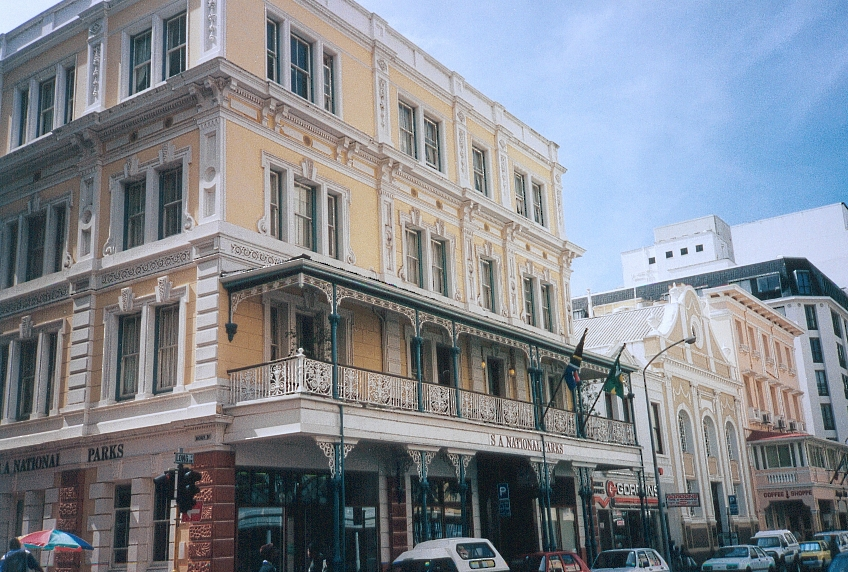
Long Street au Cap.

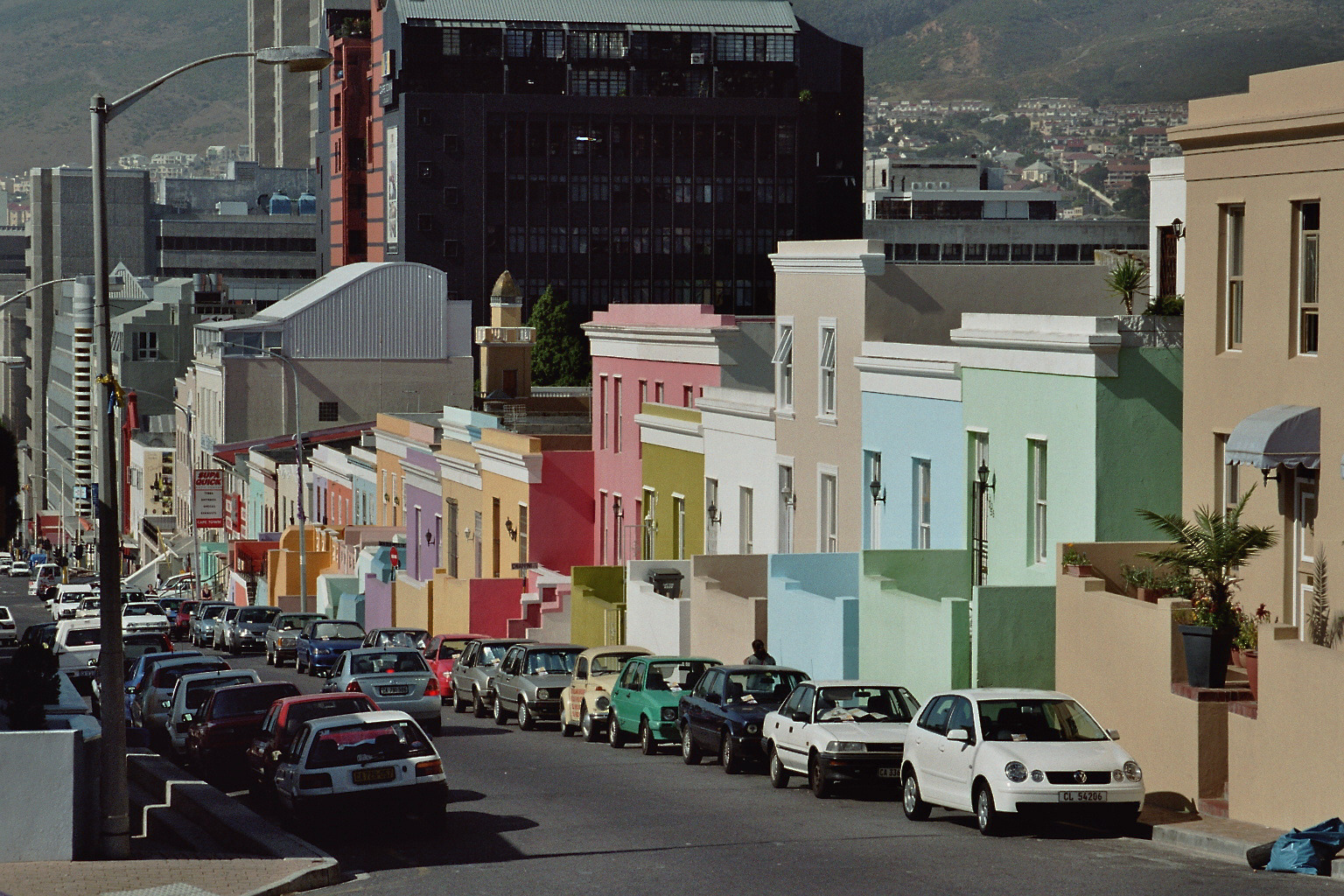
Quartier malais du Cap.

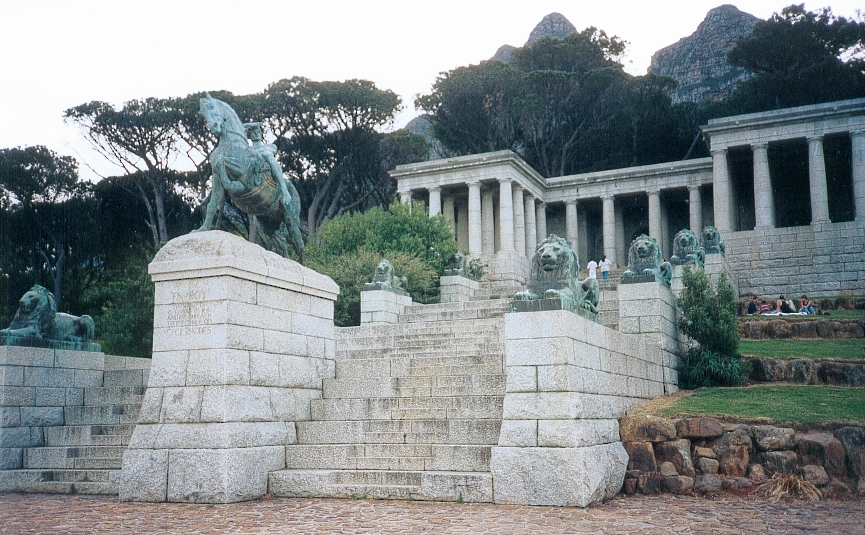
Rhodes Memorial.

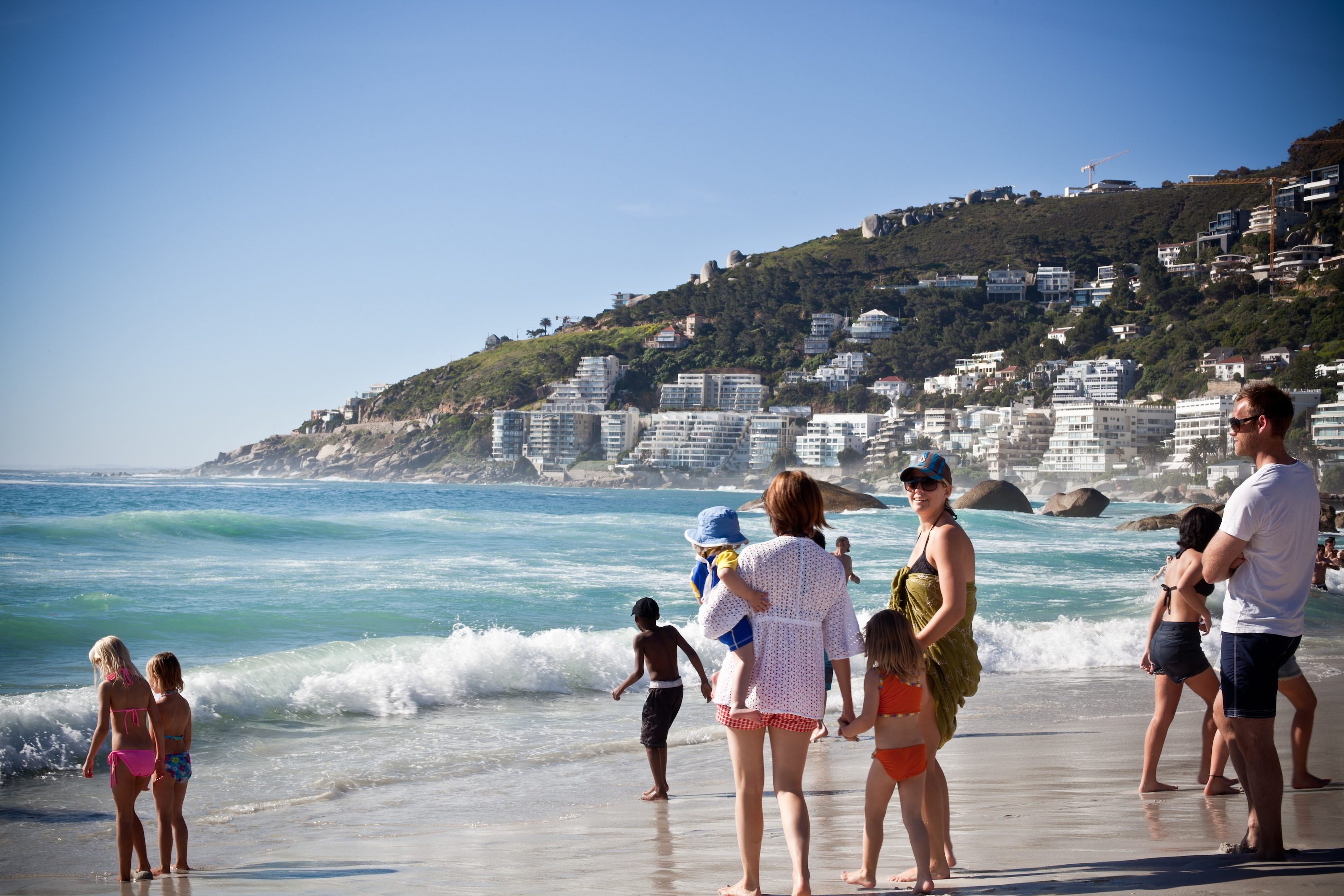
Plage de Clifton.

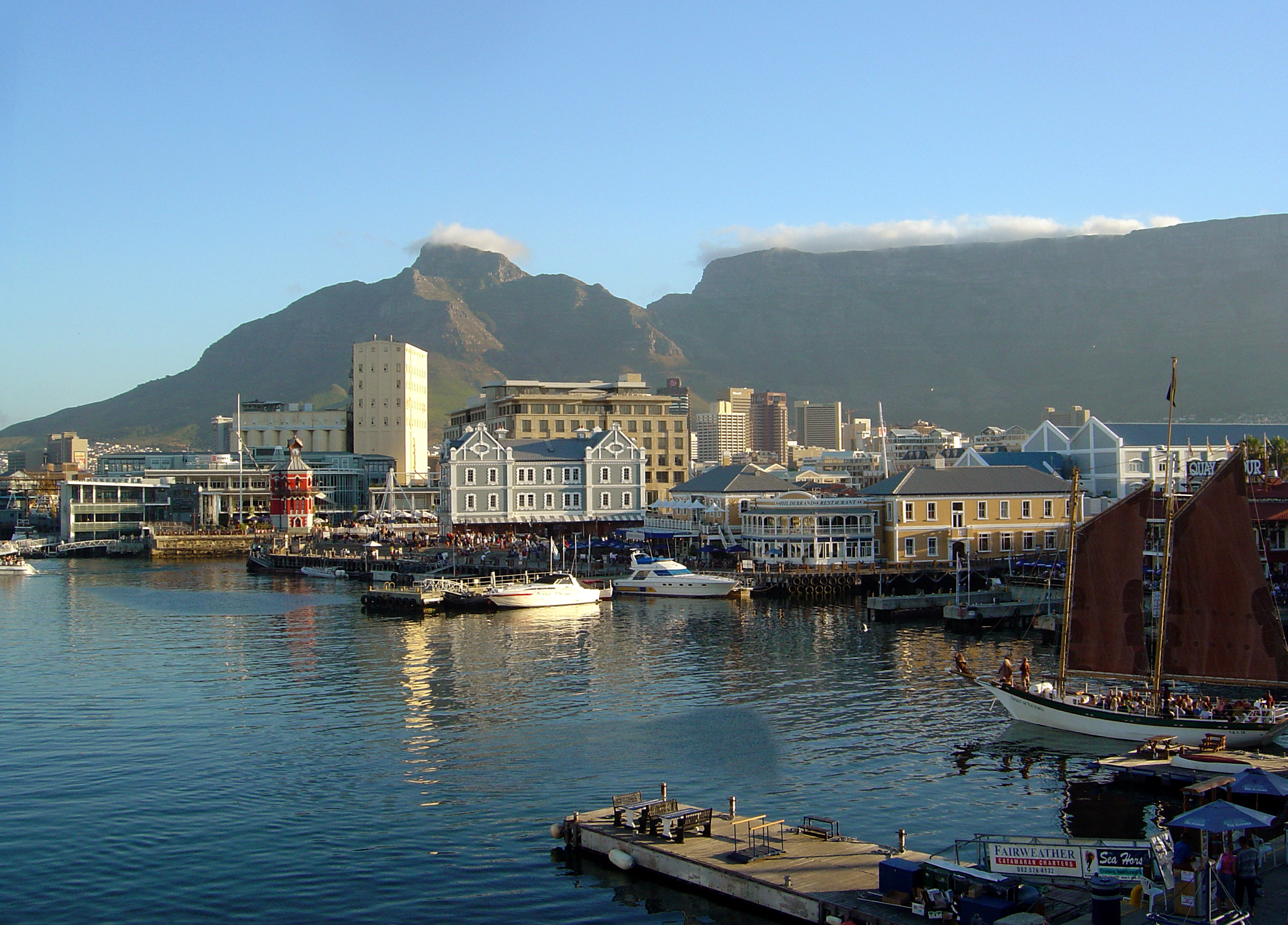
Le Cap-Waterfront.

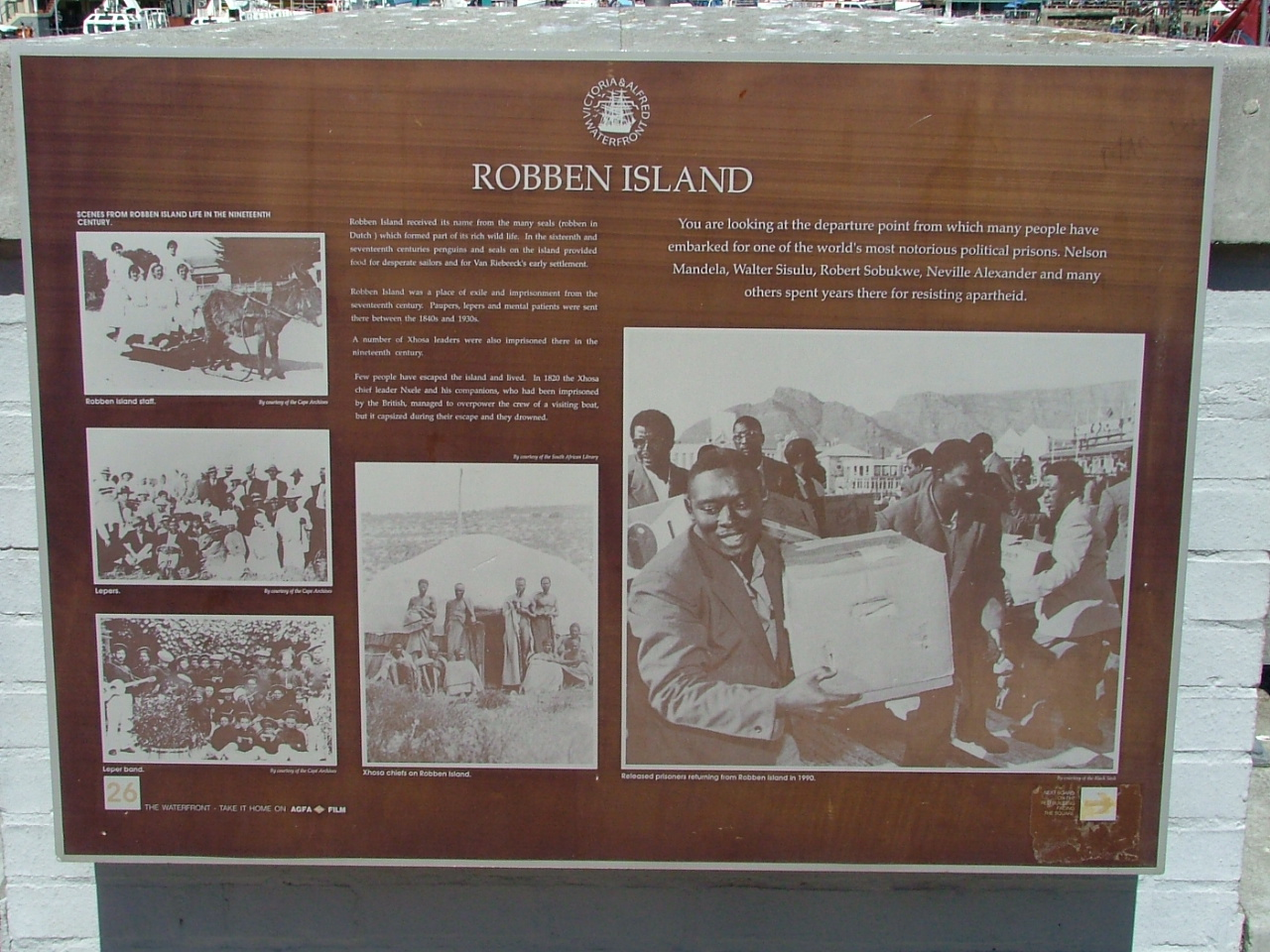
point de départ vers Robben Island.

Au début des années 2010, le Cap est un pôle touristique majeur en Afrique du Sud, offrant au visiteur une grande variété d'activités comme les sports nautiques (incluant la plongée sous-marine, le surf, le kayak de mer, le kitesurf et le nautisme), la pêche à la ligne, la dégustation de vins dans la région de Stellenbosch, les achats (shopping), les routes panoramiques dont la célèbre Chapman's Peak Road, l'alpinisme, le rappel, le cerf-volant, le deltaplane et le parapente et l'observation des oiseaux, des requins ou des baleines près d'Hermanus.
L'époque la plus agréable est l'été, du mois d'octobre à celui de mars, bien que quelques visiteurs ne supportent pas trop la chaleur des mois de janvier et février. En fin d'année, les villes deviennent alors surpeuplées car les vacanciers locaux descendent en ville pendant leurs vacances d'été. La ville du Cap est réputée pour son architecture coloniale dite architecture Cape Dutch (architecture coloniale du Cap) et victorienne. Les quartiers en la matière les plus typiques sont ceux de Constantia et du centre-ville et sur Long street.
Les attractions touristiques les plus populaires de la métropole du Cap sont le front de mer de Victoria & Alfred Waterfront, l'Aquarium des Deux Océans, la montagne de la Table (l'une des sept nouvelles merveilles de la nature), Camps Bay, Sea Point, le centre-ville, Hout Bay, Constantia, Rondebosch, Newlands, Somerset West, le jardin Botanique de Kirstenbosch, le cap de Bonne-Espérance et Hermanus.
La visite du centre-ville du Cap commence généralement de la place Heerengracht à l'emplacement du premier camp de la Compagnie des Indes Orientales où se dressent la statue de Jan van Riebeeck depuis 1899 et celle de son épouse Marie de la Queillerie (depuis 1954). Les principaux points intéressants alors accessibles à pied sont :
- le Civic Center qui abrite la municipalité ;
- l'Artscape (anciennement Nico Malan) Opera House and Theatre ;
- le château de Bonne-Espérance (1666), résidence des premiers gouverneurs du Cap, construit en un an selon un plan en étoile. La salle d’apparat et d’autres pièces de la forteresse contiennent la collection William Fehr, composée de mobilier, de peintures et de porcelaines, ainsi qu'un musée militaire. Les drapeaux des anciennes administrations coloniales et d'Afrique du Sud flottent sur le rempart à l'entrée du fort ;
- l'hôtel de ville du Cap (1905) près du fort est de style Renaissance ;
- Adderley Street, la principale rue commerçante du Cap ;
- le Mutual Building, immeuble Art déco d'habitation construit en 1939, anciennement siège de la société Old Mutual ;
- la Groote Kerk (1836), église réformée néerlandaise ;
- le musée d'histoire et de la culture (1679). Construit pour loger les esclaves de la Compagnie des Indes orientales puis siège de la Cour suprême à partir de 1809, il est, après le château, le plus ancien édifice d’Afrique du Sud ;
- la statue de Jan Smuts située près du musée d'histoire et de la culture ;
- Government Avenue, allée piétonnière bordée de chênes des XVIIe et XVIIIe siècles, qui longe les jardins de la Compagnie où se trouvait le potager et le verger que Jan van Riebeeck avait fait aménager en 1652. Une statue de Cecil Rhodes est située au centre du jardin alors que des allées mènent aux serres et aux roseraies ;
- la cathédrale Saint-Georges (1901), église anglicane ;
- la South African Public Library, considérée comme l’une des plus grandes bibliothèques de l’hémisphère sud ;
- les bâtiments du parlement (1885) devant lesquels trônent une statue de la Reine Victoria et une statue équestre du général Louis Botha ;
- le South African Museum (1825), est consacré à l’ethnologie et à l’histoire naturelle du pays ;
- la South African National Gallery présente principalement des œuvres d’artistes sud-africains et des collections européennes. Une autre statue de Jan Smuts, plus figurative, se tient devant le bâtiment ;
- le Jewish Museum (1862), installé dans la plus ancienne synagogue d’Afrique du Sud ;
- Rust-en-Vreugd (1777), une ancienne demeure bourgeoise typique du Cap et qui renferme une partie de la collection William Fehr ainsi qu'une collection de peintures et de gravures sud-africaines anciennes ;
- Old Town House (1755), ancien poste de garde, puis hôtel de ville de 1761 à 1905. Elle présente aujourd’hui une collection de peintures hollandaises et flamandes du XVIIe siècle ;
- Koopmans de Wet House (1701) sur Long Street et Corner Street, maisons bourgeoises typiques du Cap du XVIIIe siècle présentant une collection de mobilier de style afrikaner ;
- le Cape Town Holocaust Centre (1999), est un musée sur la Shoah, il est le premier sur ce thème en Afrique.

Le quartier malais est plus excentré et s'étend sur Signal Hill. Le quartier de Bo-Kaap (XVIIe siècle) est un site historique classé, reconnaissable par des maisons couleurs pastel et ses minarets. Le Bo-Kaap-Malay-Museum se trouve dans Wale Street.
Le port du Cap est le deuxième port de passagers et de marchandises d'Afrique du Sud. Un quartier de divertissements y a été aménagé en 1988 le long du Victoria & Alfred Waterfront. Un musée d'art contemporain africain, le Zeitz MOCAA, y a remplacé d'anciens silos à grains. Le site propose un imposant centre commercial, des hôtels luxueux, des boutiques de souvenirs, des restaurants et un aquarium (le Two Oceans Aquarium). De ce Waterfront, les visiteurs peuvent se rendre en bateau pour une excursion à Robben Island, aller voir la colonie d'otaries de Duiker Island ou prendre un ferry pour Hout Bay ou Simon's Town.

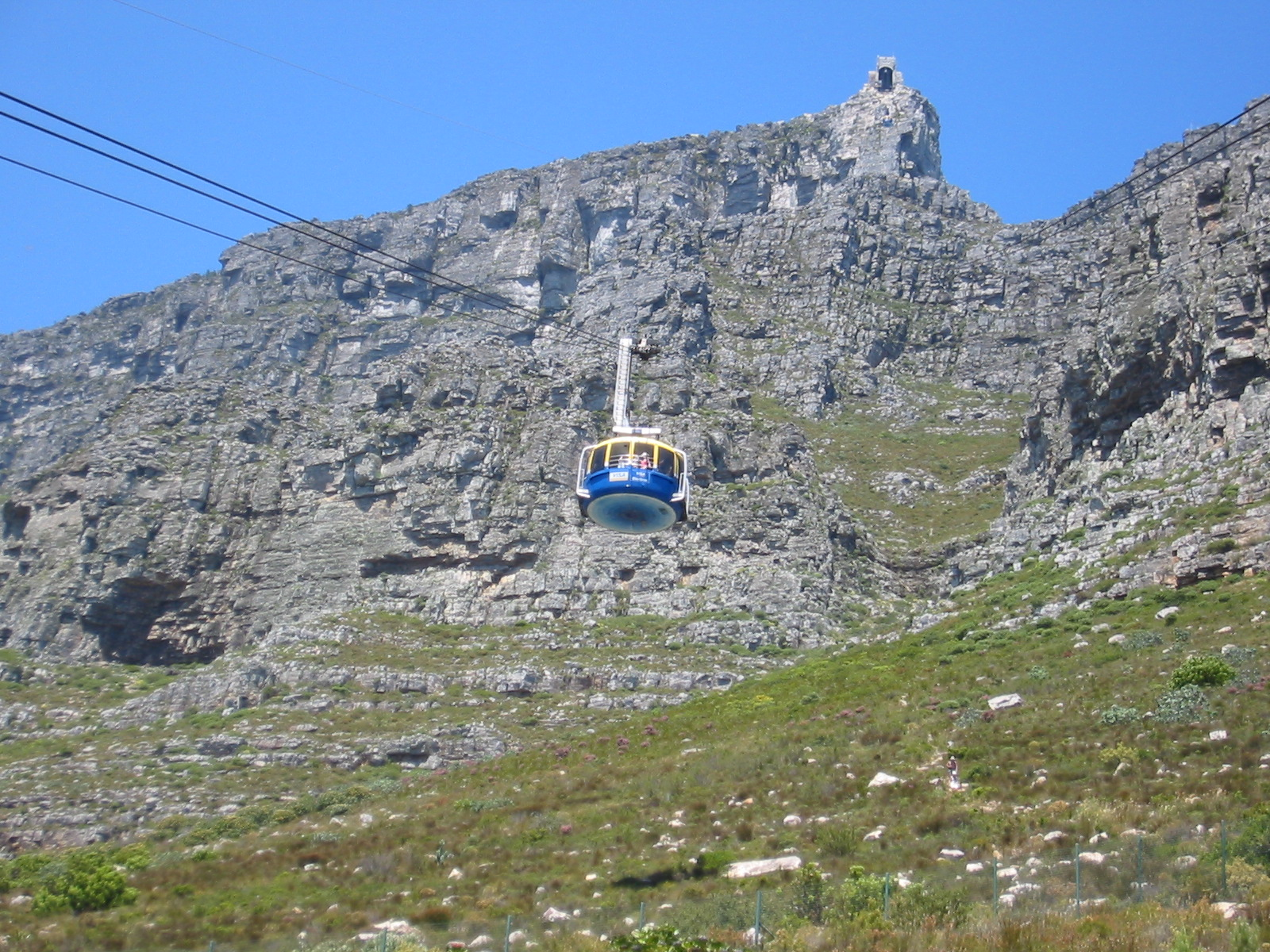
Téléphérique de la montagne de la Table.

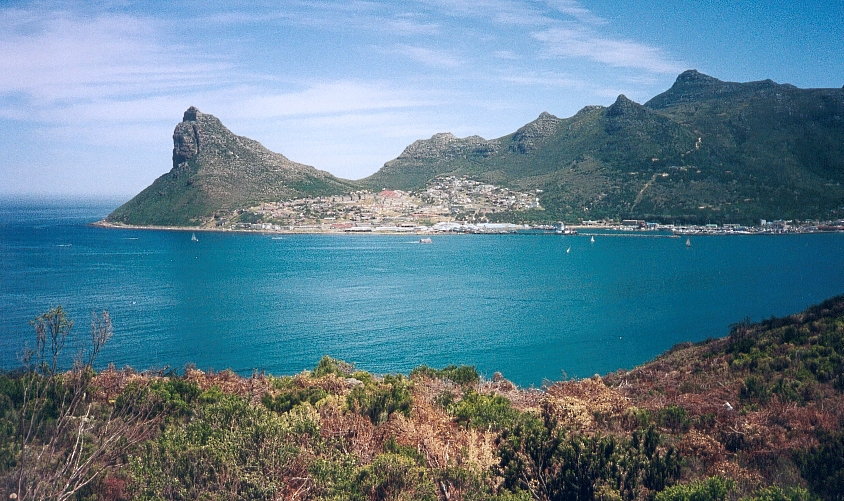
Vue sur Hout Bay, sur la péninsule, depuis la route de Chapman'speak.

Pour apprécier une belle vue panoramique sur Le Cap, le plateau de la montagne de la Table (1 087 m d'altitude) est accessible par un téléphérique ou par des sentiers pédestres (environ 3 heures). L'état de fonctionnement (ouvert ou fermé) du téléphérique est signalé sur un panneau d'avertissement au lieu-dit Kloof Nek.
La Lion's head est un point de vue intéressant également pour avoir une superbe vue sur le centre-ville, les plages, le stade. L'ascension se fait facilement en une bonne heure et la récompense est de taille. Il est courant de faire cette petite randonnée les jours de pleine lune pour voir d'un côté le soleil se coucher et de l'autre la lune apparaître dans le ciel.
Dans la banlieue résidentielle du Cap, le domaine de Groot Constantia, autrefois résidence du gouverneur Simon van der Stel, constitue l’un des plus beaux exemples d’architecture afrikaner. Plus au nord se trouve le domaine de Groote Schuur (grande grange) et à flanc de montagne se situent le jardin botanique national Kirstenbosch, les bâtiments de l’université du Cap, un zoo et un moulin à vent. Le Rhodes Memorial, monument en granit d'inspiration grecque classique dédié à Cecil Rhodes et situé sur la pente de Devil’s Peak, offre un beau panorama sur la ville.
Les plages de Sea Point, Clifton, Camps Bay et Llandudno sur l'océan Atlantique sont situées dans l'agglomération résidentielle du Cap. Elles sont dominées à l’est par « la chaîne montagneuse des 12 apôtres ».
Une route panoramique Chapman's Peak Drive longe la péninsule du Cap et mène au cap de Bonne-Espérance situé dans une réserve naturelle, en longeant le petit port de Hout Bay où les falaises atteignent par endroits 150 m de hauteur et surplombent la mer à pic.
Une autre route mène du Cap ou de la péninsule aux stations balnéaires situées sur la côte sud à la baie False. La route du littoral passe par les villégiatures et villages touristiques de Millers Point, de Simon's Town (une colonie de manchots du Cap vit sur sa plage des rochers à Boulders Beach), de Fish Hoek, de Kalk Bay et de St. James, jusqu’à Muizenberg où Cecil Rhodes possédait un cottage et où il mourut en 1902. À 170 km, au-delà des stations balnéaires de Strand et Gordon’s Bay, se trouve le vieux port de pêche restauré d'Hermanus.
La route nationale N1 mène à l'arrière-pays viticole. À Paarl, Stellenbosch et Franschhoek, il est ainsi possible de visiter des domaines viticoles et de goûter les vins de la région.
Les mois d'août et septembre sont la meilleure période pour visiter la côte occidentale car les pluies d'hiver rendent le désert vivant et favorisent la floraison des fleurs sauvages.
Le carnaval annuel du Cap, Kaapse Klopse ou Tweede nuwejaar, a lieu le 2 janvier.

## Université

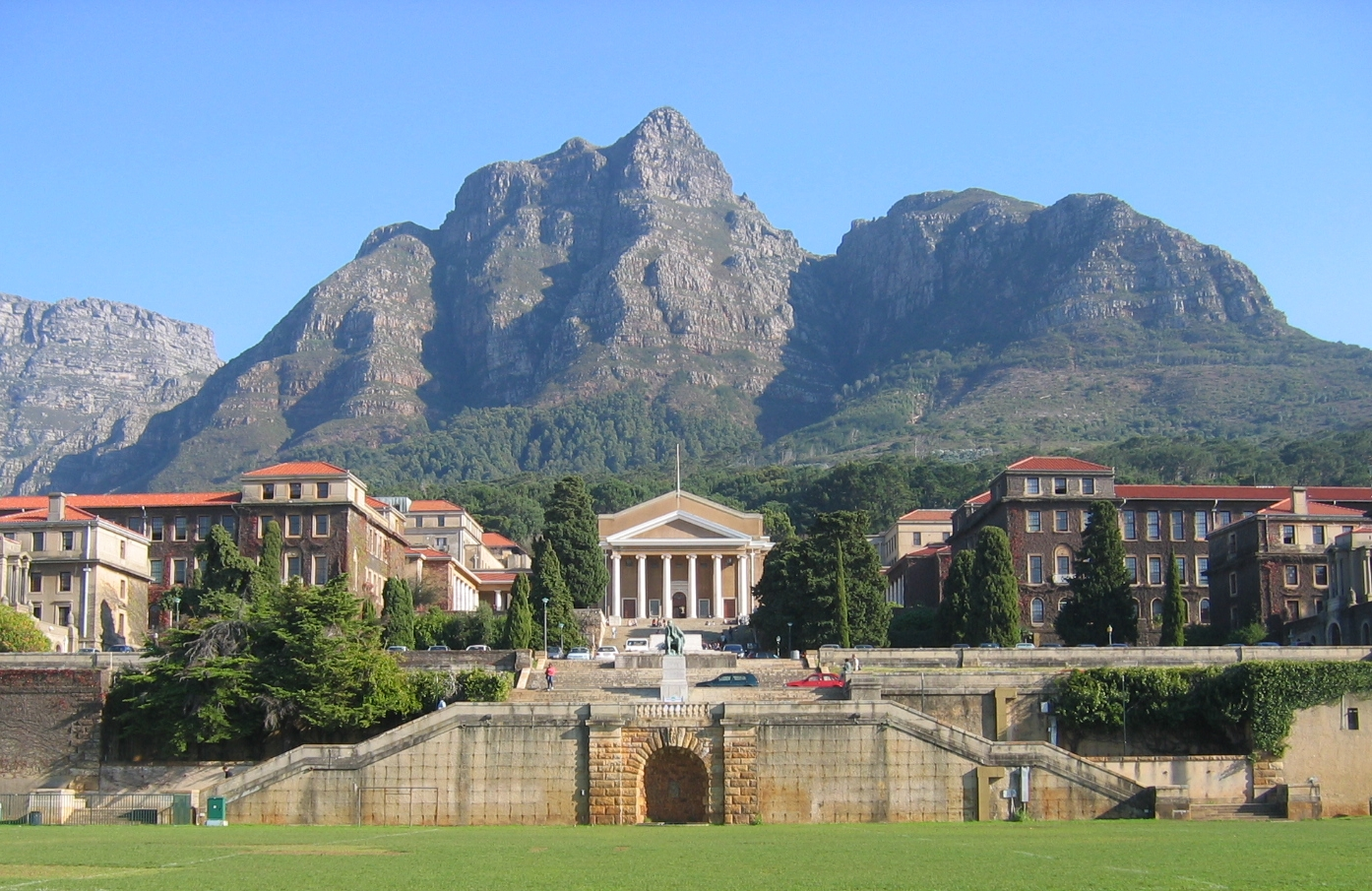
L'université du Cap.

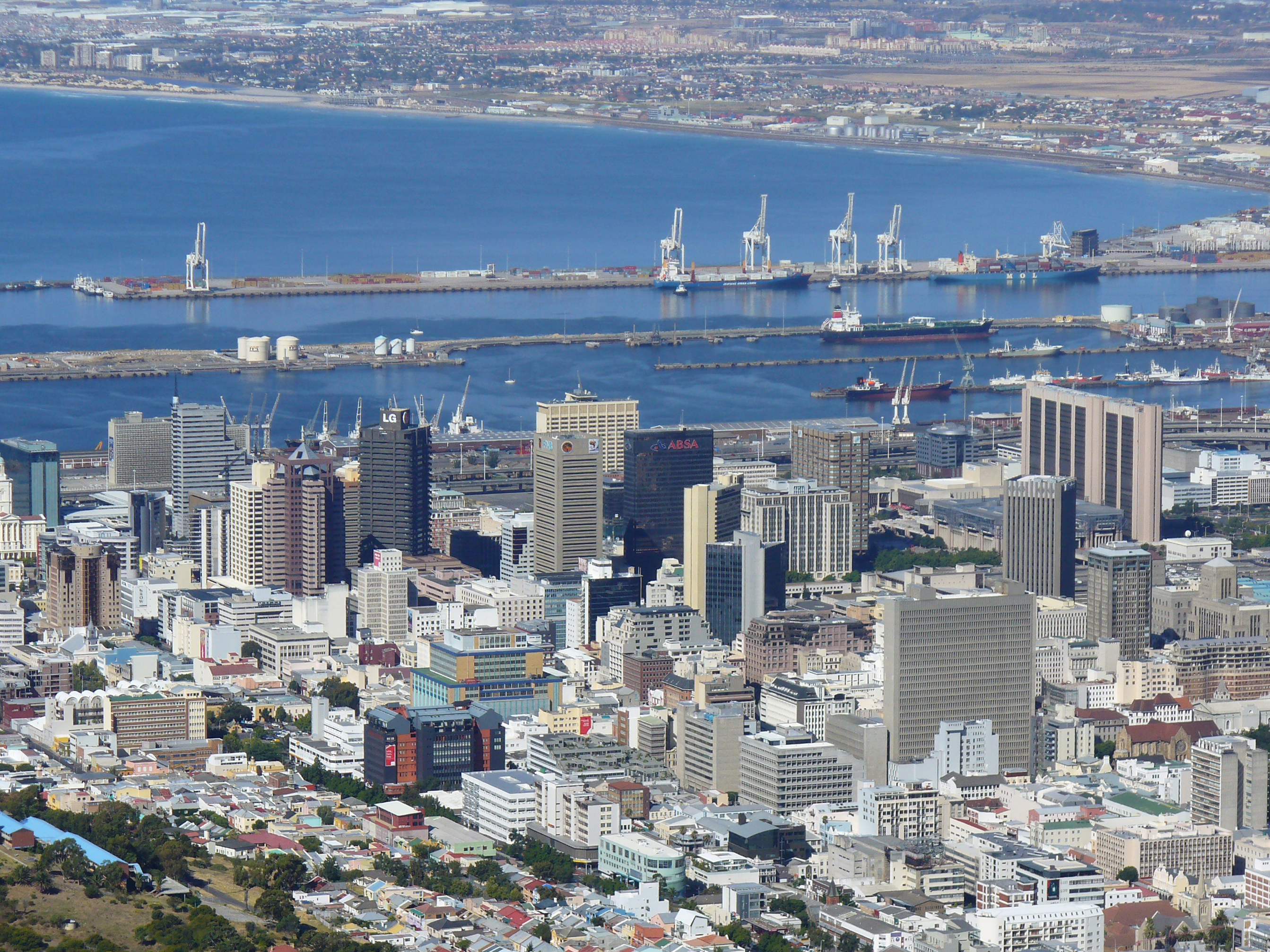
Centre-ville et port du Cap.

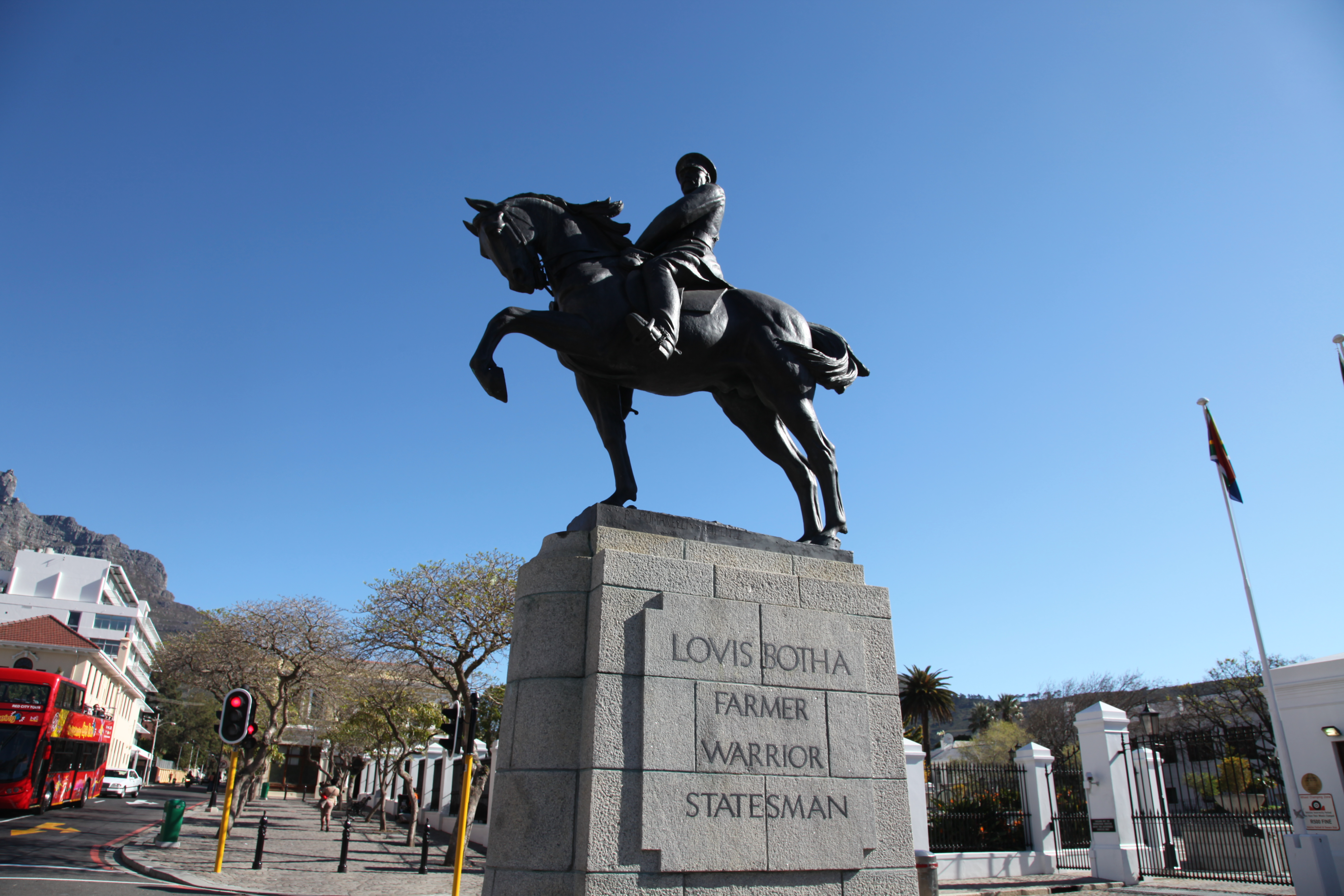
Statue de Louis Botha devant le parlement du Cap.

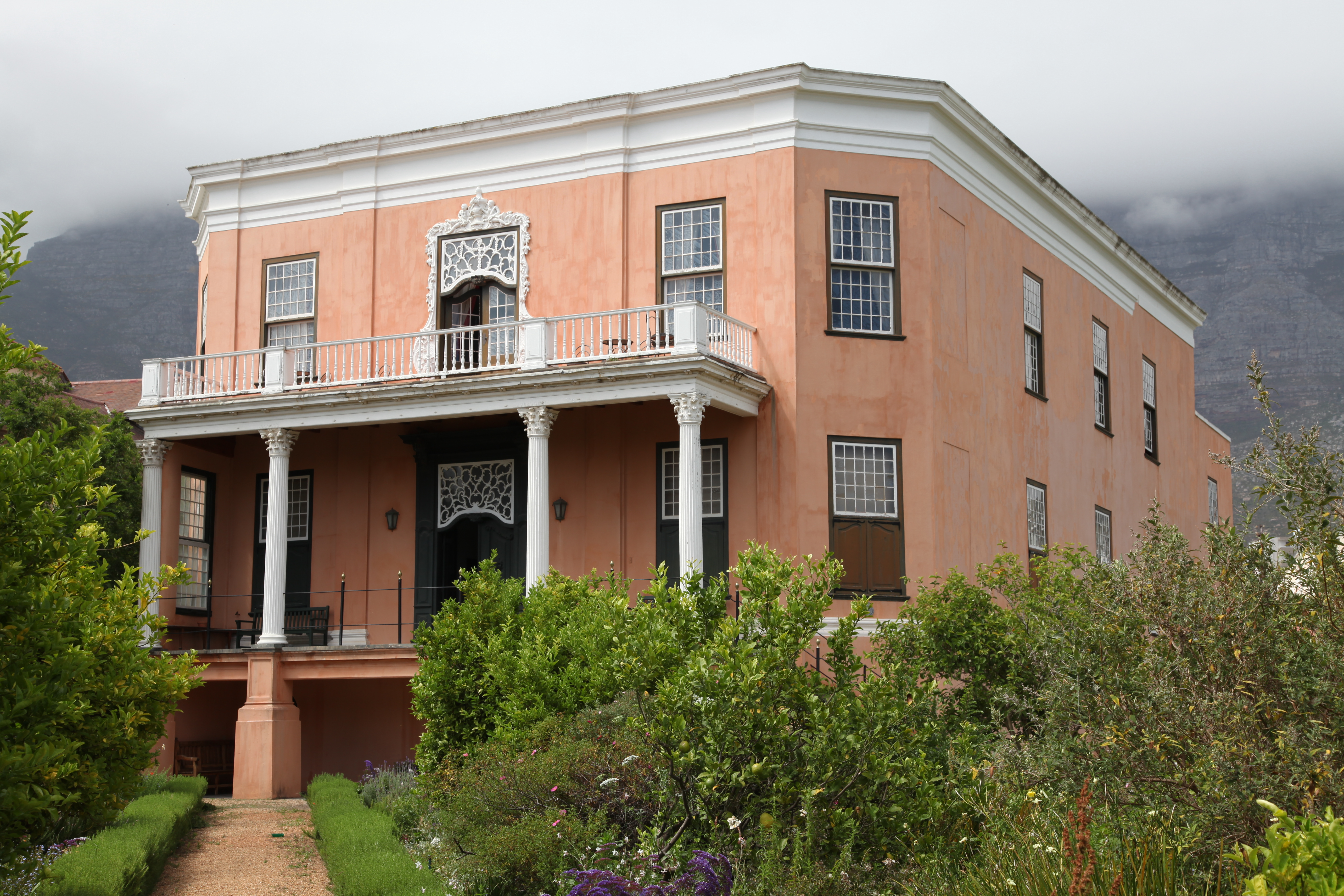
Rust en Vreugd (1777) sur Buitenkant Street, City Bowl.

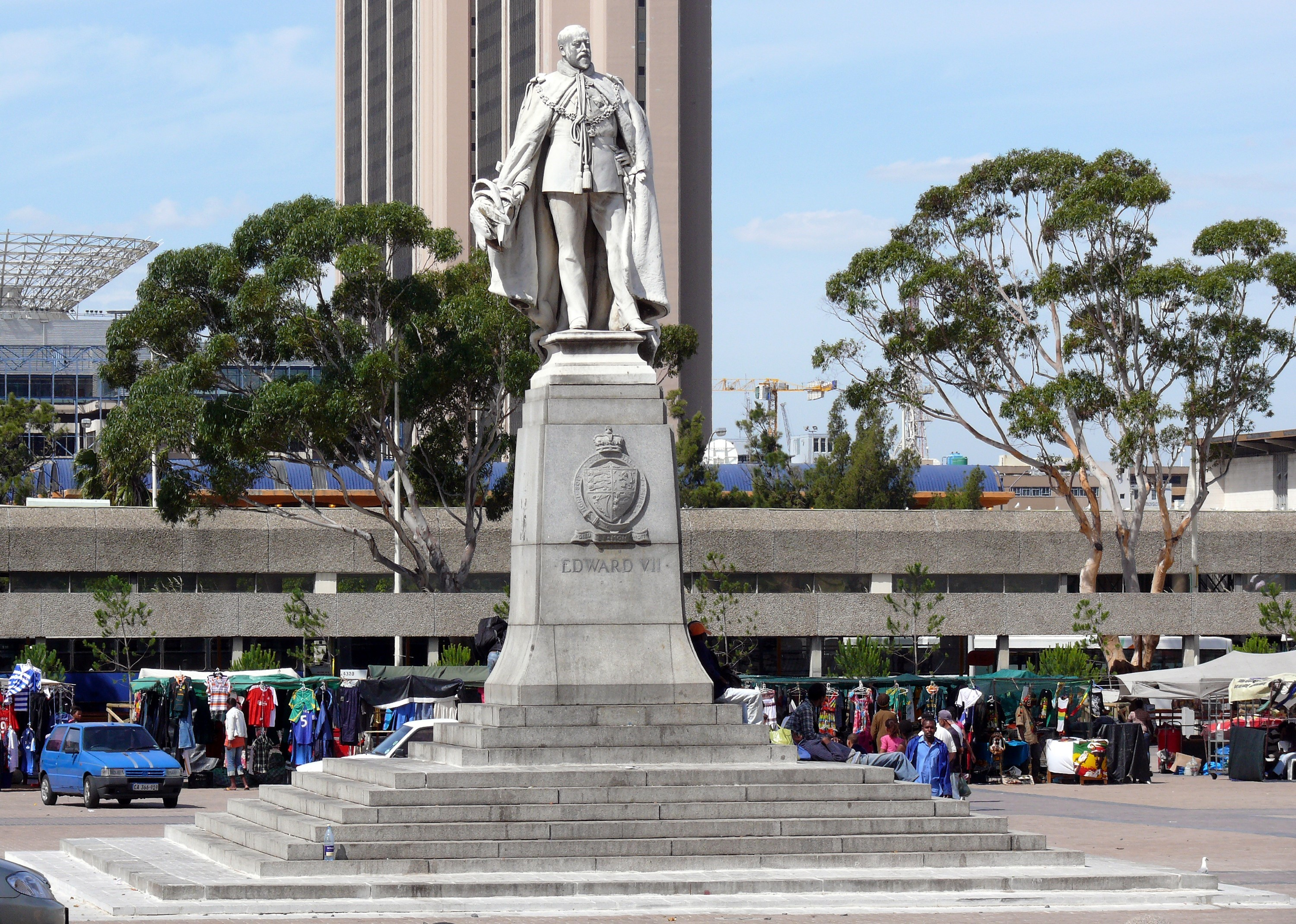
Statue du roi Édouard VII.

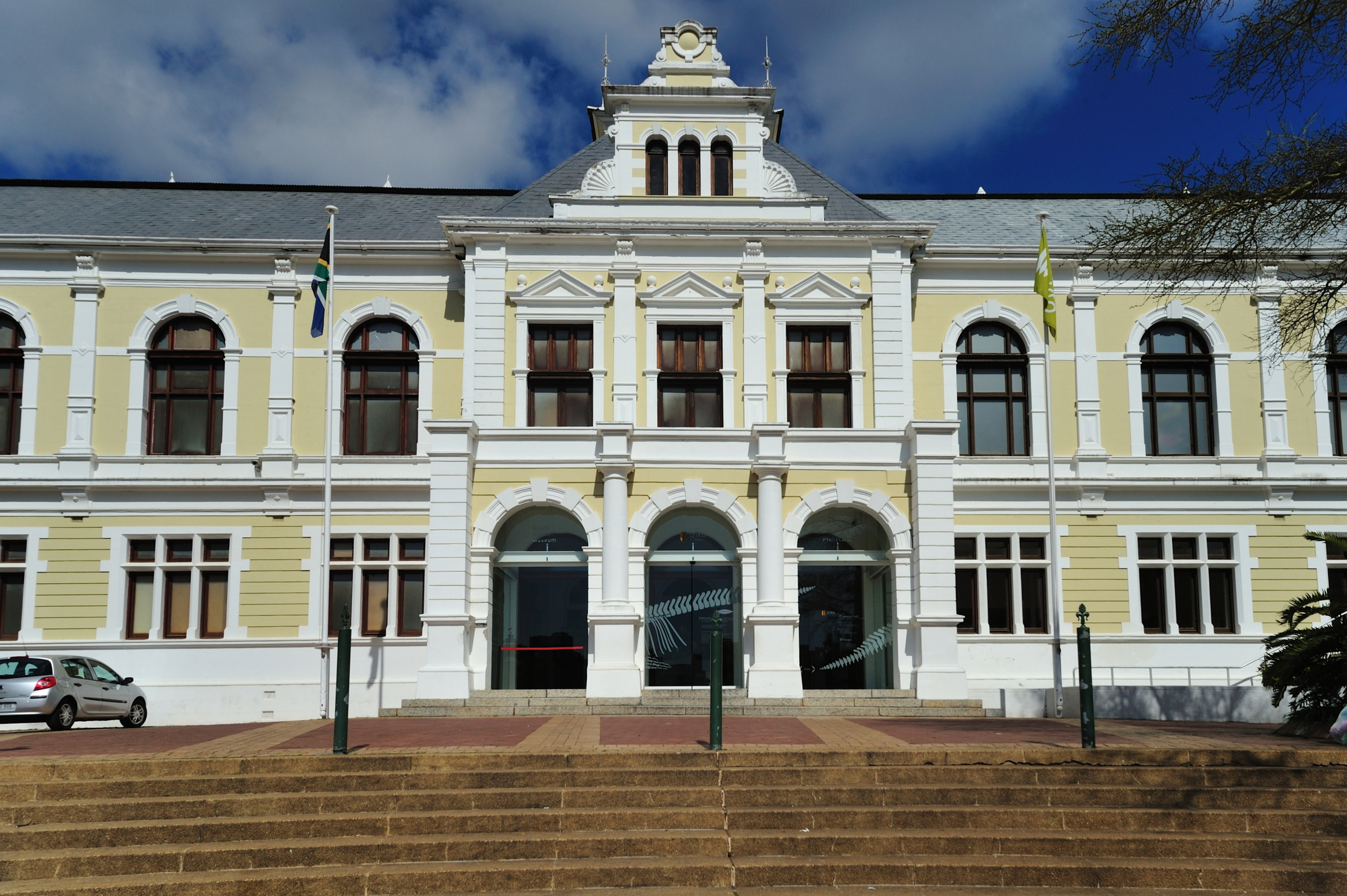
South African Museum.

L'université du Cap, fondée en 1829 sous le nom de South African College, est la plus ancienne université du pays. Elle se situe dans le quartier de Rhodes sur les flancs de Devil's Peak dans la banlieue périphérique de la ville du Cap. Comprenant plusieurs facultés et plusieurs campus, ceux-ci sont principalement situés dans le quartier de Rhodes mais aussi dans les quartiers périphériques à Rondebosch, Rosebank et Mowbray alors que la faculté de médecine est située sur le campus de l’hôpital de Groote Schuur.

## Sport
- Rugby à XV
  - Stormers
  - Western Province
- Football
  - Ajax Cape Town Football Club
  - Cape Town City Football Club
  - Chippa United

## Transports
Deux routes transafricaines aboutissent au Cap
- Transafricaine 3, Tripoli - Le Cap
- Transafricaine 4, Le Caire - Le Cap

### Urbain
Les transports en commun sont assurés par le Golden Arrow Bus Services (en) véhiculant plus de 50 millions de personnes chaque année dans 1 154 autobus mais aussi par Myciti (plus moderne) depuis la coupe du monde de football de 2010.

### Ferroviaire
La gare du Cap est le terminus de toutes les lignes du réseau ferroviaire suburbain régional baptisé Metrorail Western Cape. Elle est, de plus, l'une des plus importantes gares sud-africaines, desservie par le Shosholoza Meyl (en), le service longue distance du Passenger Rail Agency of South Africa.
Elle est également desservie par le luxueux train qui fait la liaison depuis Pretoria: le Rovos Rail.

### Aérien
Avant 1995, l'aéroport international du Cap (code IATA : CPT, code OACI : FACT) était autrefois connu sous le nom de « DF Malan Airport ». C'est un aéroport moderne qui a été entièrement refait pour la coupe du monde de football de 2010. Les plus grandes compagnies aériennes internationales arrivent ici.

## Odonymie
En 2007, une quinzaine d'années après la fin de l'apartheid, un groupe d'historiens et de sociologues, mis en place par la municipalité, proposa, à partir d'une liste de 200 propositions, que 39 noms de rues et d'avenues de la municipalité soient rebaptisés. En mars 2008, Helen Zille renonça à faire valider ces propositions faute de consensus, non seulement au sein du conseil municipal mais aussi au sein de la majorité municipale où les élus de langue afrikaans estimaient que les noms de personnalités afrikaners ou de nom en langue afrikaans étaient les principales victimes des changements de dénomination à venir. Parmi les propositions faites, celle de changer le nom de « Jan Smuts Drive » en « Dullah Omar Drive » rencontrait le plus d'hostilité et d'incompréhension.
En décembre 2010, la municipalité adopta un nouveau code déontologique pour l'attribution des noms. De nouveaux noms de rues furent ensuite proposés puis adoptés, :
| Anciens noms de rues                                                                        | Nouveaux noms à partir de 2011/2012 |
| ------------------------------------------------------------------------------------------- | --- |
| Oswald Pirow street                                                                         | Christiaan Barnard street |
| Eastern Boulevard                                                                           | Nelson Mandela boulevard |
| Western Boulevard                                                                           | Helen Suzman boulevard |
| Square situé sur St George's Mall                                                           | Krotoa street |
| Place situé entre le Civic Centre et le Artscape theater center (Nico Malan théâtre center) | Albert Luthuli place |
| Coen Steytler Avenue                                                                        | Walter Sisulu Avenue |
| Harrier Street                                                                              | Blue Crane Street (Parklands) |
| Modderdam Road                                                                              | Robert Sobukwe Road |
| Native Yard 1                                                                               | Steve Biko Road |
| Hendrik Verwoerd Drive                                                                      | Uys Krige Drive |
| Lansdowne Road                                                                              | Govan Mbeki Road (section entre Baden Powell Dr. et Swartklip Rd) Jeff Masemola Road (section entre Swartklip et Wetton Rd) Lansdowne Road (section entre Wetton et Turfhall Rd) Imam Haron Road (section entre Turfhall et Palmyra Rd) |
| Table Bay Boulevard                                                                         | FW de Klerk Boulevard |
| Vanguard Drive                                                                              | Jakes Gerwel Drive |
| Salazar Square                                                                              | Hamilton Naki Square |
| De Waal drive                                                                               | Philip Kgosana Drive |
| Keizersgracht street                                                                        | Hanover Street (ancien District Six) |

## Films et séries tournés au Cap
- The Cape Town Affair (en) (1967), film américain avec Claire Trevor, James Brolin et Jacqueline Bisset
- Pour tout l'or du Transvaal (1979), feuilleton en 6 épisodes avec Yves Rénier
- Sam et Sally épisode Le diamant (1980), série française avec Georges Descrières
- Bonne Espérance (1987), feuilleton franco-sud-africain en 13 épisodes avec Jean-Pierre Bouvier et Agnès Soral
- Sea Point Days (2008), film documentaire sud-africain
- Ingrid Jonker (2011), film germano-néerlando-sud-africain avec Carice van Houten, Rutger Hauer et Liam Cunningham
- Strike Back: Project Dawn (2011), série britannique
- Sécurité rapprochée (2012), film américain avec Denzel Washington
- Zulu (2013), film franco-sud-africain avec Orlando Bloom
- The Last Face (2015), film américain de Sean Penn
- Honey 3 (2016), film américain de Bille Woodruff
- San Junipero (2016), épisode 4 de la saison 3 de Black Mirror, avec Mackenzie Davis et Gugu Mbatha-Raw
- Le Remède mortel (2018), film américain de Wes Ball et dernier volet de la trilogie Le Labyrinthe (film, 2014) avec Dylan O'Brien, Thomas Brodie-Sangster et Kaya Scodelario

## Relations internationales

### Jumelages
La ville du Cap est jumelée avec :
- Nice (France)
- Pune (Inde)
- Adana (Turquie)

## Lieux de culte
Parmi les lieux de culte, il y a principalement des églises et des temples chrétiens : Église chrétienne de Sion, Apostolic Faith Mission of South Africa, Assemblées de Dieu, Union baptiste d'Afrique australe (Alliance baptiste mondiale), Methodist Church of Southern Africa (Conseil méthodiste mondial), Anglican Church of Southern Africa (Communion anglicane), Église presbytérienne d'Afrique (Communion mondiale d'Églises réformées), Archidiocèse du Cap (Église catholique) . Il y a aussi des mosquées musulmanes et des temples hindous.

## Personnalités locales
- Gerald Morkel, maire de la ville du Cap
- Funeka Soldaat, activiste LGBT d'Afrique du Sud, membre du projet Triangle basé au Cap.
- Dope Saint Jude, rappeuse, chanteuse, auteure-compositrice et productrice de musique sud-africaine.
- AKA, Rappeur sud-africain.
- Cat Hellisen, autrice de romans fantastiques.
- Die Antwoord, groupe de rap-rave sud-africain.
- Derek Hanekom, homme politique sud-africain.
- Louis Moholo, batteur de jazz sud-africain.
- Yola Mgogwana, activiste climatique.

### Médiagraphie

#### Documents multimédias
- Voyage sans passeport: le Cap, reportage de l'Office national de radiodiffusion télévision française du 17 mai 1969, INA